# Nice
Vous lisez un « bon article » labellisé en 2008.
Pour les articles homonymes, voir Nice (homonymie).

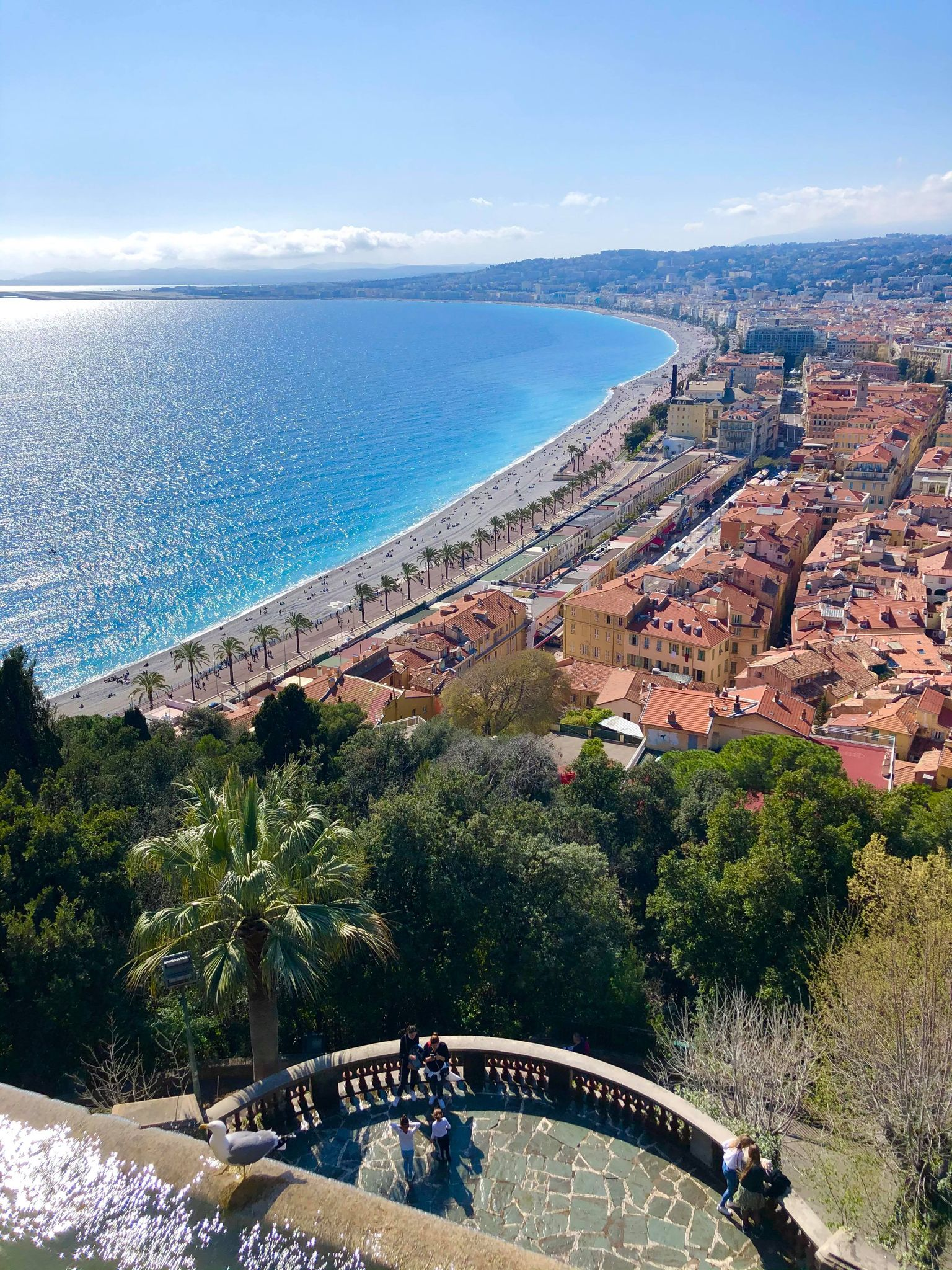
Les plages de Nice et la baie des Anges vues depuis la colline du Château.

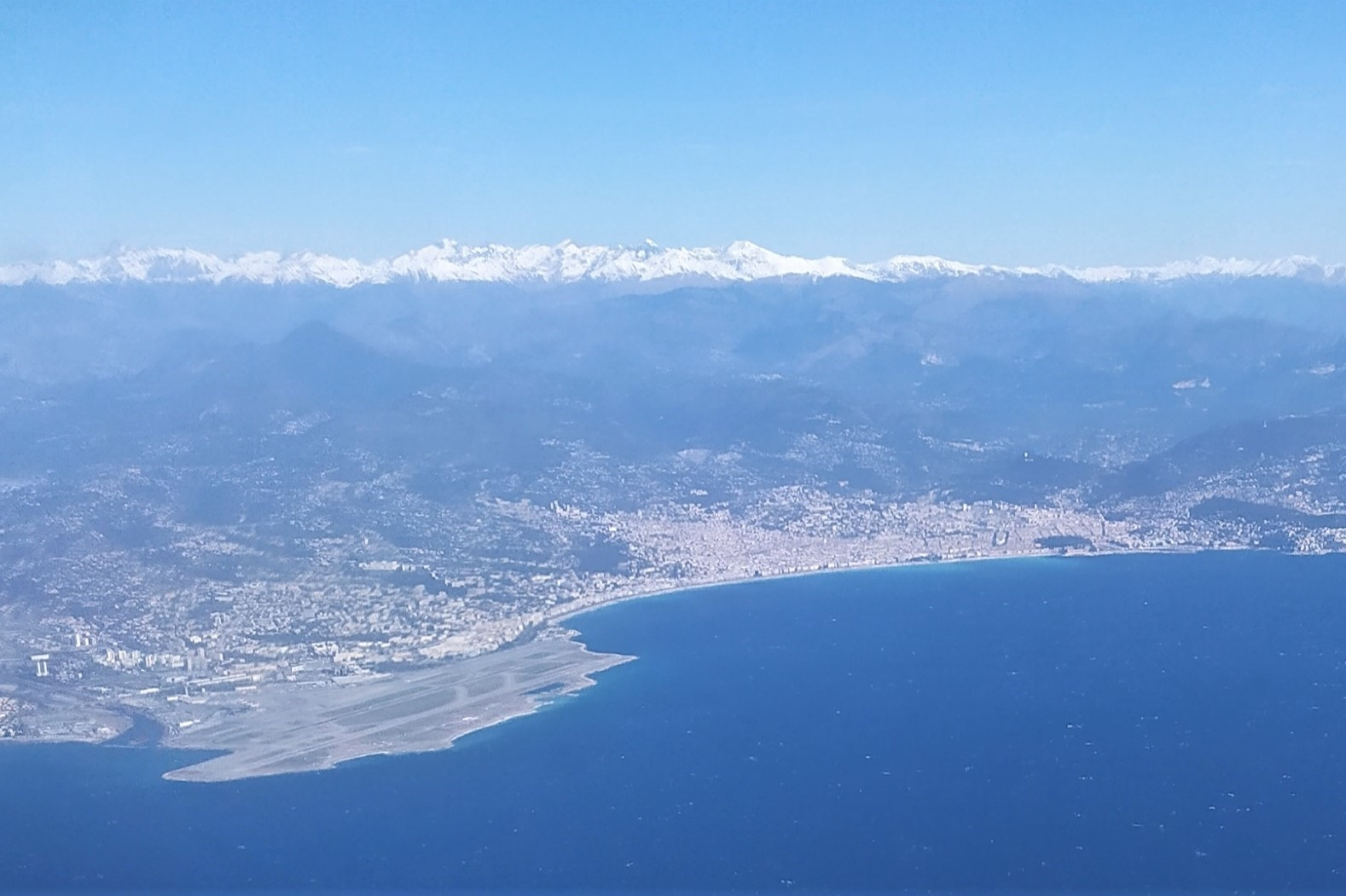
Nice vue d'avion : au premier plan, l'aéroport à gauche, l'agglomération à droite avec la promenade des Anglais, et, en fond de tableau, le Mercantour enneigé.

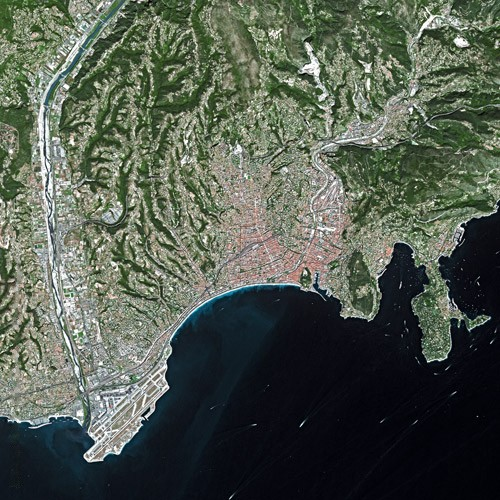
Nice vue par le satellite Spot : de gauche à droite : l'aéroport, la promenade des Anglais, le mont Boron, la rade de Villefranche-sur-Mer, le Cap-Ferrat, la baie des Fourmis.

Nice [nis], Niça ['ni.sa] en occitan nissart, est une commune du Sud-Est de la France, préfecture du département des Alpes-Maritimes et deuxième ville de la région Provence-Alpes-Côte d'Azur derrière Marseille. Située à une trentaine de kilomètres de la frontière franco-italienne, elle est établie sur les bords de la mer Méditerranée, le long de la baie des Anges et à l'embouchure du Paillon.
Capitale de la Viguerie de Nice, elle faisait autrefois partie de la Ligurie antique entre le fleuve du Var et de la Magra, de la Regio IX Liguria romaine (à la frontière entre la Gaule cisalpine et la Narbonnaise), du royaume d'Italie (Saint-Empire romain) entre le IXe et le XIe siècle, du comté de Provence, de la ligue ligure et de la république de Gênes, avant de choisir, en 1388, la protection du comté de Savoie à la suite de la guerre de l'Union d'Aix (dédition de Nice à la Savoie). En 1526, elle devient la capitale du comté de Nice. En 1720, à la suite de la paix de La Haye, la Savoie cède la Sicile (qu'elle avait acquise en 1713 par les traités d'Utrecht) et reçoit la Sardaigne, donnant naissance au royaume de Piémont-Sardaigne. Ce nouvel ensemble forme ainsi l'un des États italiens pré-unitaires, dont la capitale est fixée à Turin. Nice est cédée à la France en 1860 en échange de la participation de Napoléon III dans l'édification de l'unité italienne.
Située entre mer et montagne, capitale économique et culturelle de la Côte d'Azur, Nice bénéficie d'importants atouts naturels. Le tourisme, le commerce et les administrations (publiques ou privées) occupent une place importante dans l'activité de la ville. Elle possède la deuxième capacité hôtelière du pays, ce qui lui permet d'accueillir environ 5 millions de touristes chaque année. Elle dispose également du troisième aéroport de France, (le premier de province) et d'un palais des congrès consacrés au tourisme d'affaires.
La ville possède une université, plusieurs quartiers d'affaires, de nombreux musées (il s'agit même de la ville qui en compte le plus en France, après Paris), un théâtre, un opéra, une bibliothèque à vocation régionale, un conservatoire à rayonnement régional et des salles de concert. C'est enfin à Nice que se trouve la célèbre promenade des Anglais, site touristique de premier plan et vitrine, avec la Croisette à Cannes, du littoral azuréen. Le 27 juillet 2021, « Nice, la ville de la villégiature d'hiver de riviera » est inscrite au patrimoine mondial de l'UNESCO.
Selon le recensement de 2022, avec 353 701 habitants, elle est la cinquième commune de France en population après Paris, Marseille, Lyon et Toulouse. Elle est située au cœur de la septième agglomération de France avec 955 154 habitants et de la onzième aire d'attraction de France, avec environ 600 000 habitants. La ville est le centre d'une métropole, Nice Côte d'Azur, qui rassemble quarante-neuf communes et environ 550 000 habitants.

## Géographie

### Localisation
Nice est située dans l’extrême sud-est de la France continentale, non loin de la frontière italienne (trente kilomètres). Elle fait partie de la Riviera méditerranéenne dont elle est l'extrémité occidentale. Elle est bordée par la baie des Anges et entourée de plusieurs collines. La cité est située à 930 km de Paris, 198 km de Marseille, la capitale régionale, 195 km de Gênes et 206 km de Turin, la capitale historique des États de Savoie. Même si la délimitation de la Côte d'Azur est mal définie, il s'agit de sa plus grande ville. La ville se trouve en position excentrée par rapport au territoire national comme au sein de la région Provence-Alpes-Côte d'Azur.

### Site
La ville est située face à la baie des Anges, abritée du vent par un amphithéâtre de collines, dans une étroite cuvette montagneuse adossée au massif du Mercantour, limitée à l'ouest par la vallée du Var et à l'est par le mont Boron. Le premier site de Nice fut la colline du Château qui fut entièrement militarisé avant d'être détruit par Louis XIV. Nice s'est développée au pied de cette colline en se limitant à la partie comprise entre le Paillon et la mer et qui constitue aujourd'hui le Vieux-Nice aux ruelles étroites. C'est surtout après le rattachement à la France que la ville s'est étendue au-delà de ce cours d'eau qui est aujourd'hui partiellement couvert.
Le site de la ville est constitué par une plaine alluviale (lit majeur du Paillon et du Mantéga) et des collines de poudingue orientées nord-sud. Il comprend donc une plaine centrale, des collines, des vallées (Paillon à l'est et Var à l'ouest) et des vallons. Ces derniers ont été creusés par différents torrents. Leurs pentes sont raides, parfois abruptes. Elles étaient aménagées autrefois en terrasses pour les cultures.
L'extrémité sud-ouest de la ville est occupée par l'aéroport de Nice-Côte d'Azur, sur une zone partiellement gagnée sur la mer.

### Relief

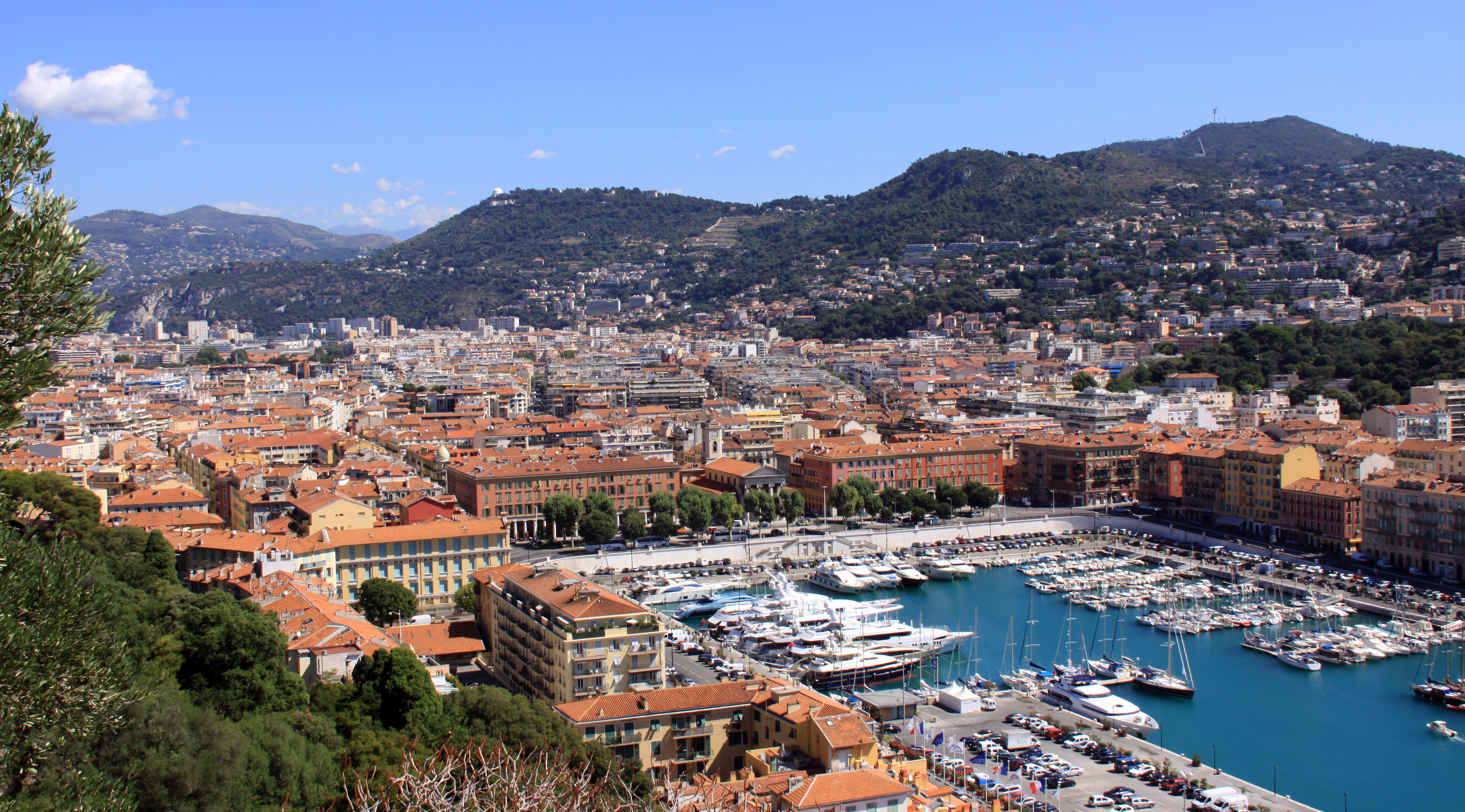
Le pourtour du port Lympia, la place de l'île de Beauté, avec le mont Gros (Observatoire) et le mont Vinaigrier à l'est de Nice (en arrière-plan à droite, la tour hertzienne du mont Leuze à Villefranche-sur-Mer)

La plus connue des collines qui dominent la ville est celle de Cimiez, avec ses vestiges antiques et son parc qui abrite le musée Matisse. Autre colline emblématique, celle du Château, qui sépare la vieille ville du port Lympia. Deux autres collines urbaines sont celles du Piol, et celle des Baumettes situées à l'ouest de la plaine niçoise. Diverses collines plus élevées limitent l'extension de la ville. À l'ouest, les collines de Fabron, Lanterne, Ginestrière, Bellet et Saint Roman, séparées des collines nord/centre (Saint-Pierre-de-Féric, Pessicart, Saint Pancrace, Gairaut, Cimiez, Brancolar et Rimiez) par le vallon de Magnan. Le vallon des Fleurs marque la limite géographique entre Gairaut d'un côté, et Cimiez et Rimiez de l'autre. Le pied du mont Chauve d'Aspremont marque le point culminant de la ville (520 m). À l'est, rive gauche du Paillon, le mont Gros et le mont Vinaigrier marquent la limite avec la commune de La Trinité. Séparés du mont Vinaigrier par le col de Villefranche (149 m), le mont Alban et le mont Boron se situent à proximité de la mer. L'extension s'est ainsi faite soit vers le nord, en suivant le cours du Paillon, soit dans la plaine de l'ouest jusqu'à Saint-Laurent-du-Var.
Deux petits fleuves traversent la ville du nord au sud : le Paillon à l'est et le Magnan. Autrefois plus nombreux, ces ruisseaux offraient un paysage plus vallonné de la plaine niçoise avant l'urbanisation du XIXe siècle : le vallon Saint-Michel et son ruisseau sont devenus l'avenue Jean-Médecin, le ruisseau de la Mantega est aujourd’hui recouvert par le boulevard Gambetta, et le Gorbellon par le boulevard Gorbella (encore maraîcher en 1950).

### Flore
La végétation naturelle de Nice est typique d’un paysage méditerranéen avec une forte représentation d’arbustes à feuilles larges et persistantes. Les arbres ont tendance à être dispersés mais forment des forêts denses dans certains endroits (mont Boron…). Les grandes espèces d’arbres indigènes comprennent le chêne pubescent, le chêne vert, le pin et l’arbousier. De nombreuses espèces introduites poussent dans les parcs et les jardins. Palmiers, eucalyptus et agrumes font partie des arbres qui donnent à Nice un aspect subtropical. Mais il existe également des espèces familières aux régions tempérées du monde entier ; les exemples incluent le marronnier d’Inde, le tilleul et même l’épinette de Norvège.

### Communes limitrophes
| Gattières                                   | Colomars Aspremont Falicon Saint-André-de-la-Roche Tourrette-Levens | Cantaron La Trinité                 |
| Saint-Jeannet La Gaude Saint-Laurent-du-Var | Nice                                                                | La Trinité Èze Villefranche-sur-Mer |
| Mer Méditerranée                            | Mer Méditerranée                                                    | Mer Méditerranée                    |

### Catastrophes naturelles - sismicité
Le 2 octobre 2020, de nombreux villages des diverses vallées des Alpes-Maritimes (Breil-sur-Roya, Fontan, Roquebillière, Saint-Martin-Vésubie, Tende...) sont fortement impactés par un épisode méditerranéen de grande ampleur, la tempête Alex. Certains hameaux sont restés inaccessibles pendant plus d'une semaine après la catastrophe et l'électricité n'a été rétablie que vers le 20 octobre. L'arrêté du 7 octobre 2020 portant reconnaissance de l'état de catastrophe naturelle a identifié 55 communes, dont Nice, au titre des « Inondations et coulées de boue du 2 au 3 octobre 2020 ».
La commune de Nice est classée en totalité en zone de sismicité moyenne (zone 4),.
Le 18 mars 2025, un séisme de magnitude 4,1, suivi d’une réplique de 3,7, a frappé l’arrière-pays niçois. Bien que la région soit sujette à des secousses fréquentes, elles dépassent rarement une magnitude de 4.

### Hydrographie et eaux souterraines
Elle est délimitée par le fleuve Var à l'ouest et le mont Boron à l'est. Elle est traversée du nord au sud par le Magnan, ainsi qu'à l'est par le Paillon qui conflue avec la Banquière, sous l'autoroute A8, juste en bas du vallon de la Lauvette et du quartier de l'Ariane, au nord-est de Nice.
La ville est traversée par deux petits fleuves torrentueux, souvent à sec en été : le Paillon à l'est (34 km), qui prend sa source au-dessus de Coaraze et reçoit les torrents de Laghet et de Saint-André (il reçoit, également, à hauteur du pont de Peille, les eaux du Paillon de l'Escarène), et le Magnan à l'ouest, beaucoup plus petit, venu des montagnes d'Aspremont, qui traverse le quartier de la Madeleine avant de se jeter dans la mer, dans le quartier éponyme. La coupure du Paillon, dont le lit paraissait excessivement large entre deux crues, marqua considérablement Nice jusqu'à sa canalisation et sa couverture partielle (son embouchure se situait à l'emplacement du Jardin Albert-Ier).
Nice dispose d'une station d'épuration d'une capacité de 650 000 équivalents-habitant.

### Climat
Le climat de la ville correspond aux normes d'un climat méditerranéen quasi subtropical[réf. nécessaire] en raison d'une faible amplitude thermique journalière quelle que soit la saison et d'une humidité de l'air marquée même en plein été quand les précipitations sont rares. Selon la classification de Köppen-Geiger, le climat est de type Csa. Nice affiche 16,3 °C de température en moyenne sur toute l'année. Le gel étant très rare (1,4 nuit par an 1981-2010), il est souvent absent plusieurs années consécutives (comme de 2006 à 2008, 2011 et de 2013 à 2020, etc.), faible et bref quand il se produit, ce qui en fait une particularité du climat méditerranéen en France que l'on retrouve principalement sur l'est du littoral azuréen. Ainsi les hivers sont doux et humides et les étés chauds et secs car la ville est protégée des vents venant du nord et de l'ouest grâce aux Alpes. Durant l'été, les amplitudes thermiques restent également peu marquées avec des nuits très douces voire chaudes (plus de 20 à 22 °C), les précipitations sont extrêmement faibles avec une moyenne de 21,4 mm par mois de juin à août bien que l'humidité moyenne de l'air soit très élevée même durant la saison estivale car les basses couches restent saturées d'humidité à cause de la mer Méditerranée et des brises marines (donc de la mer vers la terre). À l'inverse, l'automne est une période soumise à des pluies importantes avec 103,3 mm de moyenne par mois de septembre à novembre et à des orages parfois violents en raison de la température de la mer Méditerranée encore très chaude en cette saison (20 à 24 °C) ce qui amène, comme en 2014, à la formation de tempêtes subtropicales, sorte de cyclones à échelle réduite : un medicane. Cette période est également marquée par la présence certaines années du sirocco. En plus d'apporter une légère vague de chaleur, ce vent transporte du sable saharien.
D'ailleurs, la ville de Nice est considérée comme un très bon exemple de tropicalisation du climat méditerranéen durant ces dernières décennies. Par exemple : entre 1972 et 2018, la température moyenne a augmenté de plus de 2 degrés, passant de 15 °C à 17 °C, et la température minimale moyenne de plus de 2,5 °C. Quant aux nuits tropicales (températures minimales supérieures à 20 degrés), leur nombre a littéralement explosé, passant d'une quinzaine en moyenne par an dans les années 1950 à plus de 90 rien que pour l'année 2018 ! Ces bouleversements rapides favorisent l'apparition d'une flore venant de contrées exotiques et tropicales comme autrefois le fameux dattier et aujourd'hui des kentias, palmiers royaux de Cuba, manguiers, caoutchoutiers, et de nouvelles maladies, avec l'arrivée de la dengue dans les années 2000.
Comme Strasbourg, Nice est une des villes françaises comptant un grand nombre de jours d'orage avec 27 jours par an en moyenne. Des orages, parfois violents, se développent en mer et se bloquent contre les chaînes montagneuses qui encerclent la ville. Ils peuvent occasionner des pluies intenses sur la ville mais les phénomènes orageux durent au plus quelques heures.
Nice est une ville où le nombre d'épisodes venteux avec rafales supérieures à 100 km/h est parmi les moins importants du pays. Il se produit seulement un jour tous les 3 à 4 ans en moyenne. Sa position géographique à l'ouest du golfe de Gènes la protège sensiblement des vents toute l'année. Le vent moyen sur l'année atteint faiblement les 13,9 km/h à la station côtière.
La station météo est située à quatre mètres d'altitude, à l'aéroport de Nice-Côte d’Azur ; elle est à 6 km au sud-ouest du centre de Nice par la route.
| Mois                                             | jan.         | fév.         | mars         | avril        | mai          | juin         | jui.         | août         | sep.         | oct.         | nov.         | déc.         | année     |
| ------------------------------------------------ | ------------ | ------------ | ------------ | ------------ | ------------ | ------------ | ------------ | ------------ | ------------ | ------------ | ------------ | ------------ | --------- |
| Température minimale moyenne (°C)                | 5,8          | 6,1          | 8,3          | 10,8         | 14,5         | 18,1         | 20,8         | 21,1         | 17,7         | 14           | 9,7          | 6,6          | 12,8      |
| Température moyenne (°C)                         | 9,5          | 9,8          | 11,8         | 14,1         | 17,7         | 21,4         | 24,1         | 24,5         | 21,2         | 17,5         | 13,3         | 10,3         | 16,3      |
| Température maximale moyenne (°C)                | 13,3         | 13,5         | 15,4         | 17,4         | 21           | 24,7         | 27,5         | 27,9         | 24,8         | 21           | 17           | 14,1         | 19,8      |
| Record de froid (°C) date du record              | −7,2 09.1985 | −5,8 10.1986 | −5 06.1971   | 2,9 10.1970  | 3,7 02.1945  | 8,1 06.1969  | 11,7 10.1969 | 11,4 14.1948 | 7,6 27.1972  | 4,2 30.1950  | 0,1 22.1998  | −2,7 03.1973 | −2,2 1985 |
| Record de chaleur (°C) date du record            | 22,5 20.2012 | 25,8 14.1990 | 26,1 02.2007 | 26,1 08.2022 | 31,4 27.2022 | 36,8 29.1945 | 37 25.2015   | 37,7 01.2006 | 33,9 07.1962 | 29,9 11.1981 | 25,4 04.2004 | 22 23.1954   | 37,7 2006 |
| Ensoleillement (h)                               | 156,7        | 166,1        | 218          | 229,2        | 270,9        | 309,8        | 349,3        | 323,2        | 249,8        | 191,1        | 151,5        | 145,2        | 2 760,5   |
| Précipitations (mm)                              | 73,5         | 53,6         | 51           | 68,8         | 40,3         | 35,7         | 13,6         | 17,2         | 81           | 127,9        | 138,4        | 90,3         | 791,3     |
| dont nombre de jours avec précipitations ≥ 1 mm  | 5,8          | 5,1          | 4,9          | 6,4          | 5,1          | 3,8          | 1,8          | 2,3          | 4,9          | 7,5          | 8,5          | 6            | 62,1      |
| dont nombre de jours avec précipitations ≥ 5 mm  | 3,4          | 3            | 2,8          | 3,7          | 2,4          | 1,8          | 0,7          | 0,9          | 3,2          | 4,9          | 5,6          | 3,7          | 36        |
| dont nombre de jours avec précipitations ≥ 10 mm | 2,2          | 1,7          | 1,8          | 2,4          | 1,2          | 0,9          | 0,4          | 0,5          | 2,3          | 3,6          | 4,5          | 2,5          | 24,1      |
| Nombre de jours avec neige                       | 0,3          | 0,7          | 0            | 0            | 0            | 0            | 0            | 0            | 0            | 0            | 0            | 0,2          | 1,1       |
| Nombre de jours avec grêle                       | 0            | 0,1          | 0,1          | 0            | 0            | 0,1          | 0            | 0            | 0,1          | 0            | 0,1          | 0            | 0,6       |
| Nombre de jours d'orage                          | 0,9          | 1,3          | 1,1          | 1,6          | 2,3          | 2,9          | 2,4          | 3,5          | 3,9          | 4            | 3,2          | 1            | 28        |
| Nombre de jours avec brouillard                  | 0,1          | 0,1          | 0,2          | 0,3          | 0,3          | 0            | 0,1          | 0            | 0,2          | 0,1          | 0,1          | 0            | 1,6       |

| Ville             | Ensoleillement · (h/an) | Pluie · (mm/an) | Pluie · (j/an) | Neige · (j/an) | Orage · (j/an) | Brouillard · (j/an) |
| ----------------- | ----------------------- | --------------- | -------------- | -------------- | -------------- | ------------------- |
| Médiane nationale | 1 852                   | 835             | Non connu      | 16             | 25             | 50                  |
| Nice              | 2 724,2                 | 733,0           | 61,2           | 1,2            | 27,3           | 1,4                 |
| Paris             | 1 717                   | 634             | 109            | 13             | 20             | 26                  |
| Strasbourg        | 1 747                   | 636             | 112            | 26             | 28             | 69                  |
| Brest             | 1 555                   | 1 230           | 160            | 6              | 12             | 78                  |
| Bordeaux          | 2 070                   | 987             | 123            | 3              | 32             | 78                  |

### Pollution
La source principale de pollution atmosphérique sur la zone de Nice est le secteur des transports, qui représentait 80% des émissions d'oxydes d'azote (55% pour le seul transport routier) et 33% des émissions de particules PM10 en 2019. Les émissions industrielles constituent les autres émetteurs.
L’impact sanitaire d’une exposition chronique à la pollution urbaine est estimé à environ 500 décès anticipés annuels en moyenne sur la période d’étude 2004-2006 pour la population générale.
Les ferries du port de Nice assurant les liaisons essentiellement vers la Corse provoquent une augmentation notable de la pollution. L'incinérateur de la déchetterie du quartier de l'Ariane semble selon les rapports provoquer une nette augmentation des taux de dioxine.
Les feux d'écobuage des déchets verts sont interdits dans la commune. La pratique de l'écobuage pourtant interdite sur tout le département des Alpes-Maritimes est encore présente sur les collines de l'agglomération.

Concernant les émissions annuelles de CO2 de la ville de Nice, elles se sont élevées à 1,228 million de tonnes en 2019, dont 54 % proviennent du secteur des transports. La baisse de ces émissions annuelles a été de -0,65 % entre 2015 et 2019, très loin des objectifs de réduction programmés dans le plan climat (PCAET) de la métropole Nice Côte d'Azur. 

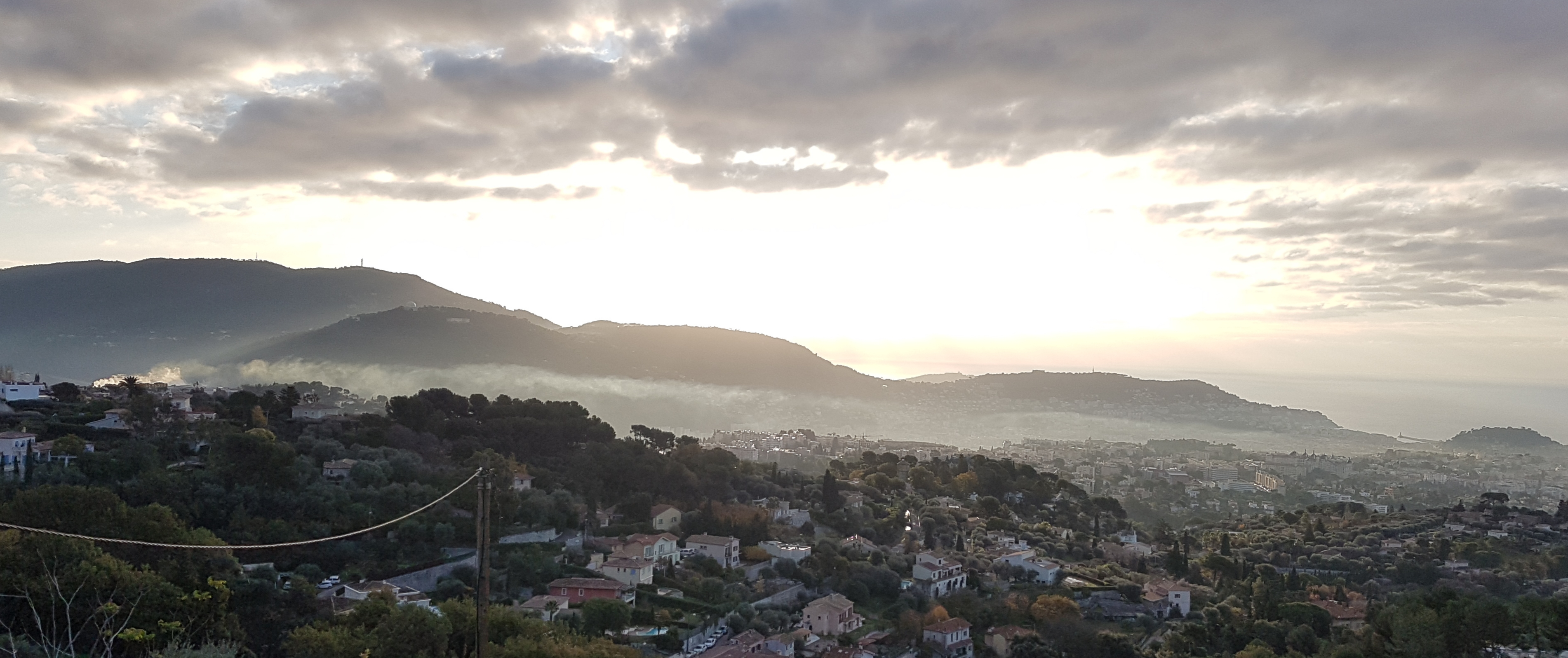
Nuage de pollution sur Nice généré par la centrale de déchets

## Urbanisme
La commune est intégrée dans le plan local d'urbanisme métropolitain approuvé le 25 octobre 2019.
Le plan Cornudet Nice[Quoi ?] a été appliqué jusqu’à l’entrée en vigueur du plan d’urbanisme directeur de 1962, il a donc profondément marqué l’histoire de la cité. Grâce aux différentes dispositions de ce plan d’aménagement, la municipalité niçoise est parvenue à mener à bien plusieurs projets urbains. Ces programmes édilitaires ont façonné la ville, la rendant plus harmonieuse et moderne.

### Typologie
Au 1er janvier 2024, Nice est catégorisée grand centre urbain, selon la nouvelle grille communale de densité à 7 niveaux définie par l'Insee en 2022.
Elle appartient à l'unité urbaine de Nice, une agglomération intra-départementale dont elle est ville-centre,. Par ailleurs la commune fait partie de l'aire d'attraction de Nice, dont elle est la commune-centre,. Cette aire, qui regroupe 100 communes, est catégorisée dans les aires de 200 000 à moins de 700 000 habitants,.
La commune, bordée par la mer Méditerranée, est également une commune littorale au sens de la loi du 3 janvier 1986, dite loi littoral. Des dispositions spécifiques d’urbanisme s’y appliquent dès lors afin de préserver les espaces naturels, les sites, les paysages et l’équilibre écologique du littoral, tel le principe d'inconstructibilité, en dehors des espaces urbanisés, sur la bande littorale des 100 mètres, ou plus si le plan local d’urbanisme le prévoit.

### Occupation des sols simplifiée
L'occupation des sols de la commune, telle qu'elle ressort de la base de données européenne d’occupation biophysique des sols Corine Land Cover (CLC), est marquée par l'importance des territoires artificialisés (75,6 % en 2018), en augmentation par rapport à 1990 (56 %). La répartition détaillée en 2018 est la suivante : 
zones urbanisées (59,5 %), forêts (14,1 %), zones industrielles ou commerciales et réseaux de communication (12,1 %), zones agricoles hétérogènes (6 %), espaces verts artificialisés, non agricoles (4,1 %), espaces ouverts, sans ou avec peu de végétation (1,9 %), milieux à végétation arbustive et/ou herbacée (1,3 %), cultures permanentes (0,5 %), eaux continentales (0,4 %), eaux maritimes (0,3 %).
L'évolution de l’occupation des sols de la commune et de ses infrastructures peut être observée sur les différentes représentations cartographiques du territoire : la carte de Cassini (XVIIIe siècle), la carte d'état-major (1820-1866) et les cartes ou photos aériennes de l'IGN pour la période actuelle (1950 à aujourd'hui).

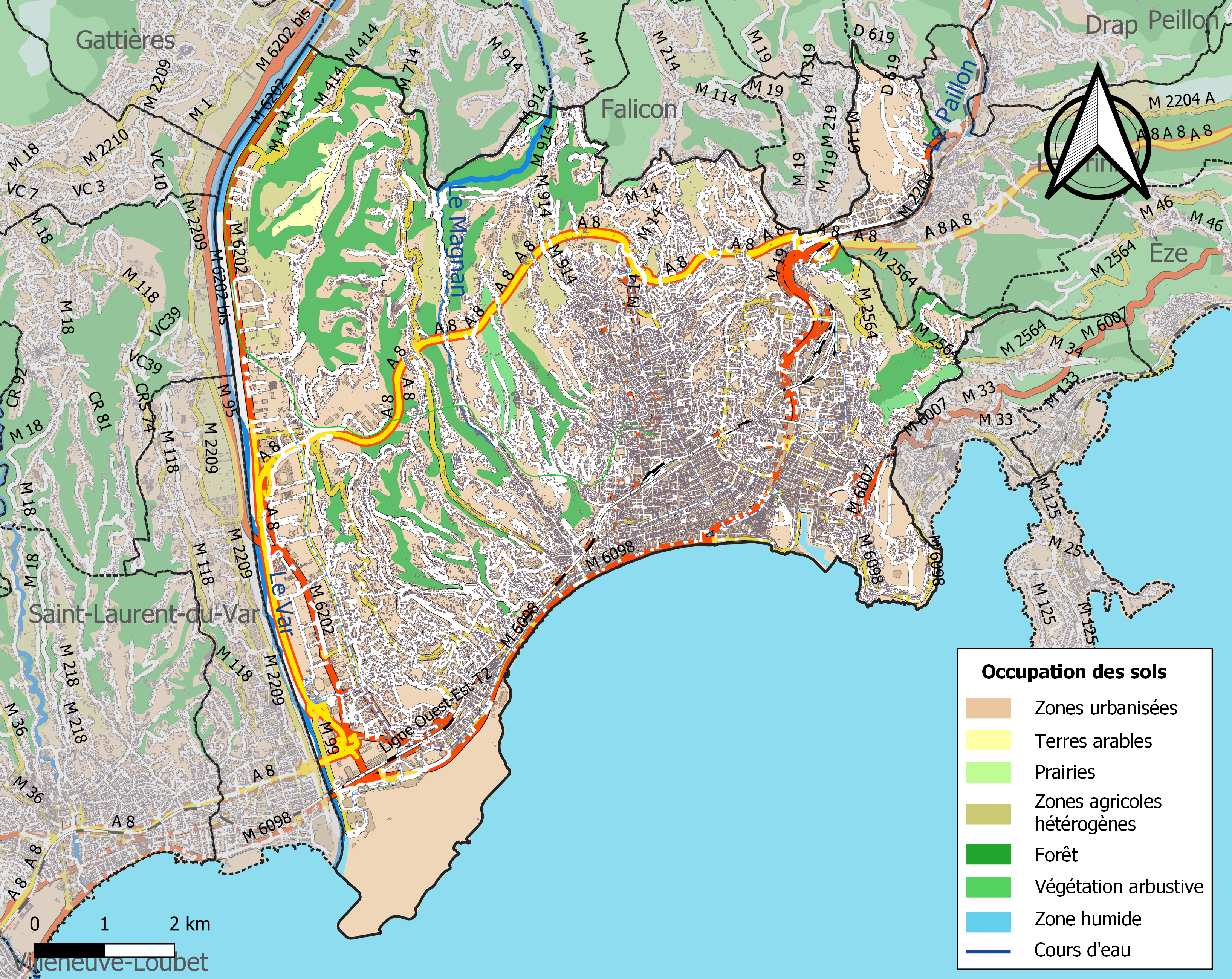
Carte de l'occupation des sols de la commune en 2018 (CLC).

### Occupation des sols détaillée
Le tableau ci-dessous présente l'occupation des sols détaillée de la commune en 2018, telle qu'elle ressort de la base de données européenne d’occupation biophysique des sols Corine Land Cover (CLC).
| Type d’occupation                                                                   | Pourcentage | Superficie (en hectares) |
| ----------------------------------------------------------------------------------- | ----------- | ------------------------ |
| Tissu urbain continu                                                                | 11,6 %      | 860                      |
| Tissu urbain discontinu                                                             | 47,8 %      | 3536                     |
| Zones industrielles ou commerciales et installations publiques                      | 5,9 %       | 438                      |
| Réseaux routier et ferroviaire et espaces associés                                  | 1,4 %       | 104                      |
| Aéroports                                                                           | 4,7 %       | 351                      |
| Espaces verts urbains                                                               | 2,4 %       | 181                      |
| Équipements sportifs et de loisirs                                                  | 1,6 %       | 121                      |
| Vignobles                                                                           | 0,5 %       | 39                       |
| Systèmes culturaux et parcellaires complexes                                        | 4,3 %       | 320                      |
| Surfaces essentiellement agricoles interrompues par des espaces naturels importants | 1,6 %       | 120                      |
| Forêts de feuillus                                                                  | 0,4 %       | 29                       |
| Forêts de conifères                                                                 | 1,8 %       | 132                      |
| Forêts mélangées                                                                    | 11,9 %      | 878                      |
| Pelouses et pâturages naturels                                                      | 3,7 %       | 163                      |
| Forêt et végétation arbustive                                                       | 0,7 %       | 54                       |
| Plages, dunes et sable                                                              | 1,9 %       | 142                      |
| Cours et voies d'eau                                                                | 0,4 %       | 28                       |
| Mers et océans                                                                      | 0,3 %       | 20                       |
| Source : Corine Land Cover                                                          |             |                          |

### Morphologie urbaine

#### Tissu urbain

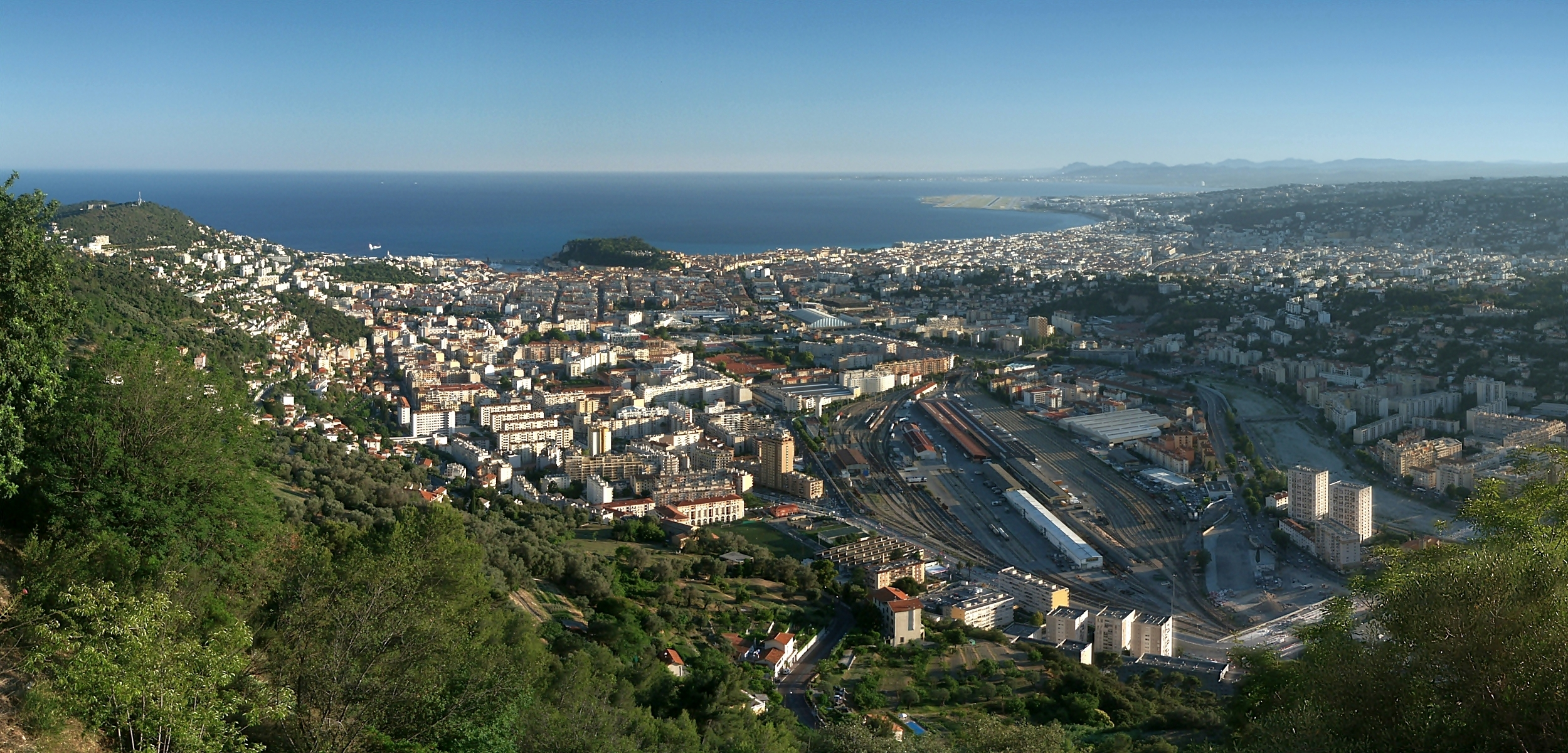
Vue depuis le nord de la ville. Au 1er plan, la cité HLM de Saint-Charles, le dépôt SNCF de Saint-Roch, la colline de Cimiez, au second plan Nice-Ville, et en arrière-plan la baie des Anges.

Le tissu urbain a dû s'adapter à un territoire accidenté. La ville s'est développée à partir du Vieux-Nice, qui occupe une sorte de triangle entre la colline du Château, la mer et le Paillon. Elle s'est d'abord étendue vers l'est et le port, puis au nord de celui-ci. À partir du XIXe siècle, la ville franchit le Paillon et se développe le long du littoral et vers l'intérieur des terres, de part et d'autre de l'actuelle avenue Jean-Médecin. Au XXe siècle, le brusque accroissement de la population provoque une extension de l'urbanisation le long de la vallée du Paillon, mais aussi vers l'ouest, à l'intérieur des vallons (La Madeleine) et sur les différentes collines qui entourent la ville.

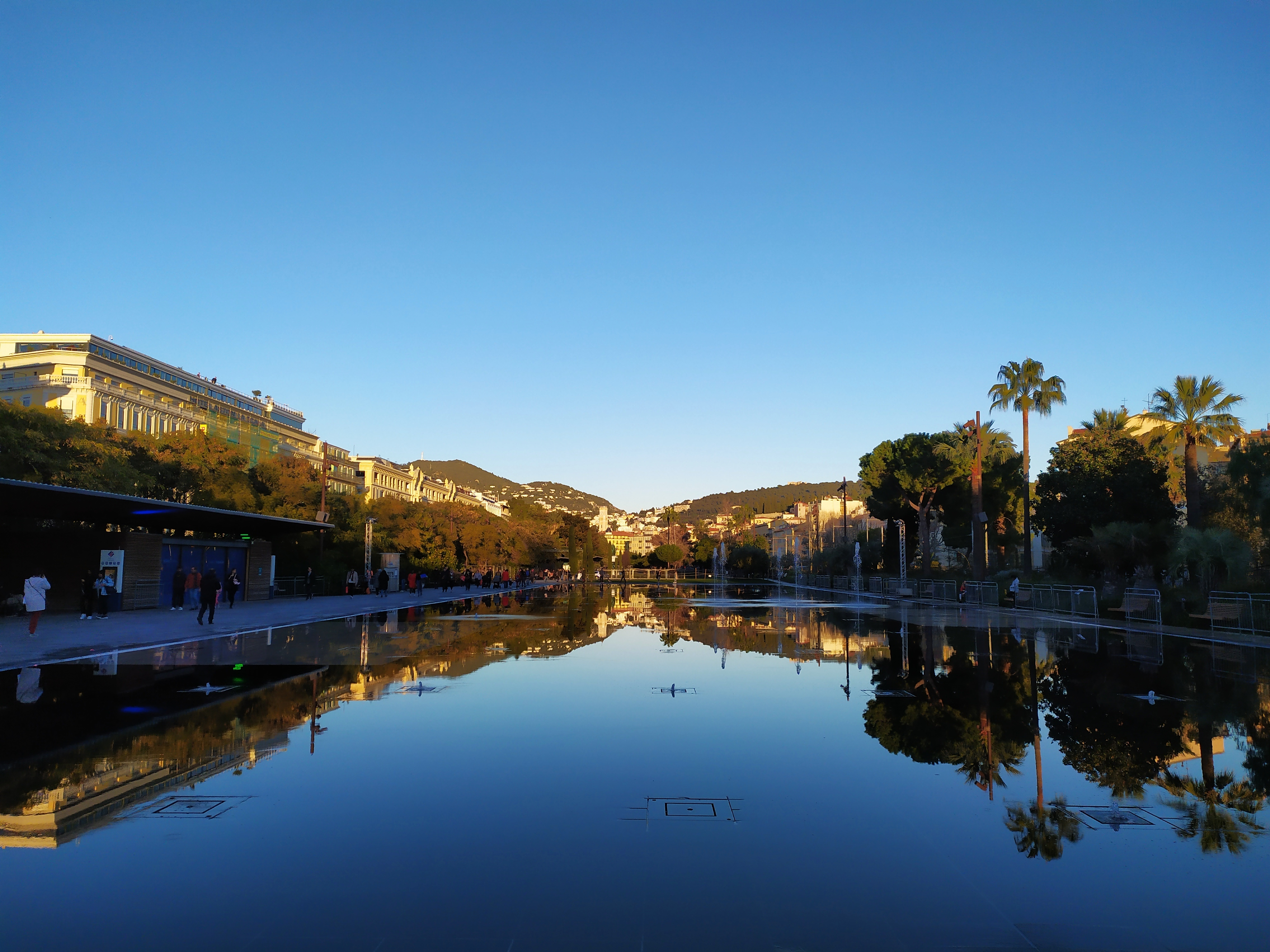
Le miroir d'eau sur la « coulée verte » (ou promenade du Paillon) entre le Vieux-Nice et la ville nouvelle.

À partir de la seconde moitié du XIXe siècle, le Paillon a été progressivement recouvert, d'abord pour accueillir des jardins (square Masséna, jardin Albert-Ier), puis des infrastructures et des bâtiments (parking aérien, gare routière, théâtre, musée d'art moderne, palais des congrès Acropolis, palais des expositions). Cette succession de bâtiments, construits des années 1970 aux années 1990, tend à renforcer la coupure de la ville en deux. Mais les imposants parking aérien et gare routière, qui s'étendent sur plus de cinq cents mètres, sont finalement détruits en 2011-2012 pour laisser place à un grand jardin nommé la promenade du Paillon ou encore « la Coulée verte », qui supprime cet effet de coupure et conduit les promeneurs sur plusieurs centaines de mètres du théâtre jusqu'à la mer.

#### Quartiers

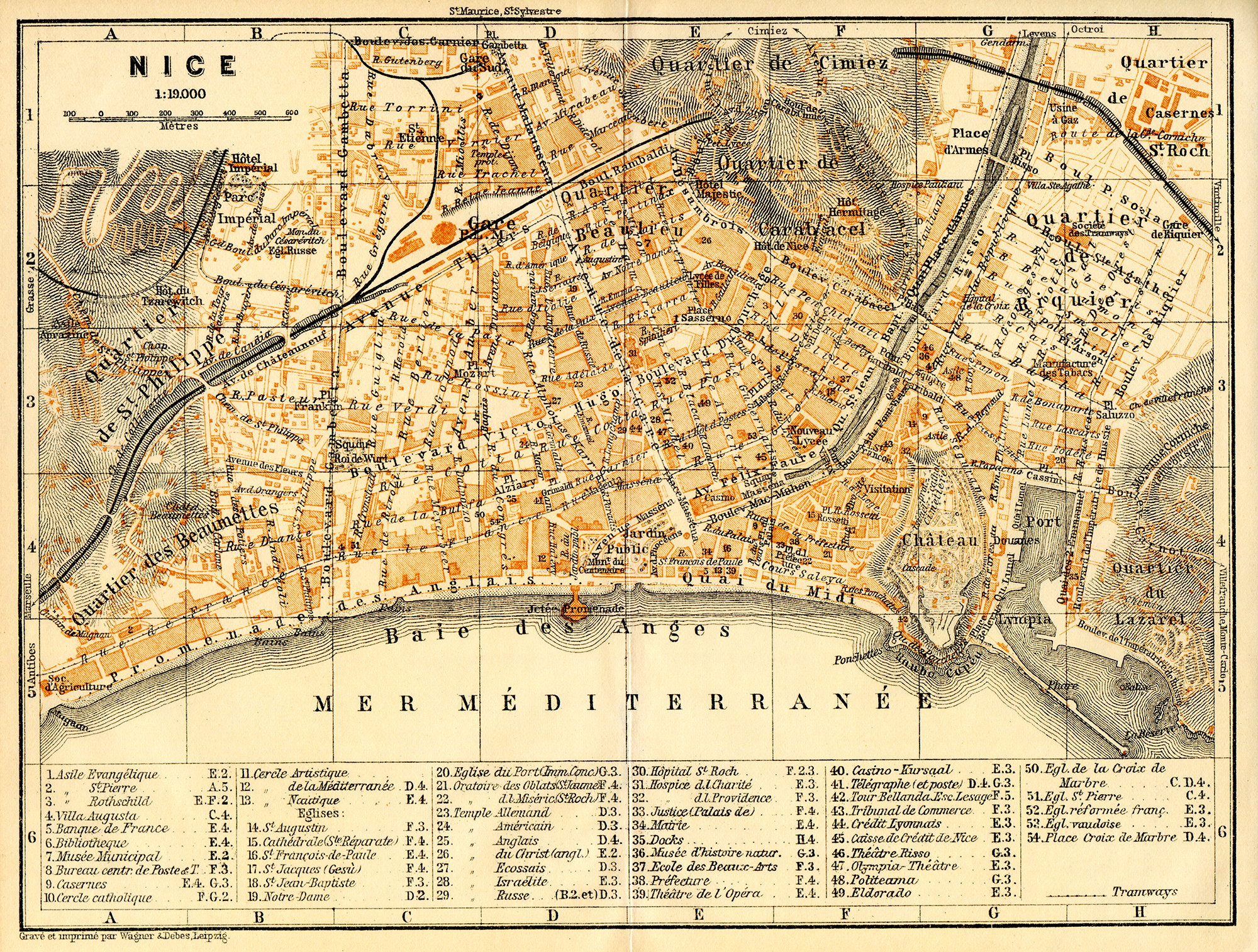
Carte de Nice en 1907

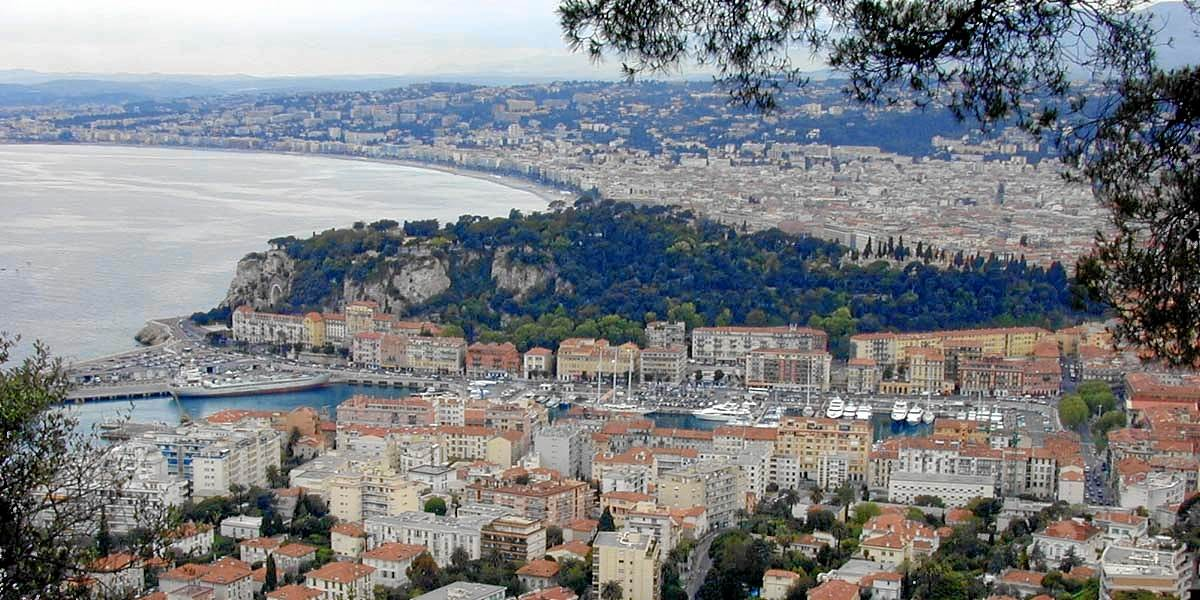
Panorama du quartier du port, de la colline du château et, en arrière-plan, du centre-ville.

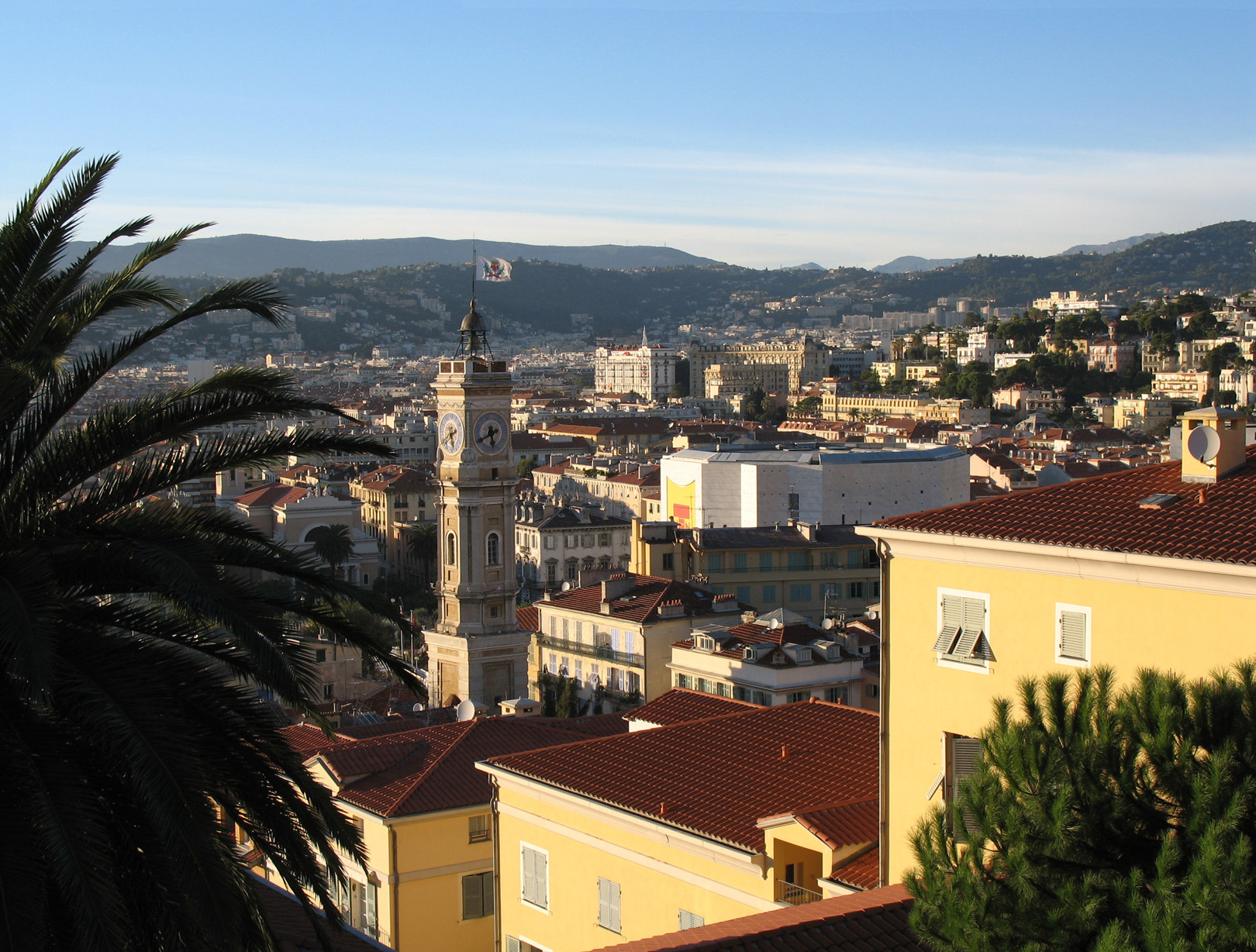
Vieux-Nice.

Les quartiers de Nice sont assez fortement différenciés. Globalement, la ville est assez clairement divisée en deux : la rive gauche du Paillon, plus ancienne, est caractérisée par un urbanisme proche de celui de Turin. La rive droite, plus récente et plus « française », présente un style beaucoup plus haussmannien.
La colline du château correspond à l'ancien centre de la commune. Détruit au XVIIIe siècle par Louis XIV et démilitarisé dans la seconde moitié du XIXe siècle, il est essentiellement un lieu de promenade. Le Vieux-Nice s'est développé à partir du XIVe siècle. Jusqu'au XIXe siècle, la majorité des habitants, des lieux de pouvoir et des activités économiques y sont situés, notamment la cathédrale Sainte-Réparate, le Palais communal (aujourd'hui Bourse du travail, place Saint-François), le palais du gouverneur (aujourd'hui palais de la Préfecture), le Sénat (ancienne cour d'appel) et le cours Saleya, principale place de la ville pendant longtemps. Il possède également de nombreux édifices religieux. Le Vieux-Nice est aujourd'hui le cœur touristique de la ville et héberge de nombreux cafés et restaurants. Le port a été longtemps un quartier populaire et ouvrier. Le port proprement dit accueille aujourd'hui surtout des bateaux de plaisance et de croisière.
La colline de Cimiez est un quartier bourgeois de la ville. Il abrite de nombreux hôtels construits à la Belle Époque et qui ont été depuis transformés en luxueux appartements privés. L’avenue Jean-Médecin est la principale artère commerciale de la ville. La plupart des grandes enseignes y sont situées. La rue Massena, (plus connue localement sous l'appellation zone piétonne) a été créée dans les années 1970. Très touristique, elle accueille de nombreux restaurants et des cafés. Les quartiers République, Saint-Roch et Magnan sont des quartiers populaires anciens, construits essentiellement dans la seconde moitié du XIXe siècle ou la première moitié du XXe siècle. Les quartiers de Pasteur, L'Ariane et Les Moulins sont des quartiers populaires récents, construits dans les années 1960-1970, en périphérie de la ville. La plaine du Var, à l'ouest de la ville, a longtemps accueilli des maraîchers. Elle abrite aujourd'hui des grandes surfaces, des administrations et constitue la réserve foncière principale de Nice avec la construction récente ou programmée de nombreux logements et bureaux.

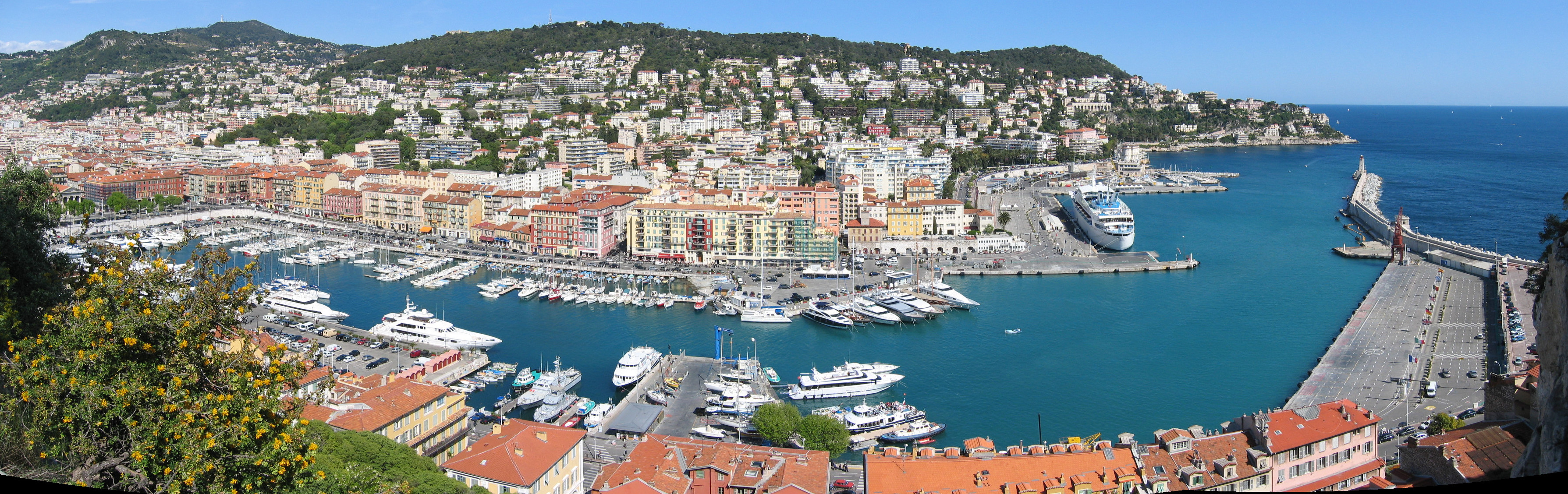
Le port Lympia avec le Mont-Boron à droite, le Mont-Alban et son fort au centre, le Mont-Leuze et sa tour de télécommunications à gauche et le parc du Vinaigrier.

### Architecture

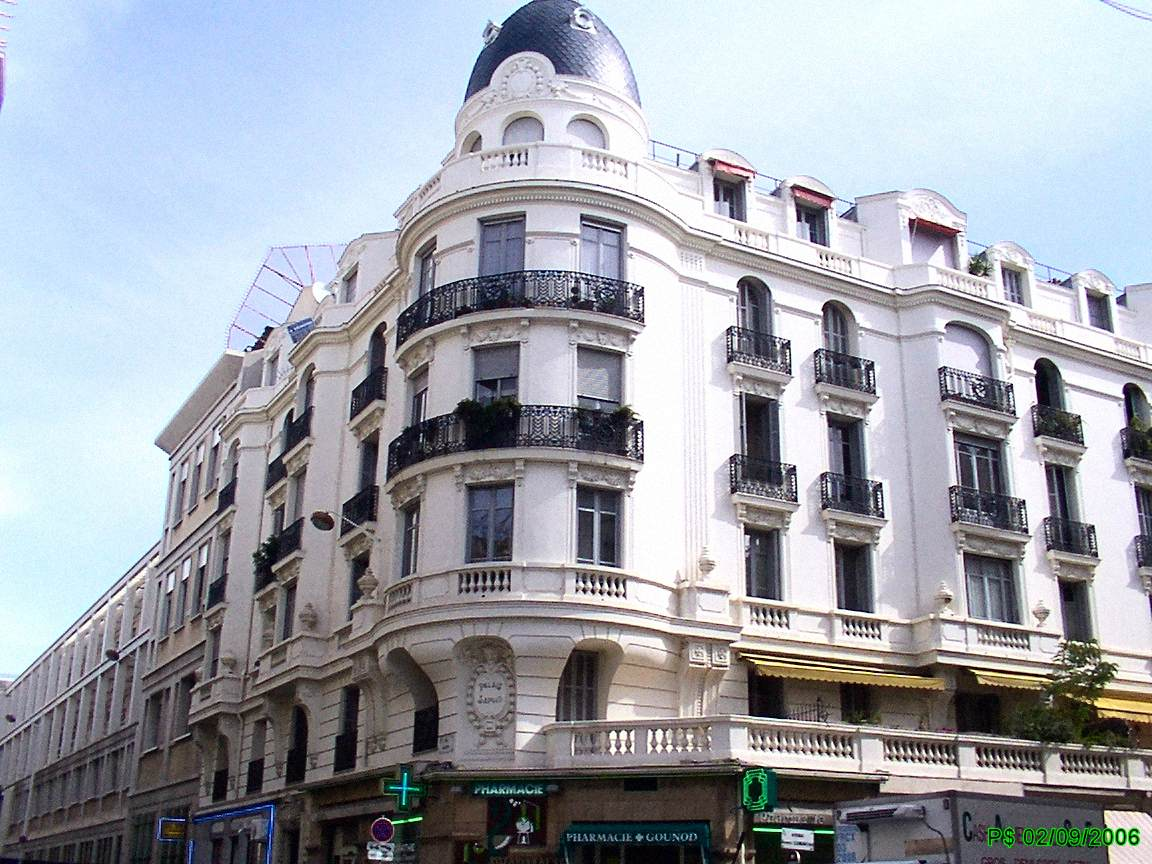
Le Palais Sapho.

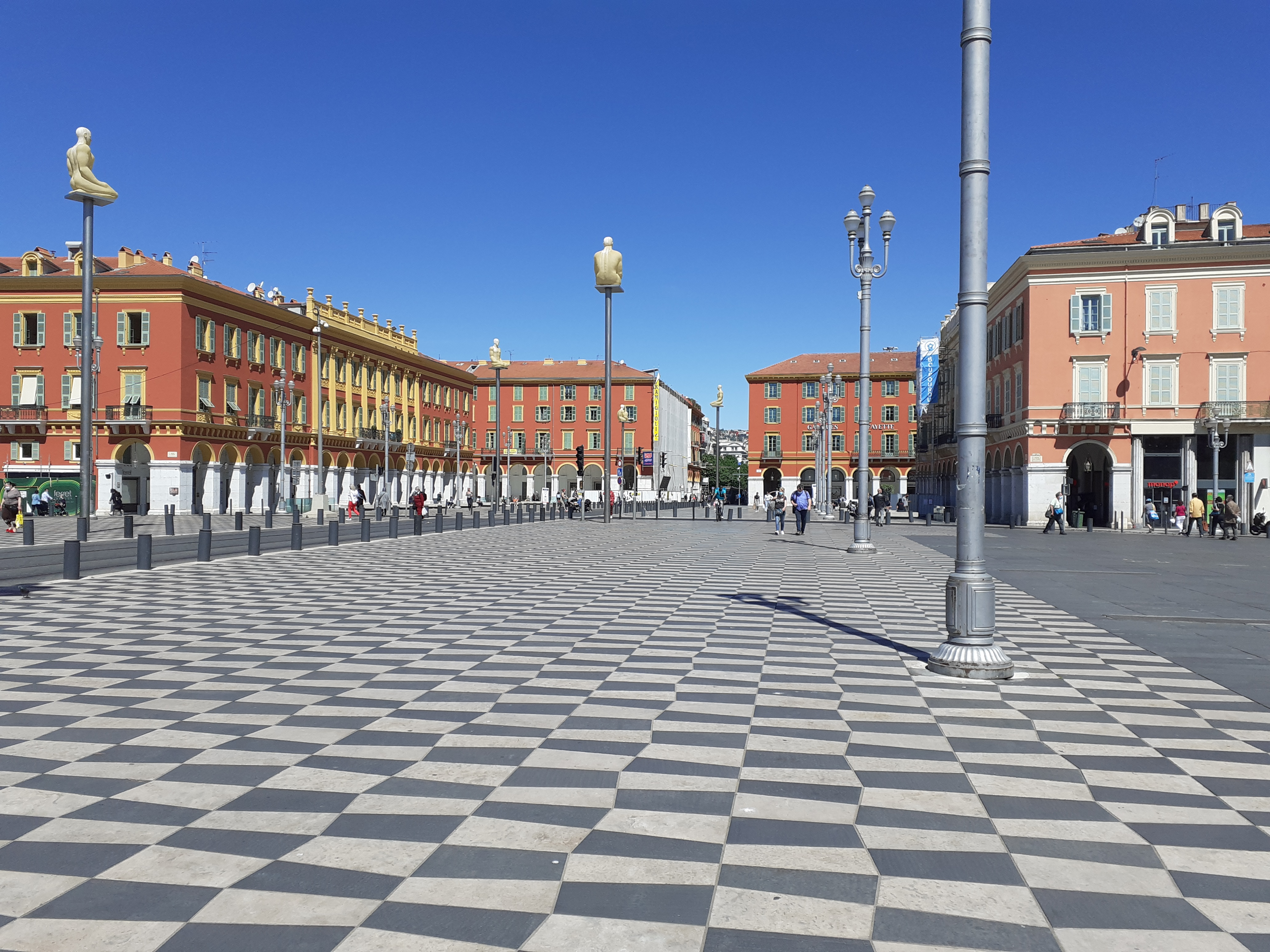
Vue sur la place Masséna et ses façades colorées en rouge sarde.

L'architecture de la ville souligne l'évolution particulière de son histoire. La vieille-ville est caractéristique de l'urbanisme d'une ville fortifiée italienne à l'époque moderne. Les rues sont très étroites et tortueuses, les immeubles sont recouverts d'enduits aux couleurs chaudes (ocre et rouge sarde). Les nombreuses églises sont de style baroque. Les quartiers construits à la fin de l'époque moderne et au début du XIXe siècle reflètent l'influence de l'urbanisme turinois d'alors : les rues sont plus larges et rectilignes, les immeubles sont colorés.
Les quartiers construits après l'annexion à la France en 1860 sont quant à eux d'un style beaucoup plus austère et haussmannien : les rues sont larges et rectilignes, mais la pierre apparente remplace les façades colorées. Ces quartiers sont d'un aspect beaucoup plus « français » que les autres, qui demeurent esthétiquement très « italiens ». La ville compte par ailleurs de nombreux immeubles construits à la Belle Époque et dans les années 1930, aux façades couleur pastel parfois agrémentées de frises. Enfin, une particularité niçoise est le grand nombre de bâtiments et d'immeubles qualifiés de « palais » : ils sont de toutes époques et de qualité tout aussi variable. En effet, le terme de palais, à Nice, provient de l'italien Palazzo, faux-ami qui signifie immeuble. Le plus bel exemple est le Palais Donadei par l'architecte niçois Charles Dalmas (1863-1938). Cet édifice reçut la médaille de vermeil au Concours municipal de la Ville de Nice de 1903. Il porte le nom de son maître d’ouvrage Alfred Donadei, homme d’affaires et homme politique de la Côte d’Azur. L’architecte, Charles Dalmas, avait prévu une grande salle à manger pour accueillir Marie Quinton (1854-1933) alias « La Mère Quinton » et son restaurant « La Belle Meunière » ainsi que son « Grand Hôtel Nice Palace ». Il fut également l’architecte de l’hôtel Carlton sur la Croisette à Cannes, dont il s’est inspiré de la poitrine de « La Belle Otero » pour la création des coupoles. Tout comme ce fut le cas, suivant la légende, pour l'architecte qui créa la coupole de l'hôtel Negresco à Nice, inspiré également de la poitrine de « La Belle Otero ».

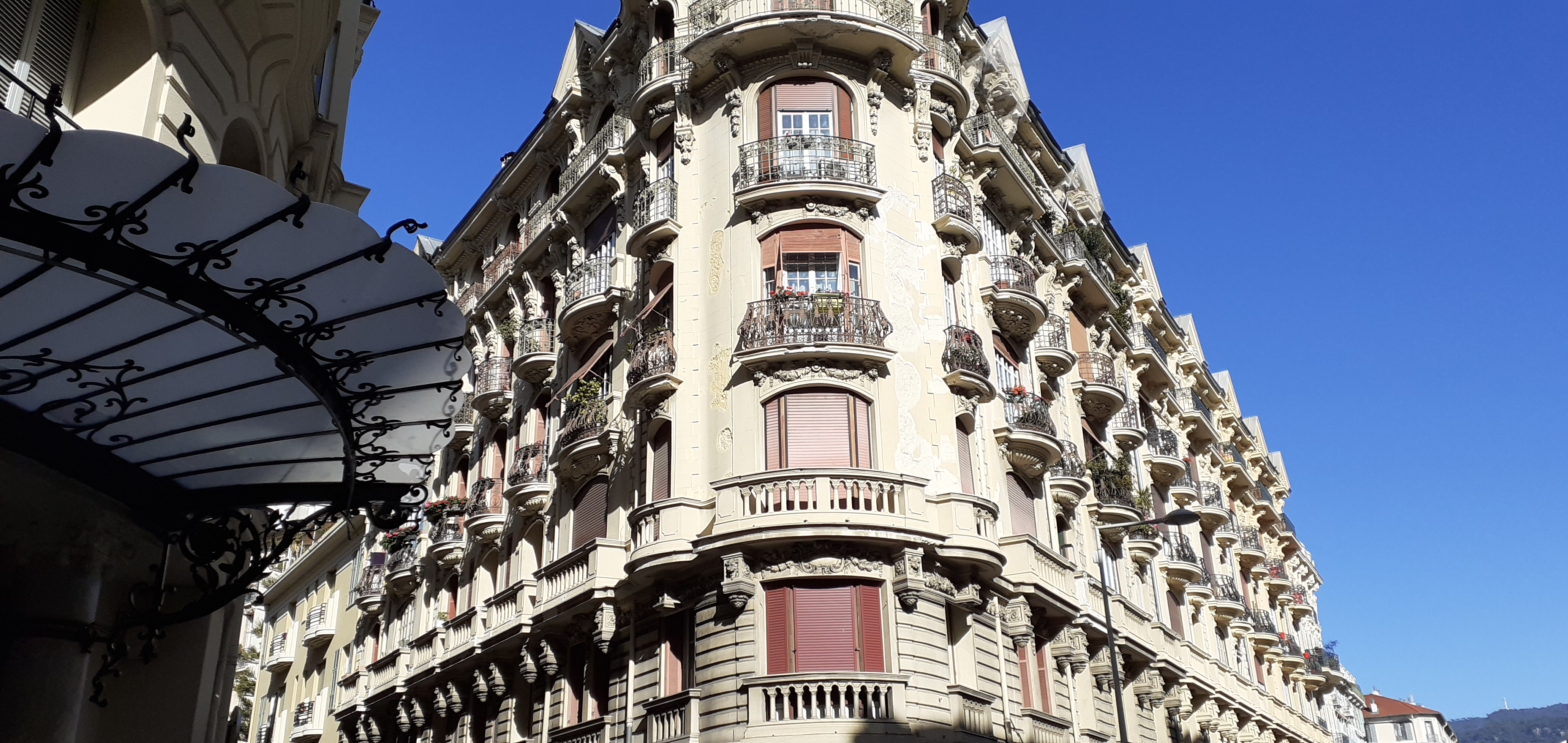
Façade Belle Époque rue Paganini à Nice.

### Logement
La ville connaît une situation tendue sur le plan du logement. En 2020, elle comptait 233 924 logements, dont 72,2 % de résidences principales, 13,7 % de résidences secondaires et 14 % de logements vacants. 92,4 % des logements sont des appartements et 6,7 % des maisons.
Les constructions neuves sont peu nombreuses. En 2020, 20,2 % des constructions dataient d'avant 1946. En outre, en 2010 7,9 % seulement des résidences principales étaient  des logements construits en 1990 ou après, 19,8 % étaient des logements construits entre 1975 et 1989, 43,8 % des logements construits entre 1949 et 1974, et 28,5 % des logements construits avant 1949. L'essentiel du parc immobilier date donc d'avant 1975.

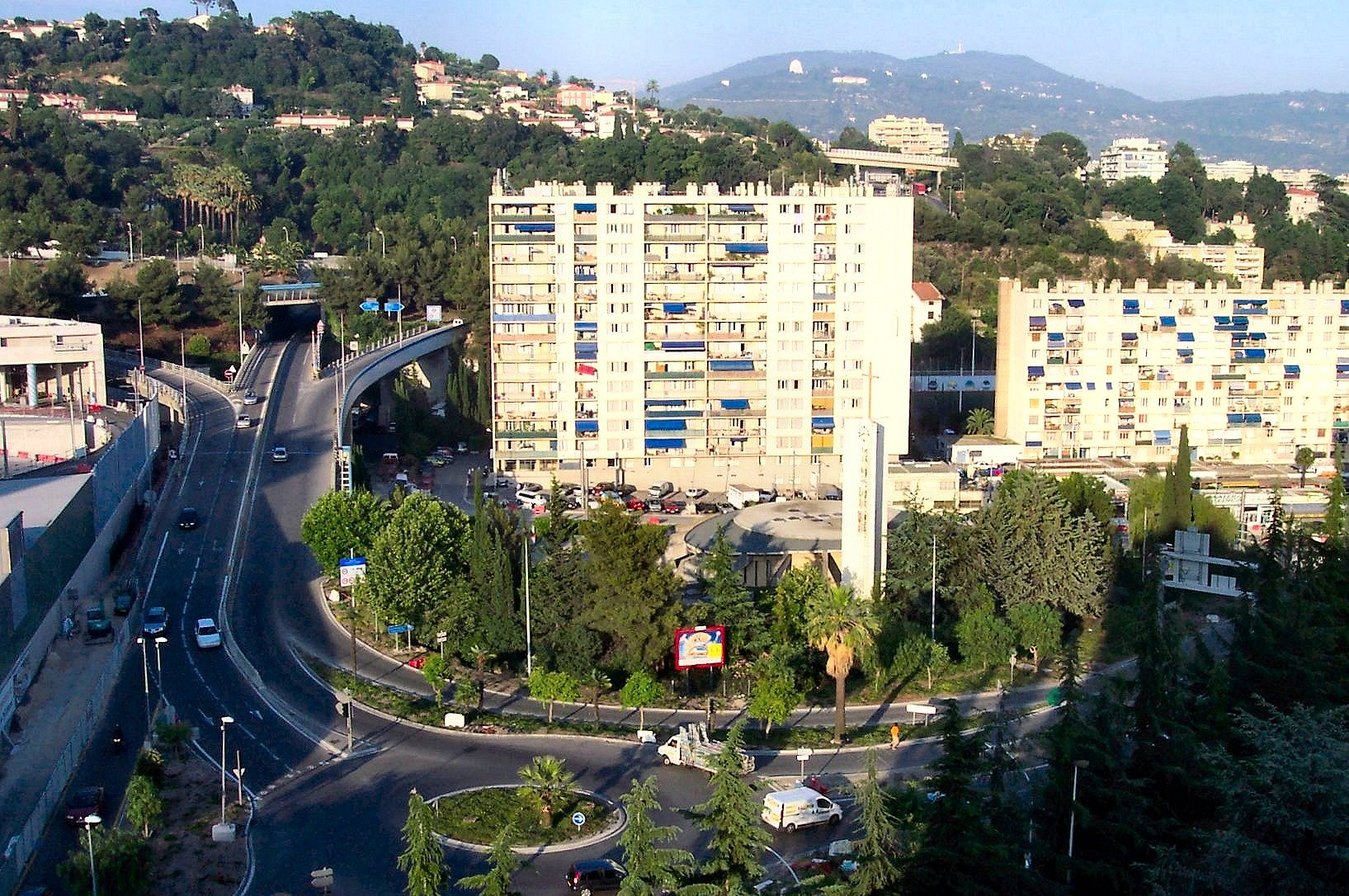
Un immeuble à Nice Nord.

La plupart (35,2 %) de ces logements sont des trois pièces. La ville compte ensuite 26 % de deux pièces, 17,7 % de quatre pièces et plus, et 13,2 % de une pièce. Les logements sont donc, en général, plutôt de petite taille.
L'offre locative est insuffisante. 49,6 % des habitants sont propriétaires, tandis que 41,7 % sont locataires. 12,1 % des logements principaux sont des HLM loués. 20 420 logements sont des HLM loués vides. 98,1 % des logements possèdent le chauffage et 96,1 % une salle de bain. Les ménages sont en outre 48,2 % à bénéficier d'un emplacement réservé au stationnement. Les logements sont chers. Les loyers atteignaient, en 2010, en moyenne 13,57 euros par m2 et par mois, contre 12,22 euros par m2 en moyenne nationale. Le prix à l'achat se situe à 3 636 euros par m2 contre 3 197 en moyenne nationale.
Parmi les grandes villes de France, Nice compte parmi celles ayant le moins de logements sociaux. En 2008, avec 10,9 % de logements sociaux, la ville ne respecte pas les dispositions de l’article 55 de la loi SRU de décembre 2000 fixant à 20 % le taux minimum de logements sociaux pour les communes les plus importantes, et se trouve donc hors la loi. Les jeunes actifs et les étudiants notamment éprouvent des difficultés à se loger. Début 2022, soit 22 ans après le vote de la loi SRU, Nice est à seulement 12,07% de HLM, contre 25% voulus par la loi : en conséquence elle a dû payer une amende importante, 1,8 million d'euros, à l’État pour non-respect des règles.

### Transports

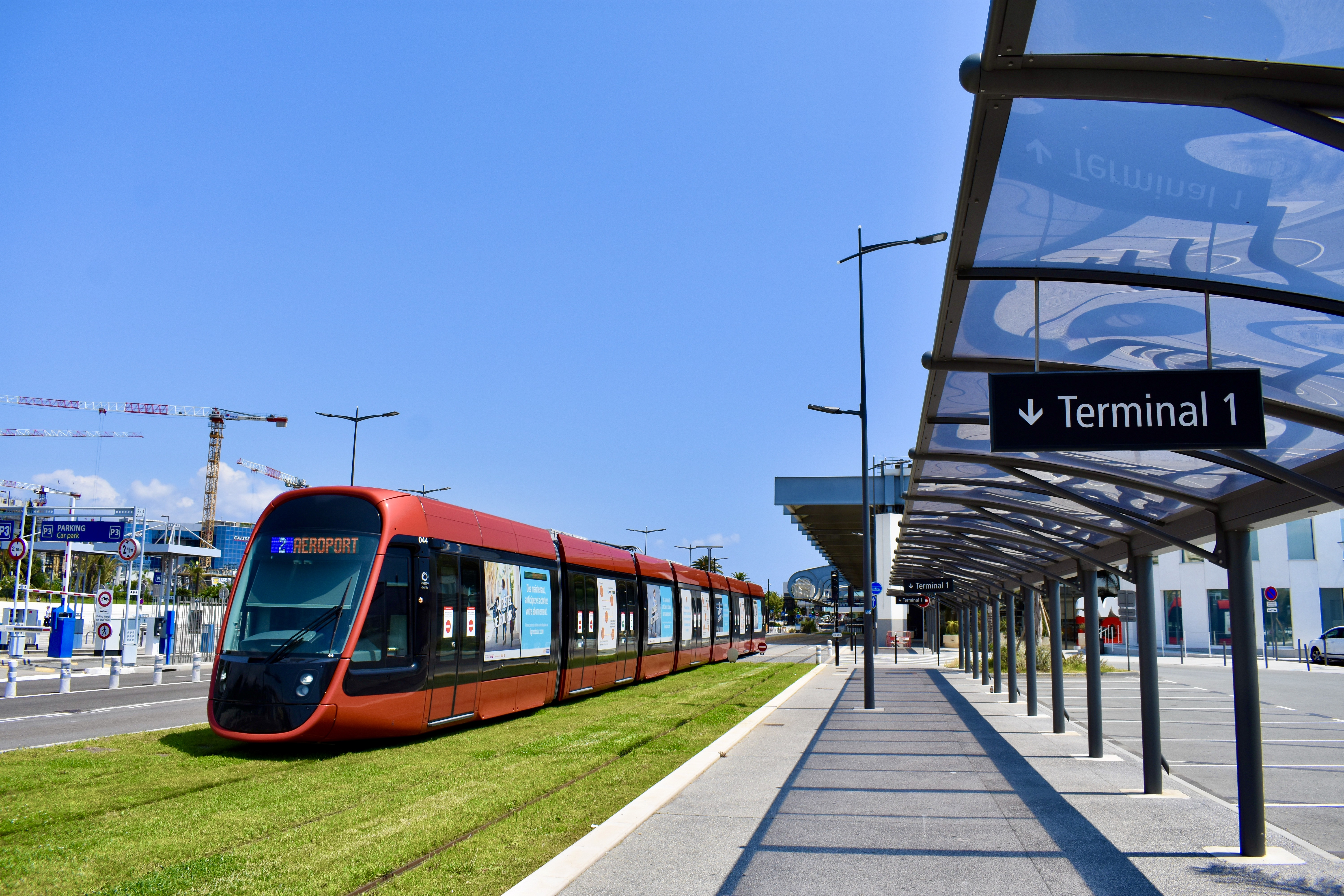
Le tramway de Nice à l'aéroport Nice Côte d'Azur.

Les déplacements quotidiens à Nice sont très importants et difficiles. On estime qu'environ 310 000 personnes entrent et sortent de la ville chaque jour. Pour autant, les transports urbains ne sont pas satisfaisants. Le réseau routier est saturé et la topographie rend les liaisons transversales difficiles.
Le réseau de transports en commun des Lignes d'Azur est composé de 3 lignes de tramway et de plusieurs lignes de bus.
La ville est paradoxalement mieux reliée à Paris (une heure cinq minutes d'avion) qu'à Marseille et à Gênes (deux heures de train), ce qui freine son dynamisme et son attractivité.

#### Routes et autoroutes

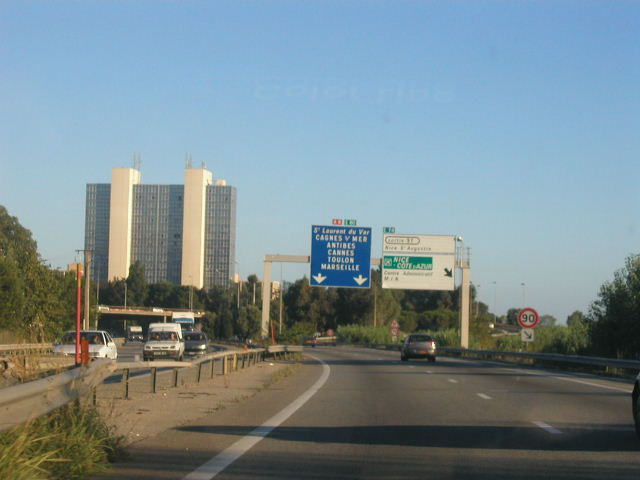
La sortie Ouest de Nice par l'autoroute A8.

Les principales voies rapides sont l'autoroute urbaine nord « AUN » (A8), desservant les quartiers nord de la ville grâce à ses six sorties et l'autoroute urbaine sud « AUS », dite voie Pierre-Mathis ou « voie rapide », qui dessert quant à elle les quartiers sud, avec une dizaine de sorties.
Pour les voies rapides nord ↔ sud, la RD 6202, ancienne RN 202, assure une desserte complète de la plaine du Var à l'ouest de la ville, et la pénétrante du Paillon quant à elle permet de relier les quartiers sud de la ville, aux quartiers nord comme L'Ariane et aux communes comme La Trinité ou Contes. Aujourd'hui, la Côte d'Azur est saturée : le trafic de l'A8 entre Antibes et Nice est l'un des plus denses de France. Le franchissement du Var voit s'écouler 230 000 véhicules par jour.
La promenade des Anglais absorbait environ 45 000 véhicules par jour en 2021. En 2012, elle a fait l'objet de travaux d'amélioration de l'environnement sonore avec la pose d'un enrobé acoustique réduisant jusqu'à 9 décibels le bruit de la circulation.

#### Autobus et tramway

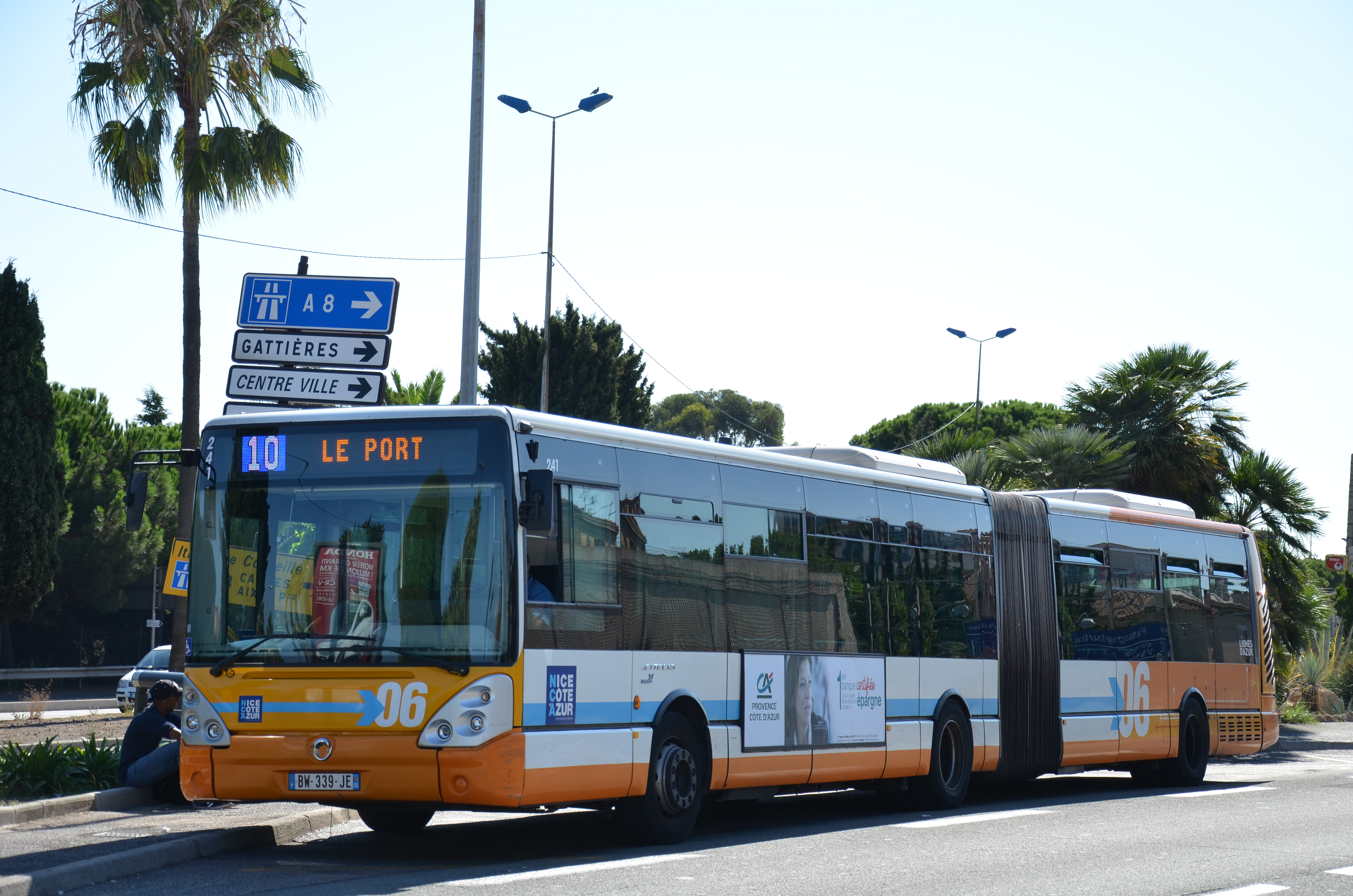
Autobus articulé du réseau Lignes d'Azur.

Le réseau de transports en commun de la métropole Nice Côte d'Azur se nomme Lignes d'Azur. Il est majoritairement exploité par la Régie Ligne d'Azur, fondée le 1er septembre 2013. Elle succède à la Société nouvelle des transports de l'agglomération niçoise, filiale de Transdev. Celle-ci affrète aussi plusieurs lignes aux sociétés RCA, Broch, SAP, SAM, Abello, Bréma, TRAM, TANP. Ce nouveau réseau de transport est né en 2010, de la fusion des réseaux Ligne d'azur et Transport Alpes-Maritimes (TAM). Le réseau Ligne d'azur, mis en place en 2005, a permis d'unifier le prix des abonnements, des tickets et d'assurer un meilleur service pour toutes les villes de l'agglomération de Nice.
La ville dispose depuis 2007 du tramway :
- la ligne 1, inaugurée en 2007, relie le nord-ouest au nord-est de la ville en desservant le centre-ville, suivant un tracé en « U »;
- la ligne 2, inaugurée en 2018 en plusieurs étapes, relie d'est en ouest le port de Nice à l'aéroport (traversée du centre-ville en souterrain en tronc commun avec la ligne 3);
- la ligne B, qui depuis 2025 reprend une partie du tronçon de la ligne 2 (une des anciennes branches ouest) reliant l'aéroport au quartier de l'Arénas;
- la ligne 3, inaugurée en 2019, après modification, relie le port de Nice à Saint-Isidore le long de la plaine du Var (traversée du centre-ville en souterrain en tronc commun avec la ligne 2);
- la ligne 4 doit relier en 2026 le pôle multimodal de Nice-Saint-Augustin à Cagnes-sur-Mer;
- la ligne 5 doit, elle, relier Nice Est à Drap entre 2026 et 2028.

#### Transports ferroviaires

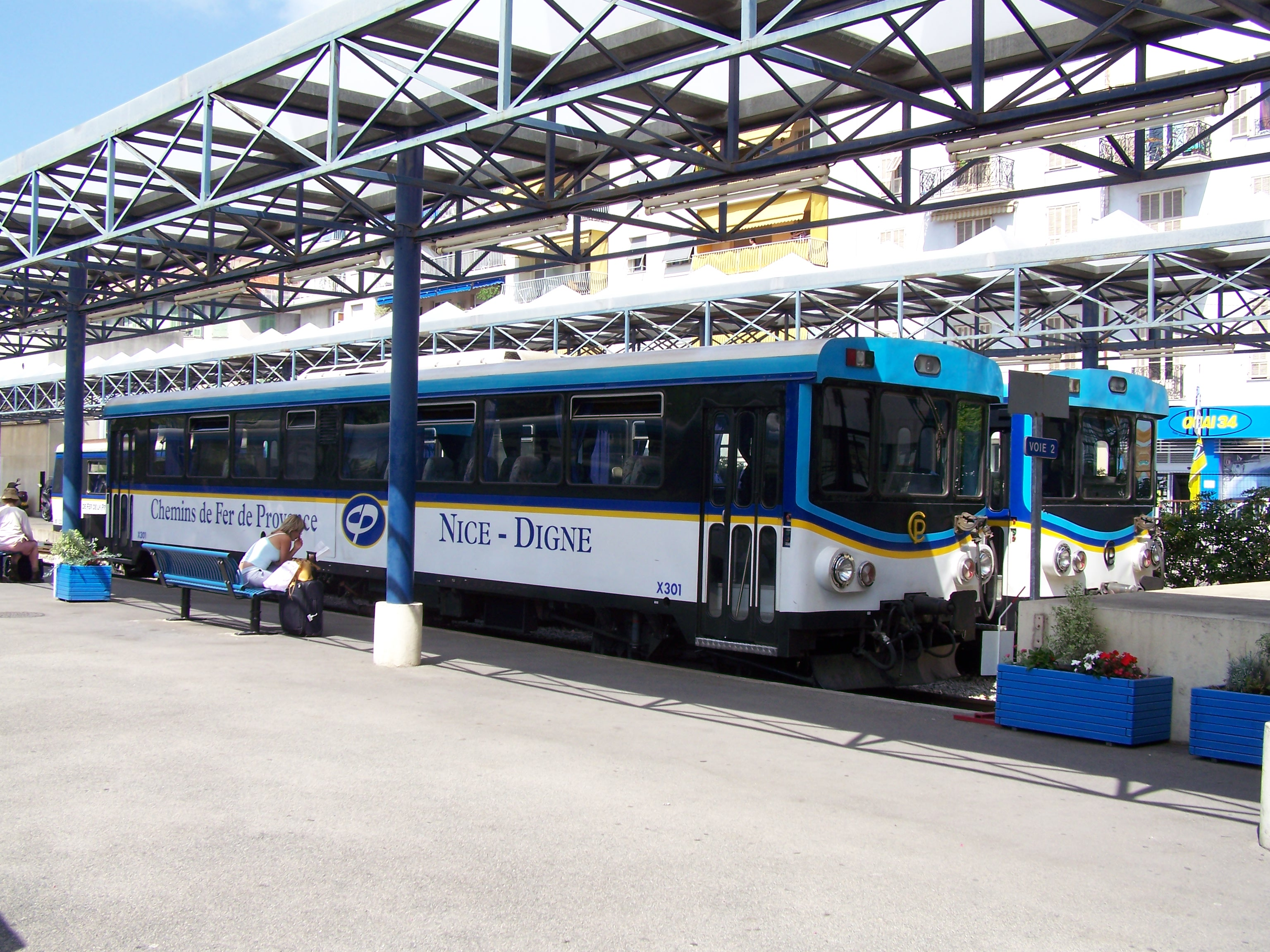
Les quais du terminus de Nice des chemins de fer de Provence.

Grâce à une urbanisation linéaire et continue, tous les habitants de l'aire d'attraction (environ 600 000 habitants) peuvent accéder au réseau TER Provence-Alpes-Côte d'Azur. La ligne 4 Mandelieu-la-Napoule - Vintimille dessert la ville par trois gares (Nice St-Augustin, Nice-Ville et Nice-Riquier). Une troisième voie a été construite entre Antibes et Nice, afin de proposer un service de type RER cadencé au quart d'heure avec deux liaisons semi-directes intercalées à chaque heure.
La ville de Nice est aussi desservie par les trains des chemins de fer de Provence qui circulent sur la ligne de Nice à Digne en assurant autant des dessertes périurbaines vers Colomars ou Plan-du-Var que des dessertes au long cours vers les Alpes de Haute-Provence. Ces trains assurent en outre de nombreux arrêts dans la ville.
La gare de Nice-Ville assure principalement des liaisons avec Paris (jusqu'à 10 TGV par sens) ainsi qu'avec d'autres métropoles françaises. De septembre 2010 à mars 2020, le Riviera Express a relié une fois par semaine Nice à Moscou via Milan, Innsbruck, Vienne, Varsovie et Minsk.
Trenitalia a également assuré des trains directs baptisés « Espresso Riviera » entre Nice et Milan-Centrale chaque week-end du 3 août au 1er septembre 2024,.

#### Transports aériens
L'aéroport de Nice-Côte d'Azur (Code AITA : NCE et code OACI :  LFMN) est administré depuis le 25 juillet 2008 par la société anonyme Aéroports de la Côte d'Azur (ACA). Jusqu'à cette date, il dépendait de la chambre de commerce et d'industrie à qui l'État l'avait concédé en 1956. L'essentiel de l'Europe, le Maghreb, l'Amérique ainsi que le Moyen-Orient sont reliés à la capitale de la Côte d'Azur par des liaisons quotidiennes.
Avec 14,5 millions de passagers en 2019, la plate-forme aéroportuaire de Nice se hisse à la troisième place des aéroports français en nombre de voyageurs, après ceux de Paris. Un trafic en augmentation de 4,5 % par rapport à l'année précédente le rapproche de sa capacité théorique maximale de 15,5 millions de voyageurs. Il est donc prévu d'agrandir une fois de plus l'aéroport qui dispose de deux terminaux (voir : infrastructures de l'aéroport). Ce projet d'extension du Terminal 2 (T2.3) vise à permettre l'accroissement de +50% de trafic passager entre 2019 et 2030, soit 7 millions de passagers supplémentaires. Des associations niçoises s'opposent à ce projet pour des raisons environnementales, climatiques et sanitaires et ont déposé un recours en annulation du permis de construire préfectoral en février 2020, auprès du tribunal administratif de Marseille (mai 2022 : en attente d'audience).

#### Transports maritimes

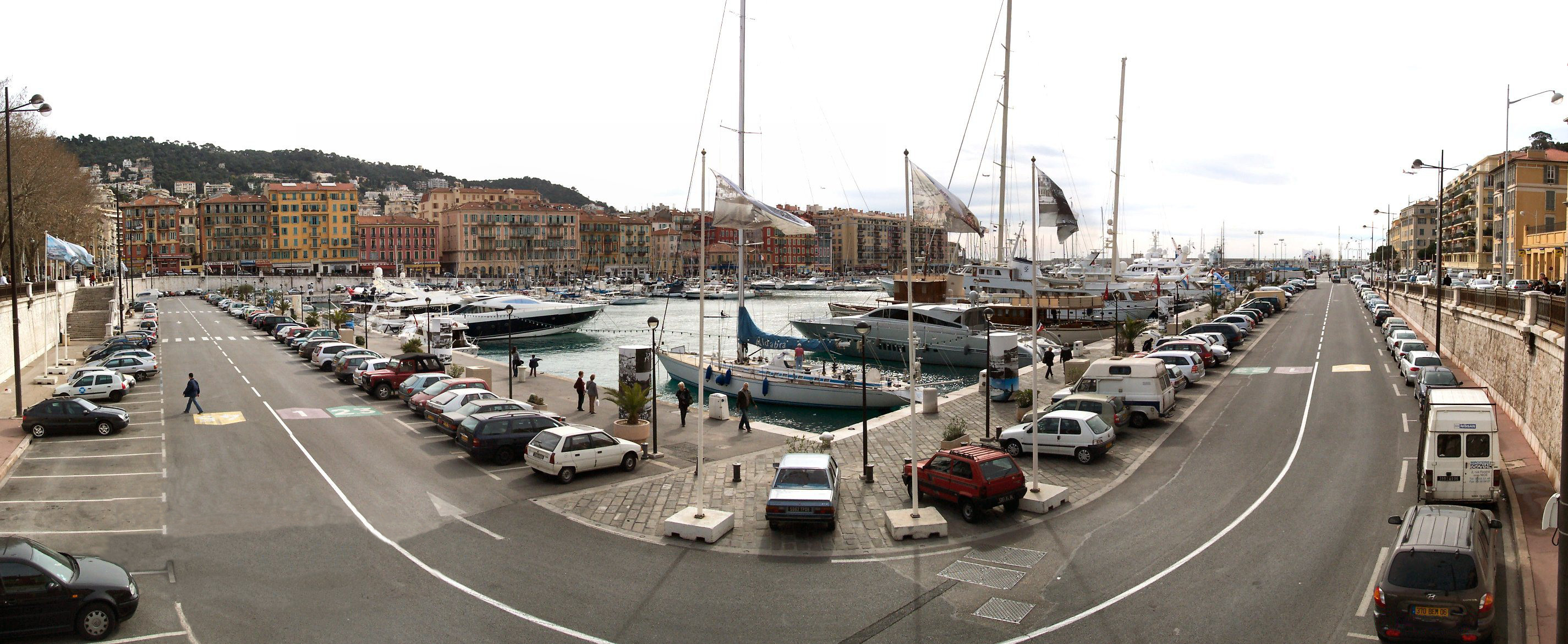
Le port de plaisance de Nice (Avant l'arrivée de la Ligne 2 du Tramway).

Le port Lympia ou port de Nice, fut construit à partir de 1745. Aujourd'hui, il assure principalement des liaisons avec la Corse, grâce aux transbordeurs de Corsica Ferries. Le port de la ville appartient à la métropole Nice Côte d'Azur et est géré par la chambre de commerce et d'industrie. NI est le code de Nice selon la liste des quartiers maritimes.

### Projets et réalisations
Deux nouvelles lignes de tramway (ligne 4 et ligne 5) devront permettre de diminuer le trafic automobile. Les quartiers d'affaires de L'Arénas et de Nice Méridia doivent être développés afin de diversifier le tissu économique. Une troisième voie de chemin de fer a été mise en place entre Cannes et Nice pour améliorer la desserte ferroviaire entre ces deux villes. La construction d'un nouveau stade, l'Allianz Riviera, situé à l'ouest de la ville, a été achevée en septembre 2013. L'aménagement de la plaine du Var, surtout, a été classé opération d'intérêt national. Il est enfin prévu de construire une nouvelle liaison ferroviaire, pour relier Nice à Paris en passant par Toulon et Marseille.
La ville de Nice avait été labellisée Pôle d'excellence de cœur de ville 2008 à la suite de l’analyse de son dossier par le jury du Concours national des villes. Elle était lauréate dans la catégorie « ville de plus de 100 000 habitants ». Dans le cadre de ce concours, la ville avait, en 2008, présenté ses grands projets, lesquels ont été réalisés depuis.

## Toponymie

### Au carrefour des langues: les différents noms
En occitan nissart Nissa en graphie italo-nissarde locale, Niça en graphie classique, Nisso ou Nissa en graphie mistralienne selon les différents parlers, y compris pour le vivaro-alpin ou encore le provençal traditionnellement parlés dans des communes voisines ; Nissa en royasque, Niza en génois et en ligure, en italien : Nizza ; en grec et en grec ancien : Νίκαια / Níkaia.

### Évolution du nom
Le nom de la localité est attesté sous les formes Nicaea [oppidum] au Ier siècle apr. J.-C. ; Nikaia au IIe siècle ; Nicaea, Nicia au IVe siècle ; [fratribus] Niciensi en 1119 ; Niza au XIIIe siècle ; Nisse au XIVe siècle, Niça en 1436 (forme occitane).
Le toponyme est issu du mot grec (thea) nikaia « qui donne la victoire ». Nikaia est une épithète attachée au nom d'une divinité, peut-être Artémis ou Athéna, honorée à Marseille,. Il s'agirait donc d'un des nombreux toponymes grecs de la côte méditerranéenne (cf. Fos, Antibes, Agde).
Selon une hypothèse ancienne, la forme grecque du toponyme représenterait elle-même la réinterprétation (« remotivation ») d'un nom de lieu antérieur issu d'une racine ligure *nis, non attestée formellement, qui signifierait « source ». Cette dernière pourrait faire référence au point d'eau qui s'écoulait du pied de la colline du château à l'actuel bassin Lympia. En prenant la place de la peuplade ligure des Védiantiens sur la colline du château, les Grecs auraient transformé le nom préexistant en nikaia. Cependant, il n'existe aucune attestation formelle d'un mot *nis dans une inscription en ligure et c'est la raison pour laquelle les principaux toponymistes rejettent cette hypothèse.
La ville s'appelle aujourd'hui Nice en français, Nizza en italien, Niça ou plus communément Nissa en occitan niçard. Lorsque la ville appartenait au royaume de Piémont-Sardaigne, elle était nommée Nizza Marittima pour la différencier de Nizza Monferrato.

## Histoire

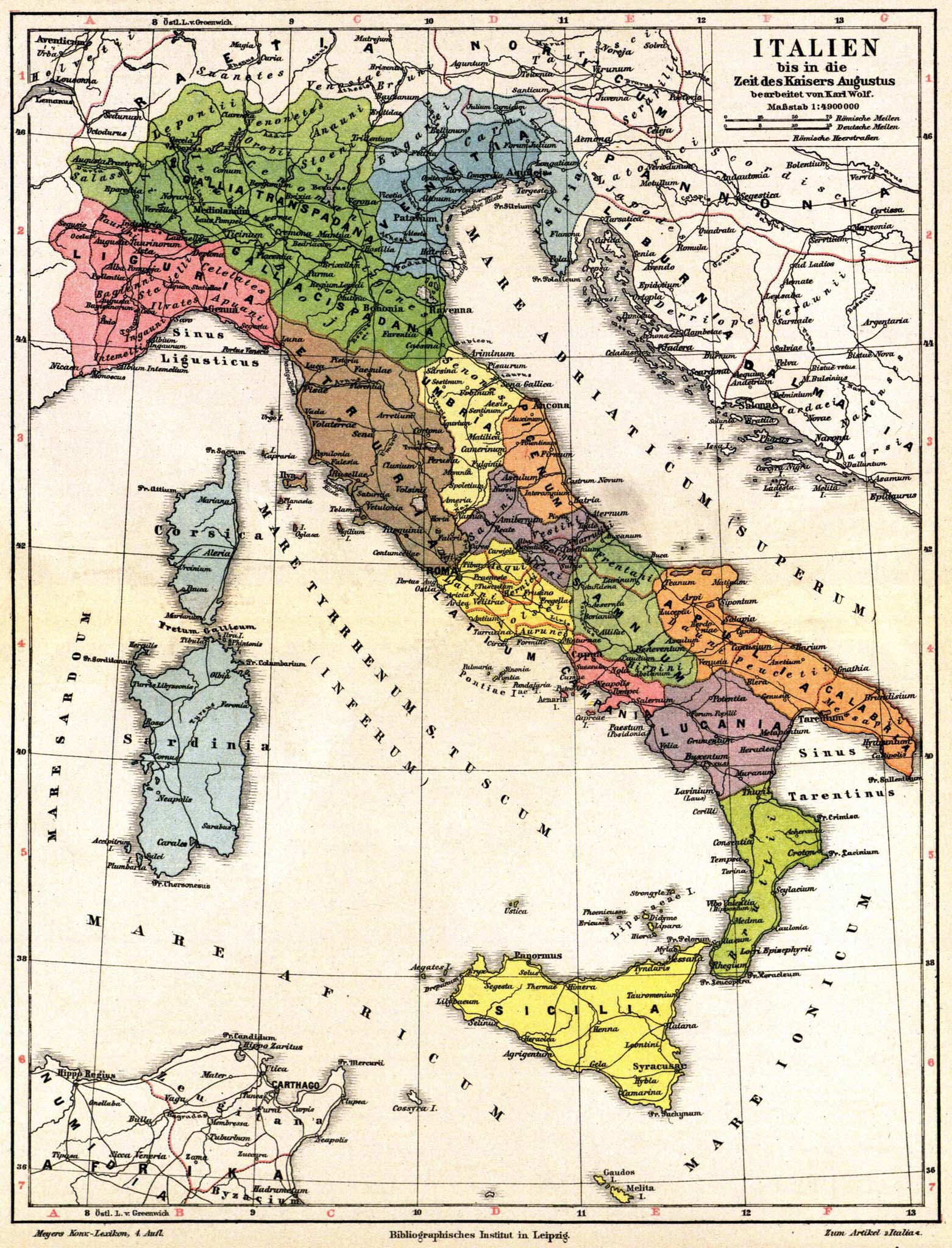
Nice à l'époque de l'Italie romaine. région IX Ligurie.

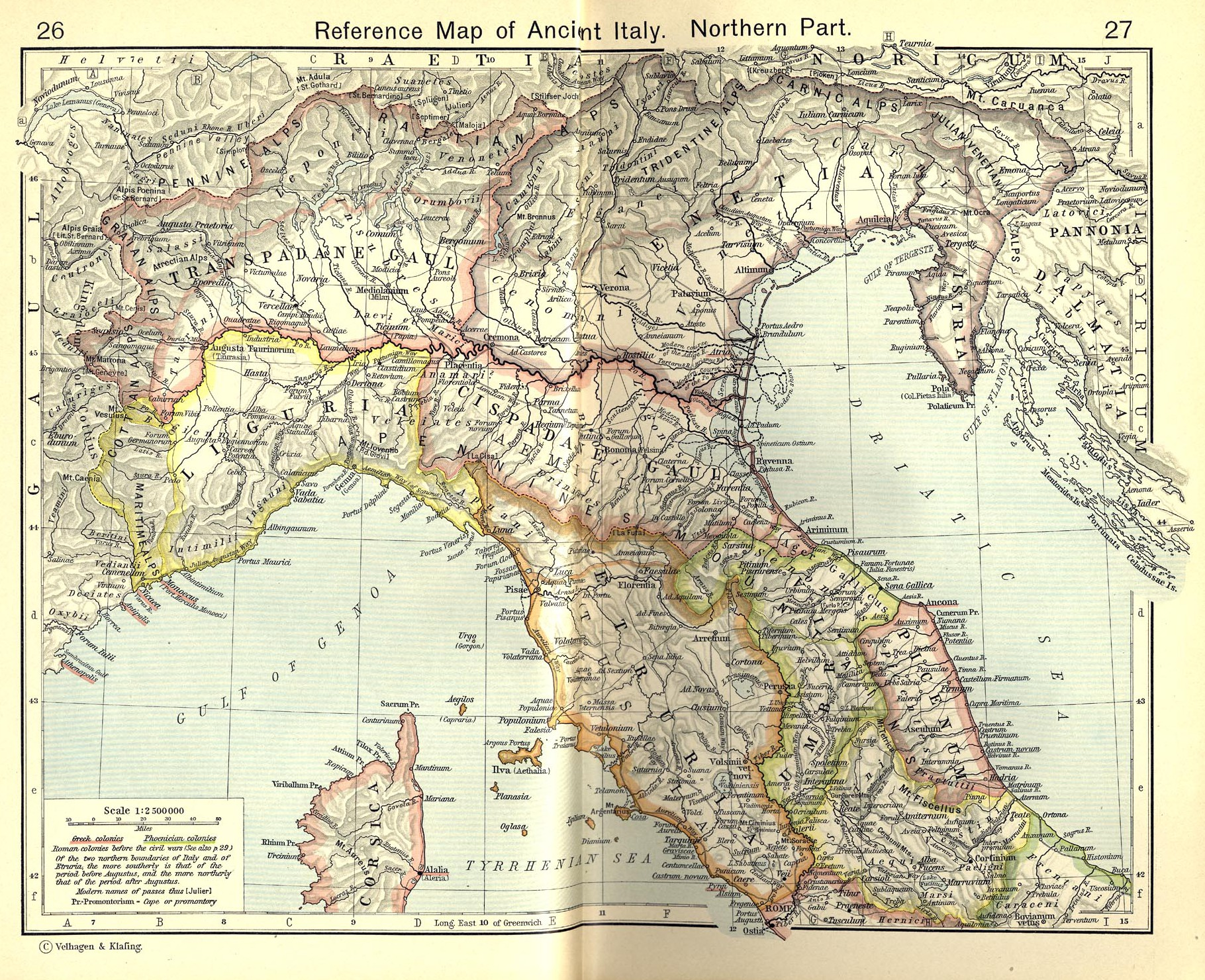
Nice dans la Ligurie antique, région IX Ligurie, entre les fleuves du Var et de la Magra.

Les États italiens en 1494, Nice dans le duché de Savoie.

| Appartenances historiques Royaume ostrogoth d'Italie 493-553 Empire romain d'Orient (Exarchat de Ravenne) 553-641 Duché de Ligurie 641-751 Royaume lombard 751-774 Empire carolingien 774-843 Francie médiane 843-855 Royaume carolingien d'Italie 855-888 Royaume d'Italie (Saint-Empire romain) 888-1108 République maritime de Nice 1108-1176 Comté de Provence 1176-1215 République maritime de Nice 1215-1229 Comté de Provence 1229-1388 États de Savoie 1388-1526 États de Savoie ( Comté de Nice) 1526-1792 République française (Alpes-Maritimes) 1792-1804 Empire français (Alpes-Maritimes) 1804-1815 Royaume de Sardaigne 1815-1860 France (Alpes-Maritimes) 1860-présent |

Capitale de la Viguerie de Nice, elle faisait autrefois partie de la Ligurie antique entre le fleuve du Var et de la Magra, de la Regio IX Liguria romaine, du royaume ostrogoth d'Italie, de l'Empire byzantin de 553 à 641, du royaume d'Italie (Saint-Empire Romain) entre les IXe et XIe siècles, de la ligue ligure et de la république de Gênes, avant de choisir la protection du comté de Savoie à la suite de la guerre de l'Union d'Aix gagnée par les pro-angevins (Marseille, Arles, Antibes, , etc.) face aux pro-carlistes (Aix, Toulon, Nice, etc.). La partie occidentale et les vigueries de Cannes sont renommées Terres Neuves de Provence par les Provençaux à la suite de l'Acte de Dédition de Nice à la Savoie en 1388. Nice devient en 1526 la capitale du comté de Nice. En 1713, la Savoie obtient, par héritage, la Sicile qu'elle échange ensuite en 1720 avec la Sardaigne donnant naissance au royaume de Piémont-Sardaigne. Ce nouvel ensemble, installé des deux côtés des Alpes, forme ainsi l'un des États italiens pré-unitaires, dont la capitale est fixée à Turin.
Nice est française lors du premier département des Alpes-Maritimes de 1793 à 1814, sous la Révolution française et le Premier Empire. Nice ne devient définitivement française qu'en 1860 ; l'italien et le ligure sont prohibés[réf. nécessaire].
L'histoire de Nice se caractérise essentiellement par deux éléments. C'est tout d'abord une ville frontière, qui, sans compter les périodes d'occupation étrangère, a changé trois fois de souveraineté. Ainsi a-t-elle été successivement ligure, grecque, romaine, italienne, génoise, provençale, savoyarde-piémontaise-sarde de 1388 à 1860 – avec une annexion sous la Révolution française de 1793 à 1814 –, et enfin française. C'est ensuite une ville dont l'expansion s'est brutalement accélérée au cours du XXe siècle, essentiellement sous l'effet du développement du tourisme sur la Côte d'Azur à la même époque. Ces deux particularités ont eu des conséquences importantes sur le plan social, politique, économique, culturel, et même urbanistique.
Pendant la répression de janvier et février 1894, la police y effectue des perquisitions visant les anarchistes qui y résident, sans réel succès,,.
Le 14 juillet 2016 à Nice, lors des festivités de la fête nationale française, un feu d'artifice se déroule de 22 h à 22 h 20 et réunit près de 30 000 personnes. Vers 22 h 30, peu après la fin du feu d'artifice, un poids-lourd blanc de 19 tonnes (un camion de livraison Renault Midlum) prend pour cible la foule rassemblée sur la promenade des Anglais. L'attaque cause la mort de 86 personnes et fait 458 blessés. L'attentat est revendiqué le 16 juillet par l'organisation terroriste État islamique (dite « Daech »).

## Population et société

### Démographie

#### Évolutions démographiques
Selon les estimations de l'Insee, la population de la ville était de 340 735 habitants en 2009: Nice est ainsi la cinquième ville de France derrière Paris, Marseille, Lyon et Toulouse. L'unité urbaine de Nice, son agglomération, comprend 941 490 habitants (2009). C'est la cinquième de France, après celles de Paris, Lyon, Marseille et Lille. Son aire urbaine compte 1 000 275 habitants (2009), ce qui en fait la septième de France, derrière celles de Paris, Lyon, Marseille, Lille, Toulouse et Bordeaux. La densité est de 4 848,7 habitants au km2. Le taux de variation de la population est positif mais faible : entre 1999 et 2007, la variation due au solde naturel et celle due au solde migratoire sont toutes deux de + 0,1 %.
La ville a connu une forte hausse démographique dans la deuxième moitié du XIXe siècle, période où la population a fait plus que doubler, principalement grâce à l'immigration italienne. Au début du XXe siècle, cette hausse s'intensifia avec l'arrivée de populations venues des communes de l'arrière-pays. Après la Première Guerre mondiale, la ville retrouva un fort accroissement démographique. C'est à nouveau l'immigration qui constituait l'essentiel de cette croissance. L'activité hôtelière et celle des constructions, en plein essor dans les années 1920, attiraient de plus en plus de monde et ont permis ainsi à Nice de devenir une ville d'importance nationale. En 1921, Nice devint alors la onzième ville de France, puis en 1931, la huitième, avant de se classer au sixième rang après 1946.
La population augmenta très rapidement dans les années 1950 notamment avec l'arrivée de soixante mille personnes. La ville atteignit ensuite son niveau démographique actuel en raison de l'afflux des rapatriés des anciennes colonies françaises, notamment d'Algérie (pieds-noirs).
Depuis les années 1970, le nombre d'habitants n'évolue pratiquement plus : le solde migratoire, relativement élevé, étant compensé par l'accroissement naturel négatif, dû à la forte proportion de personnes âgées. Cependant, depuis une dizaine d'années, ces deux types de variation de la population ont tendance à s'égaliser à un niveau faible. La forte différence entre solde naturel et solde migratoire est néanmoins toujours observée dans le reste du territoire des Alpes-Maritimes. La ville de Nice a perdu plus de 8 700 habitants en moins en dix ans (entre 2007 et 2017) et une baisse qui continue jusqu'en 2020, estimée à - 0,1 %.
| 1249  | 1264  | 1302  | 1315  | 1323   | 1340   | 1365  | 1388   | 1693   |
| ----- | ----- | ----- | ----- | ------ | ------ | ----- | ------ | ------ |
| 4 000 | 5 600 | 7 000 | 8 900 | 10 200 | 13 500 | 8 400 | 4 250* | 10 000 |

| 1718   | 1790   | - | - | - | - | - | - | - |
| ------ | ------ | - | - | - | - | - | - | - |
| 14 608 | 20 000 | - | - | - | - | - | - | - |

L'évolution du nombre d'habitants est connue à travers les recensements de la population effectués dans la commune depuis 1793. Pour les communes de plus de 10 000 habitants les recensements ont lieu chaque année à la suite d'une enquête par sondage auprès d'un échantillon d'adresses représentant 8 % de leurs logements, contrairement aux autres communes qui ont un recensement réel tous les cinq ans,.

En 2022, la commune comptait 353 701 habitants, en évolution de +3,23 % par rapport à 2016 (Alpes-Maritimes : +2,85 %, France hors Mayotte : +2,11 %).
| 1793   | 1800   | 1806   | 1822   | 1838   | 1848   | 1858   | 1861   | 1866   |
| ------ | ------ | ------ | ------ | ------ | ------ | ------ | ------ | ------ |
| 24 117 | 18 475 | 19 783 | 25 231 | 33 811 | 39 000 | 44 091 | 48 273 | 50 180 |

| 1872   | 1876   | 1881   | 1886   | 1891   | 1896   | 1901    | 1906    | 1911    |
| ------ | ------ | ------ | ------ | ------ | ------ | ------- | ------- | ------- |
| 52 377 | 53 397 | 66 279 | 77 478 | 88 273 | 93 760 | 105 109 | 134 232 | 142 940 |

| 1921    | 1926    | 1931    | 1936    | 1946    | 1954    | 1962    | 1968    | 1975    |
| ------- | ------- | ------- | ------- | ------- | ------- | ------- | ------- | ------- |
| 155 839 | 184 441 | 219 549 | 241 916 | 211 165 | 244 360 | 292 958 | 322 442 | 344 481 |

| 1982    | 1990    | 1999    | 2006    | 2011    | 2016    | 2021    | 2022    | - |
| ------- | ------- | ------- | ------- | ------- | ------- | ------- | ------- | - |
| 337 085 | 342 439 | 342 738 | 347 060 | 344 064 | 342 637 | 348 085 | 353 701 | - |

#### Pyramide des âges
En 2021, le taux de personnes d'un âge inférieur à 30 ans s'élève à 33,9 %, soit au-dessus de la moyenne départementale (31,0 %). À l'inverse, le taux de personnes d'âge supérieur à 60 ans est de 29,5 % la même année, alors qu'il est de 31,0 % au niveau départemental.
En 2021, la commune comptait 163 070 hommes pour 185 015 femmes, soit un taux de 53,15 % de femmes, légèrement supérieur au taux départemental (52,74 %).
Les pyramides des âges de la commune et du département s'établissent comme suit :
| Hommes | Classe d’âge | Femmes |
| ------ | ------------ | ------ |
| 1,1    | 90 ou +      | 2,5    |
| 9,0    | 75-89 ans    | 11,9   |
| 16,3   | 60-74 ans    | 17,8   |
| 18,7   | 45-59 ans    | 18,2   |
| 18,8   | 30-44 ans    | 17,7   |
| 19,2   | 15-29 ans    | 17,7   |
| 16,9   | 0-14 ans     | 14,2   |

| Hommes | Classe d’âge | Femmes |
| ------ | ------------ | ------ |
| 1,1    | 90 ou +      | 2,6    |
| 9,5    | 75-89 ans    | 12,2   |
| 17,6   | 60-74 ans    | 18,7   |
| 20,3   | 45-59 ans    | 19,9   |
| 18,1   | 30-44 ans    | 17,5   |
| 16,5   | 15-29 ans    | 14,6   |
| 16,8   | 0-14 ans     | 14,4   |

La population niçoise est sensiblement plus âgée que celle des autres grandes villes de France. En 2020, les moins de 25 ans ne représentent ainsi que 28,05 % de la population, contre 35,8 % à Toulouse. La catégorie des 15-24 ans ne représente que 15,46 %, contre 21,1 % dans cette même ville. Les plus de 55 ans, représentent 35,99 % de la population contre 21,66 % à Toulouse.

#### Immigration
La ville est également très cosmopolite puisqu'elle compte 66 982 immigrés en 2020 soit 19,5 % de sa population (dont 5,8 % nés en Europe et 10,1 % nés hors d'Europe, principalement originaires du Maghreb). Elle se place donc loin devant les moyennes nationale (9,89 %) et régionale (10,98 %).
Concernant les étrangers (immigrés ou non), si l'on s'en tient au chiffrage administratif du recensement de 2020, 52 173 personnes soit 15,2 % des habitants sont de nationalité étrangère. Si, historiquement, la communauté italienne a longtemps été la plus importante, elle n'arrive aujourd'hui qu'au deuxième rang (1,8 % des Niçois sont Italiens), derrière la communauté tunisienne (2,44 % de la population totale). Suivent les Marocains (1,6 %), les Portugais (1,27 %), les Algériens (1,08 %), , les Espagnols (0,2 %) et les Turcs (0,07 %). Enfin, 1,65 % de la population possède la nationalité d'un des pays africains autres que ceux cités précédemment. Par ailleurs, 7,8 % des habitants ont acquis la nationalité française par naturalisation, mariage, déclaration ou à leur majorité.
D'un point de vue socioprofessionnel, en 2020, les étrangers représentent 29,1 % des ouvriers, 20,1 % des personnes n'exerçant pas d'activité professionnelle, 18,8 % des artisans, commerçants et chefs d'entreprise, 15,7 % des employés, 7,7 % des retraités, 10,1 % des cadres et professions intellectuelles supérieures, 9,6 % des professions intermédiaires, et 10,4 % des agriculteurs exploitants.

## Politique et administration
La ville est le siège de la préfecture des Alpes-Maritimes, du conseil départemental, du rectorat de l'académie de Nice, de la métropole Nice Côte d'Azur.

### Tendances politiques et résultats
Depuis la Seconde Guerre mondiale, Nice vote le plus souvent à droite. Jusqu'en 1968, elle était considérée comme une ville de tradition modérée sur le plan politique, mais depuis les années 1980 jusqu'à aujourd'hui, le Front national (FN) réalise des scores très importants, en partie grâce au nombre élevé de rapatriés d'Algérie. À l'élection présidentielle de 2007, la ville a porté le candidat UMP Nicolas Sarkozy devant son homologue socialiste Ségolène Royal avec respectivement 65,34 % contre 34,66 % des votes lors du second tour. Lors des élections législatives de 2007, les quatre circonscriptions que compte la ville ont été remportées par les candidats de la majorité présidentielle (UMP ou Nouveau Centre NC).
La ville se caractérise par la présence d'un parti autonomiste proche de l'extrême droite, Nissa Rebela, qui a obtenu environ 3 % lors des élections municipales de 2008. Il existe également un autre parti autonomiste, le Parti niçois, créé par l'historien Alain Roullier.

#### Récapitulatif de résultats électoraux récents
| Scrutin              | 1er tour | 1er tour | 1er tour | 1er tour | 1er tour | 1er tour | 1er tour | 1er tour | 1er tour | 1er tour | 1er tour  | 1er tour | 2d tour     | 2d tour     | 2d tour     | 2d tour     | 2d tour     | 2d tour     | 2d tour     | 2d tour     | 2d tour     | 2d tour     | 2d tour     | 2d tour     |
| Scrutin              | 1er      | 1er      | %        | 2e       | 2e       | %        | 3e       | 3e       | %        | 4e       | 4e        | %        | 1er         | 1er         | %           | 2e          | 2e          | %           | 3e          | 3e          | %           | 4e          | 4e          | %           |
| -------------------- | -------- | -------- | -------- | -------- | -------- | -------- | -------- | -------- | -------- | -------- | --------- | -------- | ----------- | ----------- | ----------- | ----------- | ----------- | ----------- | ----------- | ----------- | ----------- | ----------- | ----------- | ----------- |
| Municipales 2014     |          | UMP      | 44,98    |          | FN       | 15,59    |          | UGE      | 15,25    |          | DVD       | 10,12    |             | UMP         | 48,61       |             | FN          | 21,10       |             | UGE         | 17,84       |             | DVD         | 12,42       |
| Européennes 2014     |          | FN       | 32,01    |          | UMP      | 27,18    |          | PS       | 11,11    |          | UDI-MODEM | 7,09     | Tour unique | Tour unique | Tour unique | Tour unique | Tour unique | Tour unique | Tour unique | Tour unique | Tour unique | Tour unique | Tour unique | Tour unique |
| Régionales 2015      |          | UCD      | 42,03    |          | FN       | 33,98    |          | PS       | 13,31    |          | EELV      | 4,31     |             | UCD         | 63,91       |             | FN          | 36,09       | Pas de 3e   | Pas de 3e   | Pas de 3e   | Pas de 4e   | Pas de 4e   | Pas de 4e   |
| Présidentielles 2017 |          | LR       | 26,09    |          | FN       | 25,28    |          | EM       | 20,52    |          | LFI       | 17,34    |             | EM          | 60,15       |             | FN          | 39,85       | Pas de 3e   | Pas de 3e   | Pas de 3e   | Pas de 4e   | Pas de 4e   | Pas de 4e   |
| Européennes 2019     |          | RN       | 28,18    |          | LREM     | 21,83    |          | EELV     | 11,87    |          | LR        | 11,79    | Tour unique | Tour unique | Tour unique | Tour unique | Tour unique | Tour unique | Tour unique | Tour unique | Tour unique | Tour unique | Tour unique | Tour unique |
| Municipales 2020     |          | UCD      | 47,62    |          | RN       | 21,39    |          | EELV     | 11,30    |          | LFI-PCF   | 8,90     |             | UCD         | 59,30       |             | RN          | 21,39       |             | EELV        | 19,30       | Pas de 4e   | Pas de 4e   | Pas de 4e   |
| Régionales 2021      |          | RN       | 37,11    |          | UCD      | 36,87    |          | UGE      | 13,08    |          | LEAC      | 5,66     |             | UCD         | 59,84       |             | RN          | 40,16       | Pas de 3e   | Pas de 3e   | Pas de 3e   | Pas de 4e   | Pas de 4e   | Pas de 4e   |
| Présidentielle 2022  |          | LREM     | 25,16    |          | RN       | 22,44    |          | LFI      | 21,43    |          | REC       | 14,28    |             | LREM        | 55,39       |             | RN          | 44,61       | Pas de 3e   | Pas de 3e   | Pas de 3e   | Pas de 4e   | Pas de 4e   | Pas de 4e   |

### Maires de Nice
Depuis la Libération, la ville a été dirigée par les maires suivants (tous issus de la droite depuis 1947) :
- 1945-1947 : Jacques Cotta (SFIO) ;
- 1947-1965 : Jean Médecin (RI ; app. UDSR puis RGRCR) ;
- 1965-1990 : Jacques Médecin (CNIP, FNRI, UDF-PR puis RPR) ;
- 1990-1993 : Honoré Bailet (RPR) ;
- 1993-1995 : Jean-Paul Baréty (RPR) ;
- 1995-2008 : Jacques Peyrat (DVD, RPR puis UMP) ;
- 2008-2016 : Christian Estrosi (UMP puis LR) ;
- 2016-2017 : Philippe Pradal (LR) ;
- depuis 2017 : Christian Estrosi (LR, LFA puis HOR).

### Cantons
La ville de Nice est divisée en neuf cantons. Depuis les élections départementales de 2015, ils sont tous détenus par la droite.

### Circonscriptions électorales
Nice est divisée en trois circonscriptions, toutes tenues par l'UDR
- 1re circonscription : Éric Ciotti, UDR.
- 3e circonscription : Bernard Chaix, UDR.
- 5e circonscription : Christelle D'Intorni, UDR.

### Intercommunalité
La ville est le centre de la Métropole Nice Côte d'Azur, qui rassemble cinquante et une communes et environ 550 500 habitants en 2021, à la suite de la décision du conseil métropolitain, en date du 29 juillet 2021, d'intégrer les communes de Châteauneuf-Villevielle et Drap.

### Enseignement

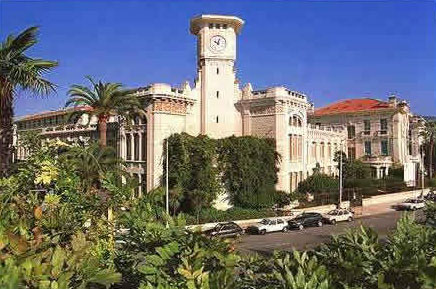
Le lycée Masséna et sa tour de l'Horloge.

Les établissements d'enseignement de la ville de Nice relèvent de l'académie de Nice, qui regroupe les départements des Alpes-Maritimes et du Var.

#### Enseignement primaire et secondaire
Nice dispose de 162 écoles élémentaires publiques, accueillant 28 000 élèves, dont 71 écoles maternelles, 87 écoles élémentaires et deux écoles spécialisées. La ville compte également 15 établissements élémentaires d'enseignement privé sous contrat d'association, 29 collèges (19 publics et 10 privés), 12 lycées d'enseignement général ou technologique (6 publics et 6 privés) et 10 lycées professionnels (7 publics et 3 privés).

#### Enseignement supérieur
Nice est le siège de l'université Côte d'Azur, qui a pris la suite en 2019 de l'université Nice Sophia Antipolis créée en 1965. La ville abrite aussi plusieurs classes préparatoires économiques et scientifiques aux lycées des Eucalyptus et Masséna, ainsi qu'une école d'orthophonie. Nice accueille différentes écoles supérieures de commerce : un des quatre campus de l'EDHEC Business School, l'Espeme (École supérieure de management des entreprises) et l'IPAG Business School (Institut de préparation à l'administration et à la gestion). À proximité de la ville, à Sophia Antipolis, est installée SKEMA Business School. À cela, il faut ajouter l'IAE de Nice (Institut d'administration des entreprises), l'IDRAC Business School Nice (Institut de recherche et d'action commerciale), ainsi que MBway Nice (Management & Business School), l'ISEFAC (Institut supérieur européen de formation par l'action), ILEC Business School and Creative School. D'autres écoles sont installées depuis longtemps à Nice et couvrent divers domaines comme la réalisation audiovisuelle avec l'ESRA Côte d'Azur (École supérieure de réalisation audiovisuelle), le journalisme avec l'école Nouvelles, ou bien encore l’Europe et les relations internationales avec l'IEHEI (Institut européen des hautes études internationales), Condé Nice (École de Design et en arts appliqués),. La villa Arson, quant à elle, est une École nationale supérieure d'art, créée en 1970 et spécialisée dans l'art contemporain. Les beaux-arts comme la peinture et la sculpture y sont enseignés, ainsi que l'histoire de l'art. L'IESTS (Institut d'enseignement supérieur de travail social) propose des formations aux professions du travail social. Nice possède aussi un Conservatoire national de région qui offre un enseignement en musique, danse et théâtre.
L'enseignement supérieur, autrefois moins développé à Nice que dans les autres grandes villes françaises, est en plein développement depuis les années 2020. L'offre nouvelle insuffle une dynamique positive à la compétitivité et à l'attractivité de la ville et du département. Des projets d'envergure ont vu le jour tel que le nouveau Campus Sud des Métiers (CSM), regroupant plusieurs centres de formation et écoles du CAP au diplôme d’ingénieur, installé sur 24 200m² depuis 2021 dans le quartier Méridia en expansion, et qui accueille 2 000 étudiants de douze filières de formation en alternance et formation continue. Le Campus abrite également l'ESDAC (Ecole supérieure de design, d'arts appliqués et de communication).
Aurlom Education (qui proposent notamment à Nice les filières BTS : BTS Commerce International, BTS Tourisme, BTS Négociation et Digitalisation de la Relation Client, BTS Professions immobilières,... et Prépas) ainsi que deux écoles, SUP’DE COM (École de communication) et l’ILERI (Institut libre d’études des relations internationales et des sciences politiques), ont intégré le nouveau complexe Iconic.
En 2022, l'ISCOM (Institut Supérieur de Communication et Publicité) installe un campus à Nice-Meridia et l'IPSSI (École d'informatique). Depuis 2023, Centrale Méditerranée a implanté un campus à Nice au sein du bâtiment Premium à Meridia, suivie par une école de référence mondiale de jeu vidéo ISART Digital - Game Business School,, 42 Nice (École de programmation informatique).
Des écoles innovantes s'implantent comme Simplon-Ecole IA Microsoft (formations Tech-Intelligence Artificielle), Rocket School (École de marketing et de numérique), aivancity (première école française dédiée à l’intelligence artificielle reconnue par l’État). Longtemps dépourvue, Nice accueille une faculté de pharmacie à partir de la rentrée universitaire 2025.
Des écoles ont annoncé ou projeté de nouvelles implantations sur le territoire niçois : l'IET (École de l'Environnement et du Développement Durable), l’ICL (École de commerce spécialisée Business Developers), l’IGEFI (Ecole des métiers de la finance d'entreprise)., l'EFAP (École de communication) en 2025, ou encore VATEL (École internationale du management de l’hôtellerie et du tourisme) à horizon 2027.
La technopole Sophia Antipolis accueille Polytech Nice-Sophia (École d'ingénieur du réseau Polytech et de l'université Nice Sophia-Antipolis) ainsi que l'EURECOM (école d'ingénieur en systèmes de communication). Ces écoles ont pour projet de former le campus STIC (Sciences et Technologies de l’Information et de la Communication) avec l'INRIA (Institut national de recherche en informatique et en automatique). L'École nationale supérieure des mines de Paris est également implantée à Sophia Antipolis. Nice est dotée de plusieurs écoles supérieures spécialisées dans l'informatique et les nouvelles technologies. On y trouve une antenne de l'école privée SUPINFO, ainsi que l'antenne régionale de l'EPITECH (École pour l'informatique et les nouvelles technologies).
Bien que plus de 5 % de la population de l'unité urbaine est étudiante en 2024, soit environ 48 000 étudiants, alors que les unités urbaine de Bordeaux, Montpellier ou Rennes en comptabilisent entre 70 000 et 100 000, le nombre progresse significativement sur l'ensemble de l'unité urbaine pour atteindre quasiment le double d'étudiants en 16 ans (25 000 étudiants en 2008), plaçant la ville parmi les métropoles françaises les plus attractives pour les étudiants, après plusieurs années de politique volontariste menée par les collectivités et ses partenaires éducatifs et économiques, classée dans le top 20 en 2025 par le magazine l'Étudiant. Toutefois, elle ne dispose pas d'Institut d'études politiques (bien qu'un campus de l'IEP de Paris soit situé à proximité, à Menton), ou d'école d'architecture et d'urbanisme.

#### Recherche

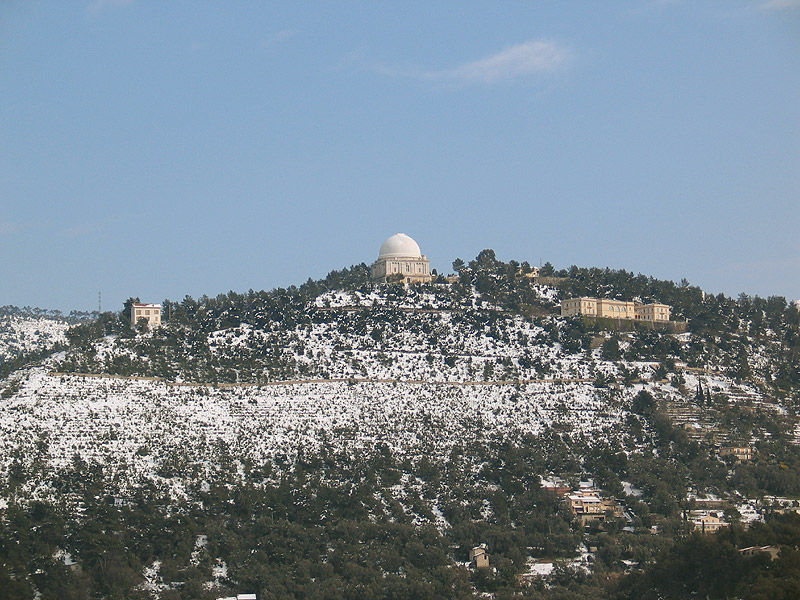
L'observatoire de Nice.

La création de l'université Nice Sophia Antipolis a favorisé l'essor des activités de recherche, qui demeurent cependant peu développées par rapport à des villes comme Toulouse ou Rennes. L'université compte soixante-deux unités de recherche, cent-seize équipes de recherche et trente-cinq laboratoires associés aux grands organismes de recherche (CNRS, INSERM, INRA ou CEA), six écoles doctorales, deux instituts fédératifs de recherche (IFR), neuf programmes pluri-formation (PPF), vingt-cinq équipes d'accueil (EA), trois « jeunes équipes », une Maison des sciences de l'homme et une plate forme Agrobiotech. Deux cent-huit thèses ont été soutenues en 2005. L'université accueille 1 448 doctorants. La majorité des activités de recherche est cependant implantée à Sophia-Antipolis, un technopole situé au nord d'Antibes, relié exclusivement par route à la ville. Nice devrait développer ses activités de recherche et d'enseignement supérieur si elle veut redevenir attractive et compétitive.

### Santé

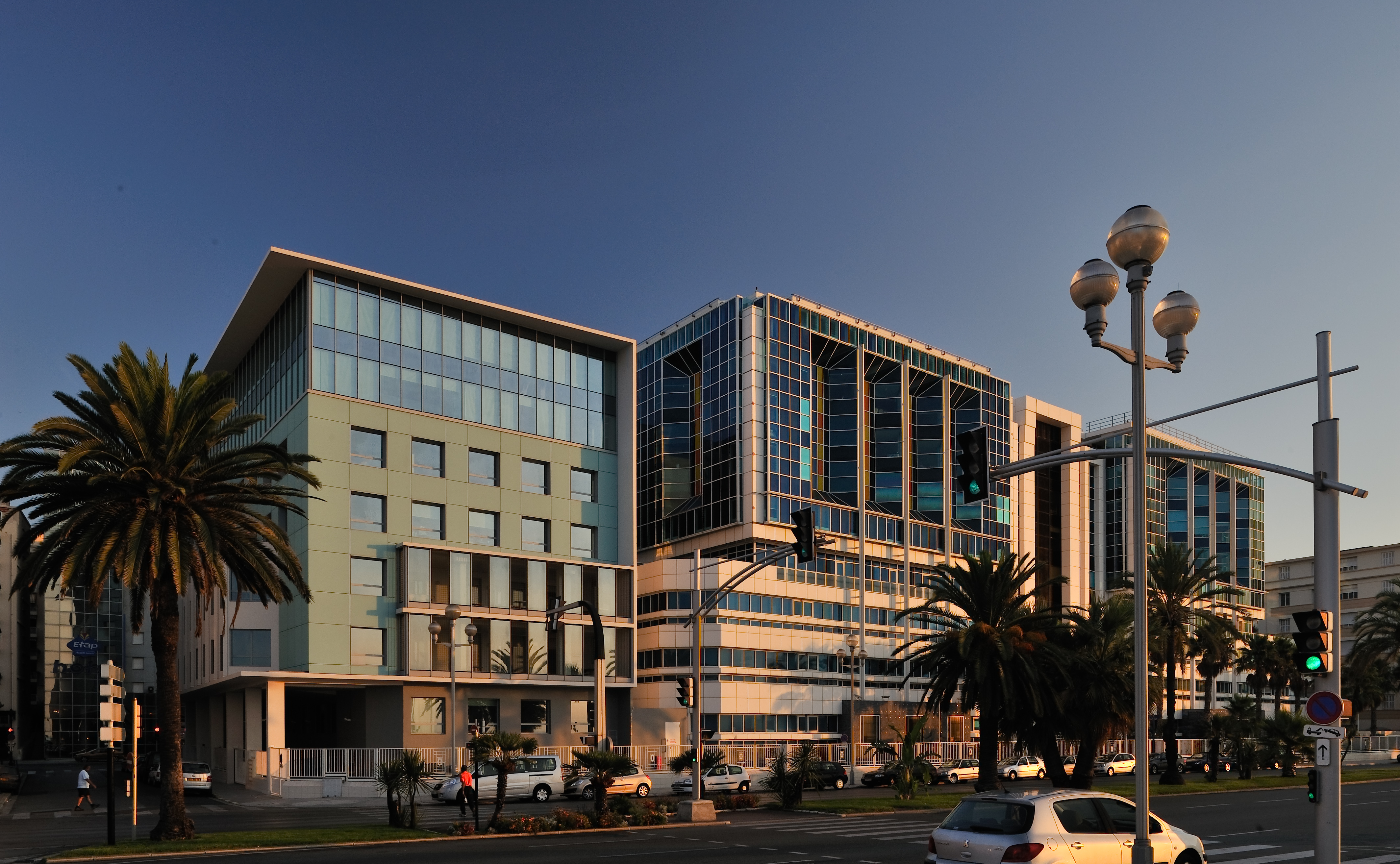
La fondation Lenval, un hôpital pour enfants, sur la promenade des Anglais.

Dès le XIXe siècle, la présence de nombreux hivernants aisés attire des médecins à Nice. La fonction médicale de la ville s'est ensuite beaucoup développée dans la seconde moitié du XXe siècle, grâce à la présence massive des personnes âgées. L'hôpital Saint-Roch, le plus ancien, situé dans le centre, a dû être complété par d'autres établissements, notamment l'hôpital Pasteur, situé à l'est, auquel a été juxtaposé le centre régional de lutte contre le cancer (CRLCC) Antoine Lacassagne. L'hôpital pour enfants Lenval, pour sa part, est issu d'une fondation privée. Depuis l'ouverture de la faculté de médecine en 1965, les hôpitaux publics ont le statut de CHU. Un autre hôpital important, L'Archet, a été construit à l'ouest de la ville. Nice compte enfin de nombreuses cliniques privées, comme celles de Saint-George et de Saint-Antoine, souvent ouvertes par des Français d'Algérie, notamment sur les collines de Cimiez et Rimiez.
La santé est donc assurée principalement par les trois hôpitaux du centre hospitalier universitaire de la ville (L'Archet, Cimiez, Pasteur) qui constituent un CHR, ainsi que par diverses fondations et cliniques privées. Cimiez est spécialisé en gérontologie, Lenval en pédiatrie, alors que les hôpitaux de L'Archet (I et II) et de Pasteur (I et II) sont davantage « généralistes ». Un nouvel hôpital, Pasteur-II, a été mis en service en 2015 afin de rassembler sur un même site les activités de l'hôpital Saint-Roch et les activités d'une partie de l'hôpital Pasteur-I. Ce regroupement a permis de mettre fin à l'éclatement des différentes spécialités sur plusieurs sites, comme c'était le cas auparavant. Le service d'accueil des urgences du CHU, auparavant installé à l'hôpital Saint-Roch, y est transféré à compter du 1er juillet 2015.
Les soins psychiatriques sont dispensés par l'hôpital Sainte-Marie (appartenant à l'Association Hospitalière Sainte-Marie), un service de l'hôpital Pasteur et différentes cliniques privées.
D’après les estimations de population de l’Insee au 1er janvier 2012, le taux de personnes âgées en région PACA est de près de 27 % pour les plus de 60 ans, une proportion dépassant sensiblement le niveau national (moins de 24 %). Par ailleurs, la région Provence-Alpes-Côte d’Azur compte plus d’un demi-million d’aînés de 75 ans et plus, soit un taux de 10,5 % (contre 9 % au niveau national). Notons que le département des Alpes-Maritimes compte la plus grande part de personnes âgées de 75 ans et plus (12 %).
Le 28 février 2020, le premier cas d'une victime atteinte de la maladie à coronavirus 2019 dans les Alpes Maritimes a été détecté à Nice.

### Jumelages et accords de coopération
La ville de Nice a mené une politique de jumelage particulièrement active, en raison de l'importance du tourisme pour son économie.
- Coni (Italie) depuis 1964
- Venise (Italie) depuis 1968
- Édimbourg (Écosse) depuis 1957
- Gdańsk (Pologne) depuis 1999
- Hangzhou (Chine) depuis 1998
- Laval (Québec) (Canada) depuis 2000
- Miami (États-Unis) depuis 1986
- Nuremberg (Allemagne) depuis 1954
- Saint-Pétersbourg (Russie) depuis 1997
- Palma de Majorque (Espagne) depuis 1969
- Thessalonique (Grèce) depuis 1992
- Yalta (Crimée) depuis 1960
- Szeged (Hongrie) depuis 1969
- Papeete (France)[144]
- Xiamen (Chine) depuis 2014
- Sousse (Tunisie) depuis 2012[145]

Pactes d'amitiés :
- Khémisset (Maroc) depuis 2003

Autres jumelages :
- Alicante (Espagne)
- Erevan (Arménie) depuis 2007
- Houston (États-Unis) depuis 1973
- Kamakura (Japon) depuis 1966
- Le Cap (Afrique du Sud)
- Libreville (Gabon)
- Locarno (Suisse) depuis 1954[146]
- Tanger (Maroc)
- Manille (Philippines)
- Nouvelle-Orléans (États-Unis)
- Netanya (Israël)
- Nouméa (France) depuis 1985
- Phuket (Thaïlande)
- Rio de Janeiro (Brésil)
- Santa Cruz de Tenerife (Espagne)
- Sorrente (Italie)
- Saint-Denis (France) depuis 1961[147]
- Antananarivo (Madagascar) depuis le 15 janvier 1962

La ville annonce de manière humoristique être jumelée avec Lurenberg, la capitale du pays fictif du Listenbourg. L’aéroport de Nice-Côte d'Azur ajouta alors qu’une ligne aérienne bihebdomadaire allait ouvrir.

### Budget et fiscalité
Selon le rapport de la Chambre régionale des comptes de Provence-Alpes-Côte d'Azur, réalisé en mai 2007, « les taux de fiscalité votés à Nice en 2004 étaient inférieurs à ceux des villes de taille comparable ». En 1999 et en 2000, la ville avait baissé ses taux de fiscalité puis les a laissés inchangés jusqu'en 2007. En 2009, la municipalité a fortement augmenté les impôts locaux avec une hausse de 17,7 % de la taxe d'habitation et de 16,5 % de la taxe sur le foncier bâti. Pour l'année 2010, le conseil municipal a décidé de laisser inchangés les taux. Le budget primitif de la ville s'élève à 659 millions d'euros dont 304 millions proviennent de la fiscalité. Au 31 décembre 2010, l'encours de la dette est de 389 millions d'euros.
| Taxe d'habitation (TH)                                    | 21,33 % |                                |
| Taxe foncière sur les propriétés bâties (TFPB)            | 23,12 % |                                |
| Taxe foncière sur les propriétés non bâties (TFPNB)       | 36,09 % |                                |
| Taxe d'enlèvement des ordures ménagères* (TEOM)           | 10,90 % | 78 millions d'euros (en 2007)  |
| Taxe professionnelle* (TP)                                | 21,02 % | 114 millions d'euros (en 2007) |
| *Taxes perçues par la communauté urbaine Nice Côte d'Azur |         |                                |

À l'échelle de l'agglomération, le niveau de fiscalité directe par habitant est d'un peu plus de 1 000 euros en 2007, proche de celui de la région, supérieur au niveau français, mais inférieur à celui des agglomérations de taille comparable. L'agglomération de Nice se singularise par la répartition entre les quatre taxes. La taxe d'habitation et la taxe sur le foncier bâti représentent en effet à elles deux, 68 % du produit total de l'impôt direct (55 % en France et 60 % en PACA). Conséquence du niveau élevé de ces deux taxes, la part de la taxe professionnelle est relativement basse (32 %) comparée à celle de l'ensemble de la France (44 %) et à celle de la région (40 %).
En 2018, parmi les villes de plus de 150 000 habitants, Nice se place en tête de l'endettement par habitant avec 4 133 euros pour un investissement faible (735 euros par habitant). Située en 2011 à 2 193 euros par habitant, la dette avait été plombée par des prêts toxiques, la construction d’un nouveau stade la faisant encore grimper de plus de 500 euros par foyer.

### Budget et fiscalité 2019
En 2019, le budget de la commune était constitué ainsi:
- total des produits de fonctionnement : 587 301 000 €, soit 1 697 € par habitant ;
- total des charges de fonctionnement : 561 936 000 €, soit 1 624 € par habitant ;
- total des ressources d'investissement : 203 984 000 €, soit 590 € par habitant ;
- total des emplois d'investissement : 218 235 000 €, soit 631 € par habitant ;
- endettement : 504 595 000 €, soit 1 458 € par habitant.

Avec les taux de fiscalité suivants :
- taxe d'habitation : 21,10 % ;
- taxe foncière sur les propriétés bâties : 21,00 % ;
- taxe foncière sur les propriétés non bâties : 35,69 % ;
- taxe additionnelle à la taxe foncière sur les propriétés non bâties : 0,00 % ;
- cotisation foncière des entreprises : 0,00 %.

Chiffres clés Revenus et pauvreté des ménages en 2017 : médiane en 2017 du revenu disponible, par unité de consommation : 19 830 €.

### Sécurité

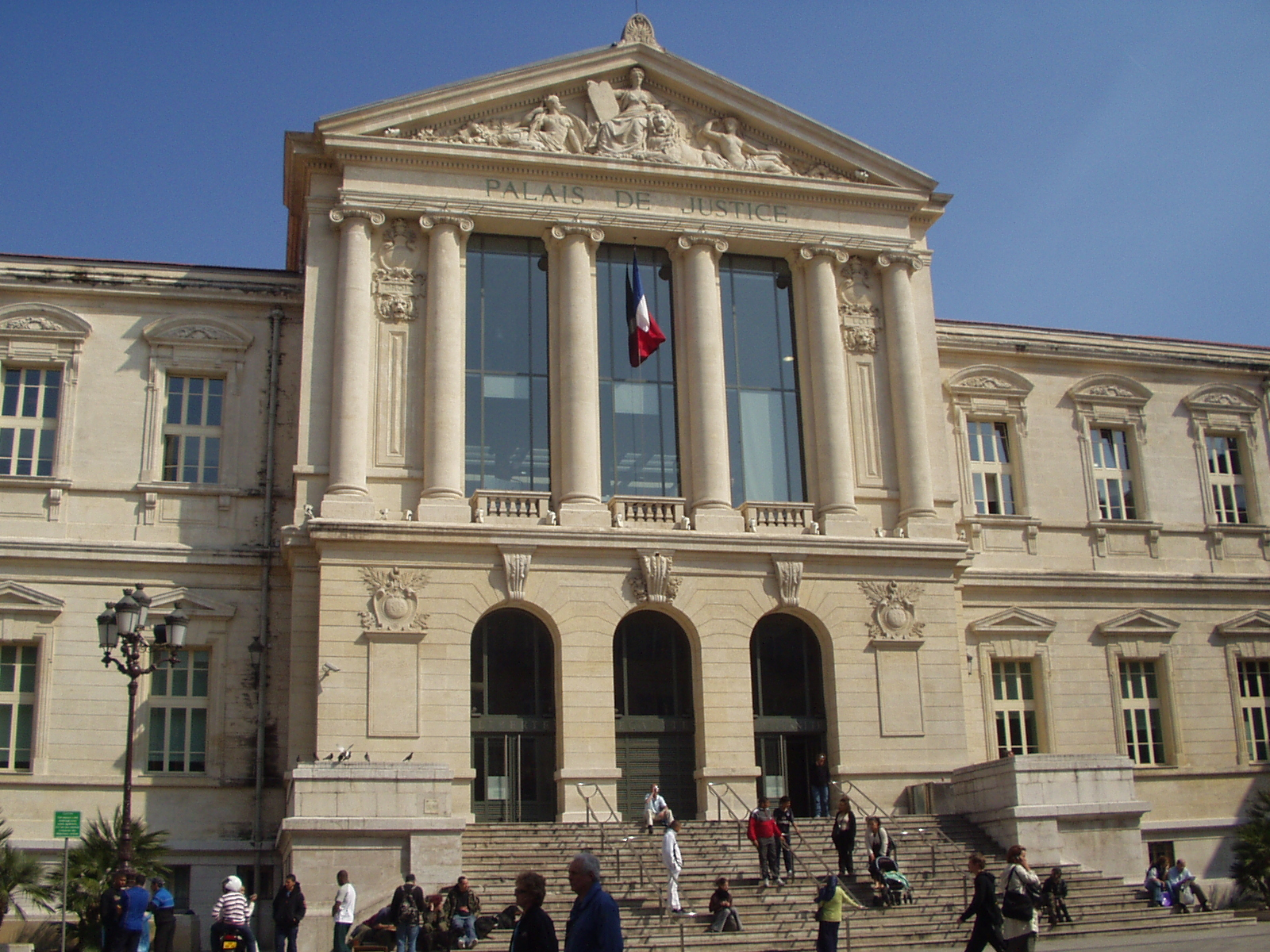
Le palais de justice de Nice.

Le niveau de la délinquance à Nice est à peu près le même que dans l'ensemble du département des Alpes-Maritimes, et apparaît donc très élevé. Ainsi, le taux de délinquance en 2005 dans le département, c'est-à-dire le nombre de délits pour 1 000 habitants, atteint 107,8 % ce qui en fait le 95e département de France métropolitaine le moins sûr sur 96.
Le taux de violence à Nice compte parmi les plus élevés des grandes villes de France avec 11,17 faits pour 1 000 habitants en 2007, pour une moyenne nationale de 5,93, ce qui lui fait alors occuper la 25e place du classement des 400 agglomérations françaises de plus de 20 000 habitants les plus violentes,.
En 2008, Nice avait le taux de criminalité le plus important parmi les villes françaises de plus de 250 000 habitants.
| Types de violence à la personne | Nombre de violences aux personnes à Nice en 2014 | Taux par rapport à toutes les violences aux personnes à Nice en 2014 |
| ------------------------------- | ------------------------------------------------ | -------------------------------------------------------------------- |
| Violences gratuites             | 2 988                                            | 42,89 %                                                              |
| Violences crapuleuses           | 2 031                                            | 29,16 %                                                              |
| Violences sexuelles             | 327                                              | 4,69 %                                                               |
| Menaces de violence             | 1 128                                            | 16,19 %                                                              |
| Atteintes à la dignité          | 492                                              | 7,06 %                                                               |

Toutefois, la tendance actuelle est à l'amélioration, selon certains médias locaux. En 2007, la sécurité semble s'être sensiblement améliorée à Nice en comparaison avec les années précédentes. La délinquance générale a cependant moins diminué à Nice que dans l'ensemble du département (-4,5 % contre -6 % pour les Alpes-Maritimes). Les crimes et délits sur la voie publique ont néanmoins baissé de 11,6 % : les vols à la roulotte ont ainsi diminué de 24 %, les vols à main armée de 30 %, les vols à la portière de 58 %, les vols avec violence de 15 %, les vols à la tire de 5 % et les cambriolages de 10 %. En revanche, la sécurité routière s'est dégradée. Le nombre d'accidents mortels a doublé en 2007 par rapport à 2006. 40 % d'entre eux se sont produits sur la promenade des Anglais, dans le tunnel du Paillon ou sur la pénétrante du Paillon.
Depuis 2009, la municipalité a mis en place un important programme de vidéosurveillance, faisant de Nice la ville française la plus équipée en caméras publiques par rapport au nombre d'habitants,.
En 2011, la police municipale de Nice compte plus de 380 agents ce qui en fait la plus grande de France.
En décembre 2018, une délibération autorise l’expérimentation de portiques de reconnaissance faciale dans deux lycées afin de surveiller les entrées et sorties, en collaboration avec l’entreprise américaine Cisco. L'édition 2019 du carnaval de Nice a également servi de laboratoire pour l’expérimentation de dispositifs similaires. La municipalité entend par ailleurs coupler la vidéosurveillance à des algorithmes de reconnaissance des émotions.

### Intégrité publique
Depuis les années 1980, la ville a connu d'importants problèmes de clientélisme et de corruption. Nice a ainsi été le théâtre, ces dernières années, de plusieurs affaires politico-financières, comme l'affaire Jacques Médecin, l'affaire Spada, l'affaire de la GLNF, l'affaire du tribunal de Nice, les marchés publics truqués de Nice (2004), l'affaire Vialatte (2004), l'affaire du tramway de Nice (2005), l'affaire Sulzer (2006). Plusieurs membres de l'équipe municipale de Jacques Peyrat (ex-UMP) ont été inquiétés par la justice depuis 2000. En juin 2004, Michel Vialatte, le directeur général des services de la ville de Nice, a été ainsi condamné à cinq ans de prison, dont dix-huit mois avec sursis, pour avoir truqué des marchés publics. En 2005, Dominique Monleau, un élu de la majorité municipale UMP, a été mis en examen pour avoir touché un dessous-de-table dans l'attribution du marché de maîtrise d'œuvre du tramway de Nice à une ancienne filiale de Thales. En juin 2006, enfin, le directeur des relations internationales et du protocole de la mairie de Nice, Martial Meunier-Jourde, 41 ans, et le chef de la police municipale, Daniel Véran, 53 ans, ont été mis en examen pour « trafic d'influence » et placés sous contrôle judiciaire dans le cadre de l'affaire Sulzer.

### Armée
Plusieurs unités ont stationné à Nice :
- 117e demi-brigade d'infanterie de ligne, de 1794 à 1796,
- 163e régiment d'infanterie de 1912 à 1919,
- 6e bataillon de chasseurs alpins, 1906 - 1914
- 13e régiment d'artillerie à pied, 1906,
- 1re, 3e, 4e et 5e batteries du 2e régiment d'artillerie de montagne, 1914,
- 15ebis légion de gendarmerie, 1906 - 1914,
- 22e bataillon de chasseurs alpins, 1951 - 1976

et tout particulièrement en 1939-1940 : 
- État-major de la 29e division d'infanterie alpine,
- 141e régiment d'infanterie alpine,
- 6e demi-brigade de chasseurs alpins, composée des 22e, 24e et 25e bataillon de chasseurs alpins,
- 58e demi-brigade alpine de forteresse, composée des 72e, 73e et 76e bataillon alpin de forteresse,
- 94e régiment d'artillerie de montagne,
- 157e régiment d'artillerie de position.

## Économie
Comme d'autres villes du sud de la France, Nice a été peu touchée par la révolution industrielle. L'essentiel de son développement économique a été provoqué par le tourisme, le commerce et les activités liées au bâtiment. Après la Seconde Guerre mondiale, les activités administratives se sont beaucoup développées. Elles jouent aujourd'hui un rôle important dans l'économie de la ville. En 2020, le nombre total d'actifs sur la commune de Nice était de 147 976, se répartissant dans les divers secteurs économiques comme suit :
|                   | Commerce, transports et services divers | Administration et services publics | Industrie | Construction | Agriculture |
| ----------------- | --------------------------------------- | ---------------------------------- | --------- | ------------ | ----------- |
| Nice              | 52,95                                   | 36 %                               | 4,2 %     | 6,7 %        | 0,2 %       |
| Moyenne nationale | 47,3 %                                  | 32 %                               | 11,8 %    | 6,4 %        | 2,5 %       |

Le taux de chômage était de 15,8 % en 1999, 9,4 % en 2005, 8,8 % en 2006, de 10,8% en 2013, de 16% en 2016 et de 14,5 %. La population active totale de la ville est de 141 683 personnes.
Le revenu moyen par ménage est plus élevé que dans le reste de la France : en 2004, 15 563 euros par an contre 15 027 en moyenne. La taxe professionnelle, en 2005, était de 21,02 % (moy. nat. : 17,75 %).
La Brookings Institution évalue le PIB de l'aire urbaine (metropolitan area) de Nice en 2012 à 47,7 milliards de dollars (cinquième rang en France) et le PIB de l'aire urbaine (« metropolitan area ») de Nice en 2014 a été 56,1 milliards de dollars. Son PIB par habitant à 35 480 dollars
Une zone touristique internationale (ZTI), où les commerces de détail peuvent déroger au repos dominical des salariés, a été délimitée sur une partie du territoire de la commune par un arrêté en date du 5 février 2016.

### Tourisme
Une étude publiée en 2020 par l'agence de location de maisons de vacances Holidu a permis d'identifier les villes européennes exposées la plus forte pression touristique au cours de l'année 2019. Nice est la deuxième ville française du palmarès et la 15e ville européenne, avec 8 vacanciers par habitant (à égalité avec Athènes et Prague).
Située entre mer et montagnes, capitale économique et culturelle de la Côte d'Azur, Nice bénéficie d'importants atouts naturels. Le tourisme, le commerce et les administrations (publiques ou privées) occupent une place importante dans l'activité économique de la ville. Elle possède la deuxième capacité hôtelière du pays, après Paris, et accueille chaque année entre 6 et 7 millions de touristes en été et jusqu'à 11 millions par an. Elle dispose également du deuxième aéroport de France après Paris avec 14,5 millions de passagers en 2019, et de deux palais des congrès consacrés au tourisme d'affaires.

## Sports

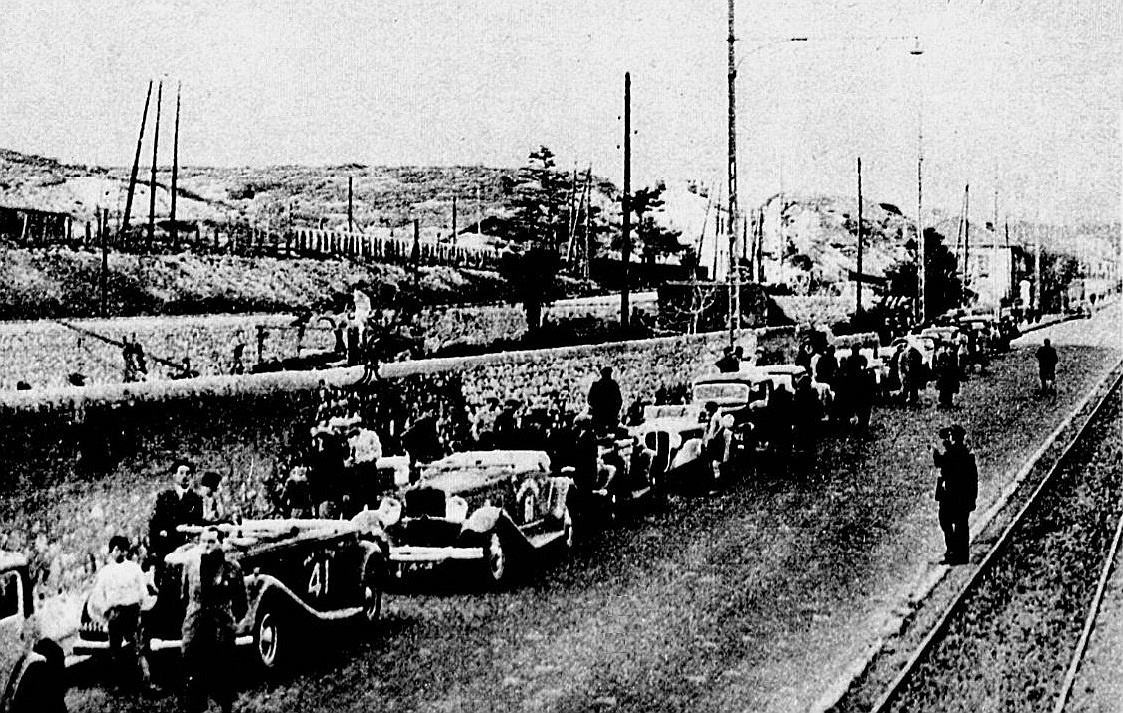
Le Critérium automobile Paris-Nice d'avril 1935.

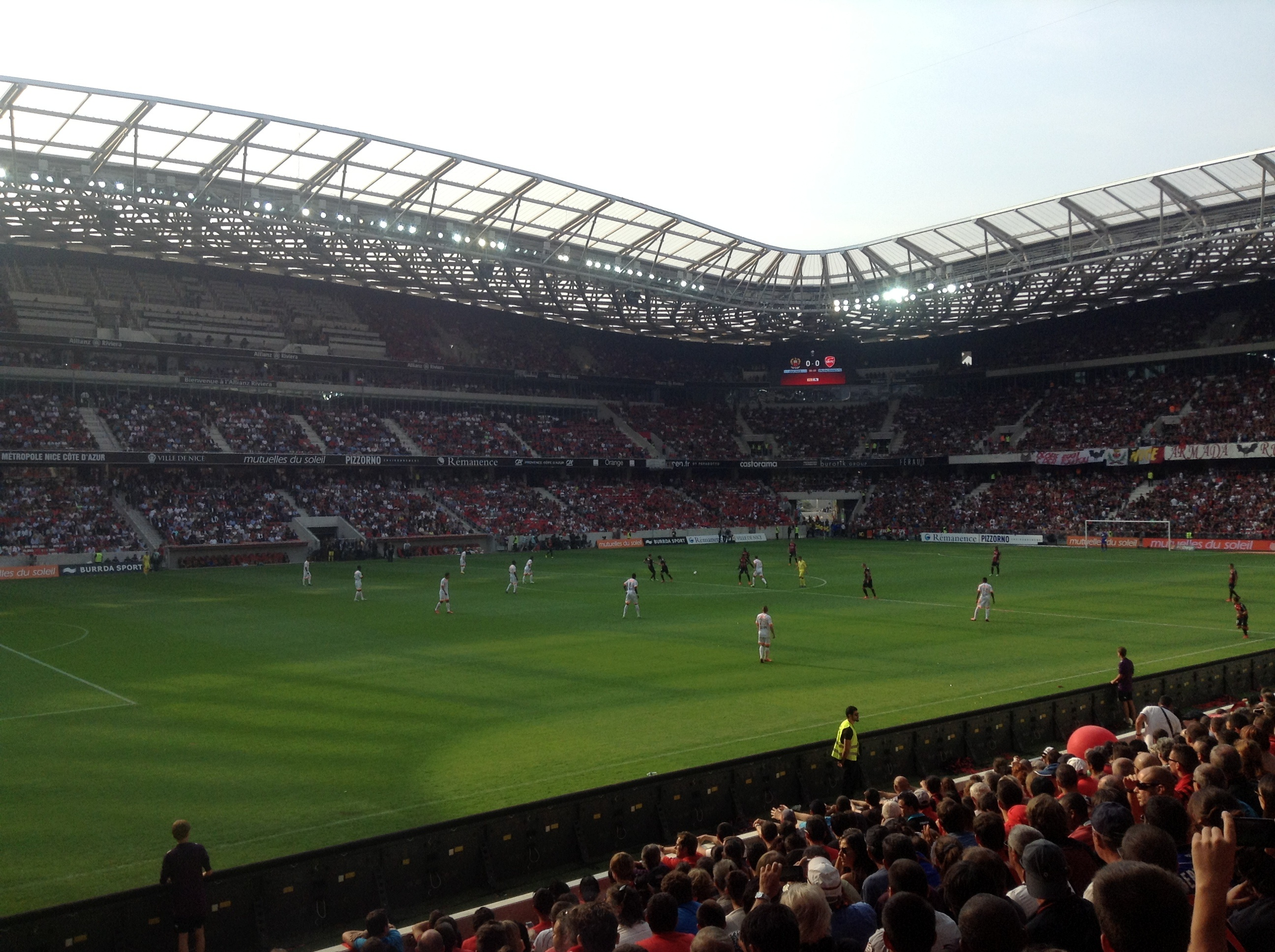
Le coup d'envoi du premier match à l'Allianz Riviera, le stade de l'OGC Nice, le 22 septembre 2013.

Le sport niçois est avant tout dominé par le club de football de la ville : l'Olympique Gymnaste Club Nice Côte d'Azur (OGCN), également appelé « Le Gym », dont les couleurs sont le rouge et le noir. Fondé en 1904, le Gym a remporté quatre titres de champion de France (en 1951, 1952, 1956 et 1959) et trois coupes de France (en 1952, 1954 et 1997). Le club joue ses rencontres à domicile dans l'Allianz Riviera, un stade multifonction d'une capacité d'environ 35 000 places, qui a remplacé le stade du Ray depuis le mois de septembre 2013. Située dans le quartier de Saint-Isidore, dans la plaine du Var, la nouvelle enceinte, plus conforme à la taille de la ville, doit permettre le développement de ce club historique, souvent considéré comme le porte-drapeau de l'identité niçoise ; l'hymne niçois notamment retentit avant chaque match de l'OGC Nice.
Nice a par ailleurs été une place forte du water-polo en France, en remportant douze fois le championnat de France masculin entre 1992 et 2004 (Cacel de 1992 à 1995 puis Olympic Nice Natation de 1997 à 2004) et six fois le championnat de France féminin entre 2006 et 2013. L'équipe a en outre participé à de nombreuses coupes européennes. L'ONN est aujourd'hui un club regroupant cinq disciplines : la natation sportive, le water-polo, le plongeon, la natation synchronisée et le triathlon.

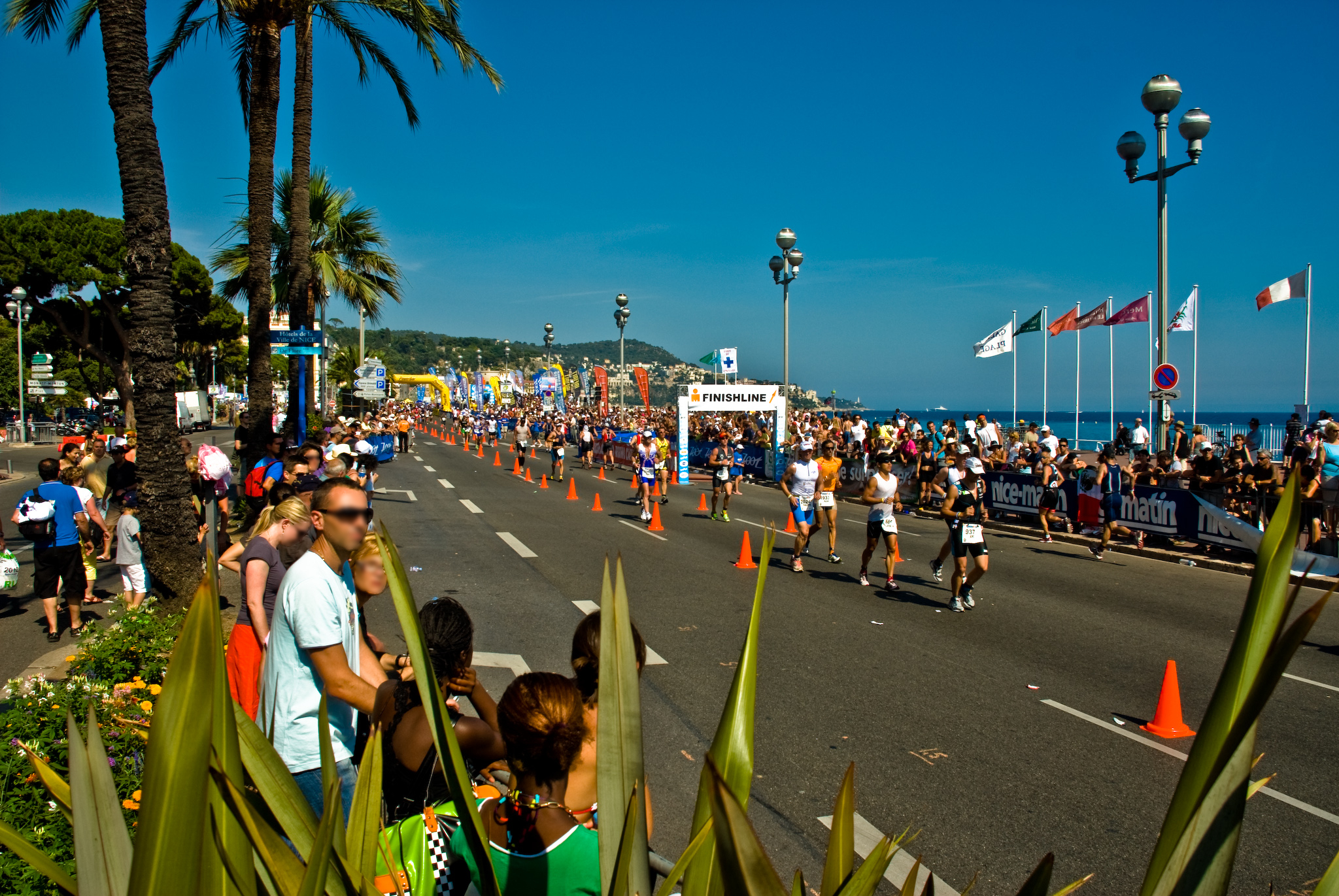
L'Ironman France sur la promenade des Anglais.

La ville est aussi une terre traditionnelle de rugby à XV. Le club « historique » de la ville est le Racing Rugby Club de Nice (RRCN), disparu en 2001 en raison de problèmes financiers, mais qui a très longtemps fait partie de l'élite et qui a participé à la finale du championnat de France en 1983. Une autre demi-finale arrivera l'année suivante, et enfin, une victoire dans le challenge Yves du Manoir, seul trophée majeur du club, en 1985. Le flambeau est ensuite repris par le Rugby Nice Côte d'Azur. Après une rétrogradation administrative de Fédérale 1 en Fédérale 3 au cours du printemps 2012, le RNCA fait finalement l'objet d'une liquidation judiciaire en juin 2012. Le rugby niçois renaît alors au sein d'une nouvelle structure, le Stade niçois rugby et ses nouvelles couleurs rouge et noire. Le club évolue en 2024-2025 en Pro D2.
Créé en 1976, le Nice Volley-Ball évolue en ligue A masculine de volleyball . Le club évolue dans la salle Palmeira et ses couleurs sont le jaune et le bleu. Le football américain compte également son équipe avec les Dauphins de Nice, champions de France de D2 (Casque d'Or) en 2007, qui évoluent en D1. La patinoire du palais des sports Jean-Bouin accueille les Aigles du Nice Hockey Côte d'Azur qui évoluent en Ligue Magnus après avoir été champion de France de Division 1 en 2016. Le Cavigal Nice Sports est un club omnisports amateur (handball, basket-ball, football, athlétisme, lutte, baseball, softball, roller…) fondé en 1943. La section féminine de basket-ball qui en est issue évolue en NF1 (deuxième division) sous le nom de Nice Cavigal Olympic puis de Nice Basket Compétition à la suite de l'union avec l'équipe-fanion du Nice Côte d'Azur Basket. Les amateurs de basket-ball sont aussi regroupés au sein de la Nice Basket Association Ouest. Ceux de handball appartiennent à l'ASPTT Nice Handball. La pratique du judo est assurée par divers clubs tels que le Nice Judo, fondé en 1986 et dont l'équipe senior évolue depuis 2008 en première division. Le Nice Kendo Club à lui été fondé en 1974 par Jean-Pierre Niay, ancien capitaine de l'équipe de France. Il évolue actuellement[Quand ?] en première division (Excellence). Le tennis de table occupe aussi une place importante au niveau national. Le Nice CPC se situe en effet dans les vingt meilleurs clubs de France de tennis de table, tant par son nombre de licenciés que par ses résultats. Il est homologué *** par la Fédération française de tennis de table.
La ville est également le théâtre de certains événements sportifs importants tels que l'Ironman France, le départ du marathon des Alpes-Maritimes, l'arrivée de la course cycliste Paris-Nice, et l'Open de Nice de tennis, repris en 2010 après quinze ans d'absence. En 2000 et 2012, la ville a accueilli les championnats du monde de patinage artistique au palais des expositions. En 2008, Christian Estrosi charge Bernard Maccario, inspecteur d'académie, de présenter la candidature de Nice et son arrière-pays pour la tenue des jeux Olympiques d'hiver 2018. Les 7e Jeux de la francophonie (CNJF) s'y tiennent en 2013 sous l'égide du même directeur,.

### Clubs professionnels
| Nom                                | Sport            | Division     | Stade/Salle                      | Fondation | Titres  |
| ---------------------------------- | ---------------- | ------------ | -------------------------------- | --------- | ------- |
| OGC Nice                           | Football         | Ligue 1      | Allianz Riviera                  | 1904      | 4       |
| Olympic Nice Natation              | Water-polo       | Pro A        | Palais des sports Jean-Bouin     | 1997      | H:8 F:6 |
| Nice Volley-Ball                   | Volley-ball      | Ligue A      | Salle Palmeira/Giamarchi         | 1976      | 1       |
| OGC Nice Côte d'Azur Handball      | Handball         | LFH          | Halle des sports Charles-Ehrmann | 2011      | 1       |
| Nice hockey élite (Aigles de Nice) | Hockey sur glace | Ligue Magnus | Palais des sports Jean-Bouin     | 1969      | 4       |
| Cavigal Nice Basket 06             | Basket-ball      | LFB          | Salle Leyrit                     | 1943      | 0       |
| Cavigal Nice Softball Baseball     | Baseball         | Nationale 1  | La Plaine des Sports/les Arboras | 1988      | 1       |
| Stade niçois                       | Rugby à XV       | Pro D2       | Stade Marcel-Volot               | 2012      | 0       |
| Nice Cavigal Tennis de Table       | Tennis de table  | Pro B        | Salle Raoul Dufy                 | 1985      | 1       |
| Cavigal Nice Handball              | Handball         | Proligue     | Salle Pasteur                    | 1992      | 0       |

### Stades et installations sportives
| \| Allianz Riviera Stade Charles-Ehrmann Hall Charles-Ehrmann Palais Jean-Bouin Stade Alfred-Méarelli Stade Marcel-Volot Parc-Impérial Stade Vauban Stade Saint-Roch Stade du Ray Hippodrome du Var \| Localisation des stades actuels et historiques (italique) de Nice. |
| Allianz Riviera Stade Charles-Ehrmann Hall Charles-Ehrmann Palais Jean-Bouin Stade Alfred-Méarelli Stade Marcel-Volot Parc-Impérial Stade Vauban Stade Saint-Roch Stade du Ray Hippodrome du Var                                                                          |

## Culture et patrimoine

### Patrimoine mondial
Le 27 juillet 2021, « Nice, ville de la villégiature d'hiver de riviera » est inscrite au patrimoine mondial de l'UNESCO. Le périmètre concerne la promenade des Anglais, le quai des États-Unis, la terrasse des Ponchettes (le plus vieil aménagement touristique de France, conçu au XVIIIe siècle pour le spectacle de la mer) ; il dépasse Rauba-Capeù au pied de la colline du Château, traverse le port Lympia, inclut le mont Boron, les collines de Cimiez et des Baumettes qui constituent l'amphithéâtre tourné vers la mer, caractéristique des villes de Riviera, et prend en compte le vaste espace urbain au tracé délimité au nord par la voie de chemin de fer et au sud par la promenade des Anglais avec quelques extensions dont la cathédrale Saint-Nicolas.

### Langue niçoise
La langue niçoise, le nissart, niçard ou encore niçart (selon la graphie), est la variété niçoise de la langue d'oc et constitue l'une des quatre composantes majeures du provençal (le rhodanien, le maritime, le nissart et le gavot), même s'il est parfois considéré comme une langue d'oc distincte du provençal par certains auteurs locaux qui se basent sur des évolutions particulières aux origines anciennes. Il se subdivise en trois sous-groupes : le royasque, parlé dans la haute vallée de la Roya, le gavot, parlé dans les moyennes et hautes vallées de la Vésubie, de la Tinée, du Var et de l'Estéron (ainsi que dans les Alpes-de-Haute-Provence, les Hautes-Alpes et les vallées occitanes du Piémont jusqu'à Coni), et le maritime, qui était parlé sur le littoral. Le royasque constitue la transition linguistique entre les parlers occitans et l'ensemble linguistique ligurien et piémontais, tandis que le gavot et le maritime relèvent de l'ensemble linguistique d'oc. Le nissart urbain a connu une série d'apports provenant de son arrière-pays. Il contient donc différentes strates, liées au gavot et au maritime. Issu du provençal médiéval (la langue des troubadours), le dialecte niçois a subi l'influence du piémontais à partir de 1388, date de la dédition de Nice à la Savoie. Après 1860, il est de nouveau francisé sous l'égide de l'Acadèmia Nissarda, une société savante composée de notables et d'érudits locaux, fondée en 1898 et qui dispose d'une revue, Nice-Historique.
Pour écrire le niçois, il y a trois graphies. La graphie classique privilégie les traditions autochtones de la langue (le son [u] s'écrit « o » après une consonne et le son [o] est écrit « ò »), elle est utilisée par des auteurs tels que Jean-Luc Sauvaigo. La graphie mistralienne provençale s'appuie, elle, sur la phonétique du français (le son [u] s'écrit « ou »). Elle est pratiquée entre autres par Francis Gag. Quant à la graphie italianisante, maintenant désuète, elle était utilisée avant l'annexion de 1860 par des personnes comme Joseph-Rosalinde Rancher. Toutefois, même si la manière de l'écrire diffère d'une graphie à une autre, la langue orale reste la même et du fait de son appartenance à la langue d'oc, il y a une intercompréhension directe avec le provençal, le vivaro-alpin et le languedocien.
| Salut                                         | Chau, Boana (Bouòna)                                                               |
| Comment ça va ?                               | Coma va? (Couma va ?)                                                              |
| Comment t'appelles-tu ?                       | Coma ti soanes ? (Couma ti souònes ?) / Coma ti díon ? (Couma ti dihon ?)          |
| Au revoir                                     | Viva, Chau viva, A ben lèu, A si reveire                                           |
| À bientôt                                     | A ben vito (A ben vitou)                                                           |
| À la semaine prochaine                        | A la semana que vèn                                                                |
| Bonne journée                                 | Boana jornada (Bouòna journada)                                                    |
| Bonne soirée                                  | Boan sera, Boan vèspre, Boana vesprada (Bouòn sera, Bouòn vèspre, Bouòna vesprada) |
| Bonne nuit                                    | Boana nuèch (Bouòna nuèch)                                                         |
| Bon week-end                                  | Boana dimenchada (Bouòna dimenchada)                                               |
| Merci                                         | Gramaci, Gràcia, Mercí, Ti rengraci                                                |
| Je t'en prie                                  | T'en pregui                                                                        |
| S'il vous plaît                               | Pletí / Per plasir (Per plasì)                                                     |
| Oui/Non                                       | Aí (Ahí)/ Non (Noun)                                                               |
| Bon anniversaire                              | Alegre natalici / aniversari                                                       |
| Quel âge as-tu ? (combien tu as sur le dos ?) | Quant as sus l'esquina ?                                                           |
| Quelle heure est-il ? Il est minuit           | Quant es d'ora ? (Quant es d'oura) Es miéja-nuèch                                  |

L'Italien
Du fait de la proximité avec l'Italie (30 km de la frontière environ), l'Italien est parlé et compris par une grande partie des habitants. Nice est considéré comme la ville française la plus italienne.

### Patrimoine architectural
Du fait de son passé, Nice possède un riche patrimoine architectural. Au cours de la période savoyarde, plusieurs palais et hôtels particuliers ont été construits, ainsi que des églises de style baroque. À la Belle Époque, la ville s'est enrichie de nombreuses villas et d'hôtels.

#### Bâtiments et lieux publics remarquables

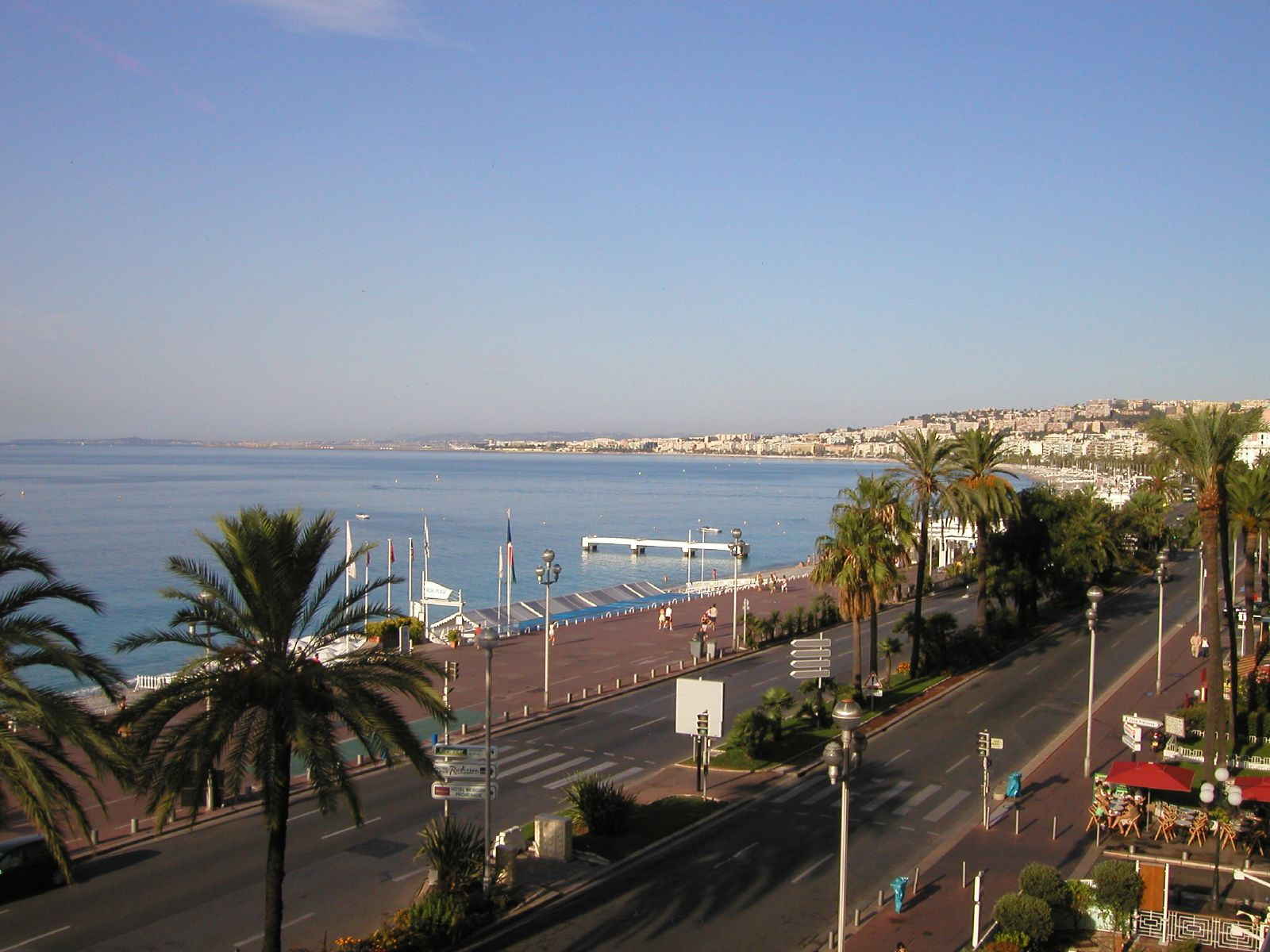
La promenade des Anglais.

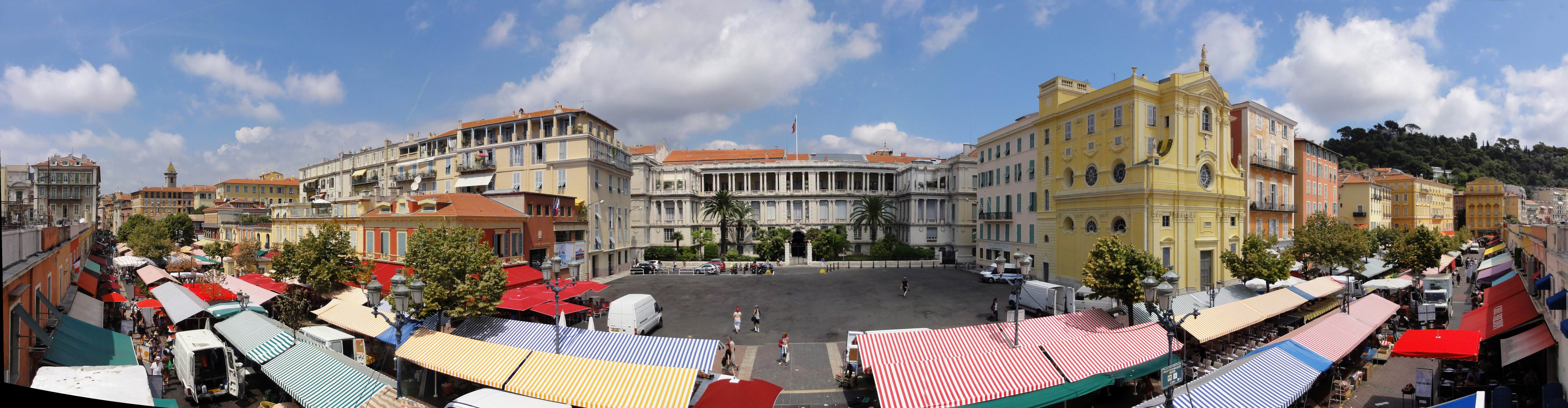
Le cours Saleya (Vieux-Nice).

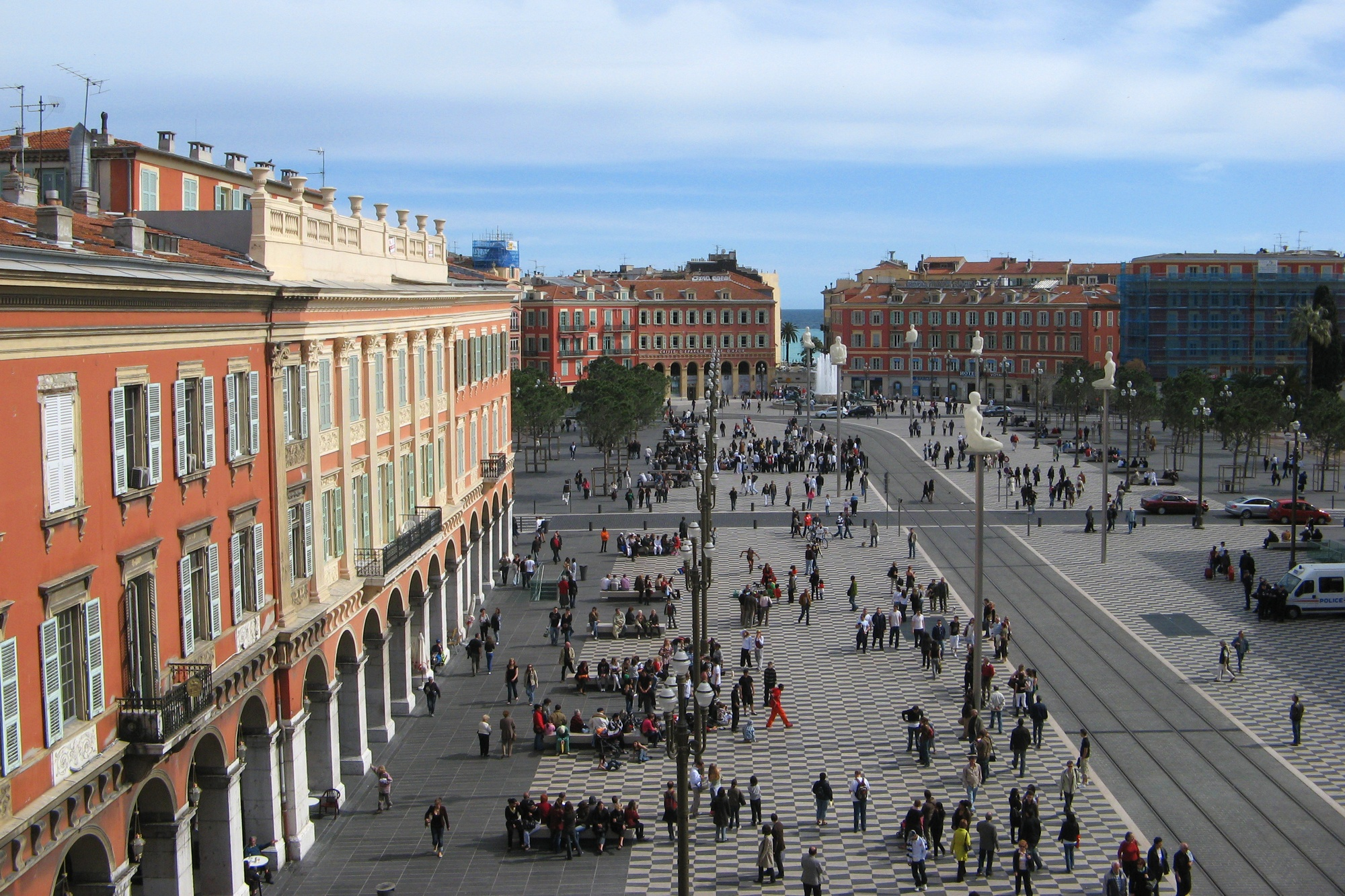
La place Masséna.

Le quai des États-Unis et la promenade des Anglais est, pour le monde entier, le symbole de la ville. Nice comporte un nombre important de places. Beaucoup sont situées dans la vieille-ville, comme la place Saint-François, la place Garibaldi ou le cours Saleya. La place du Palais de Justice, ancienne place Saint-Dominique, et la place de la Préfecture, créée au XIXe siècle, sont également situées dans la vieille-ville. La majorité des autres places de la ville ont été dessinées au XIXe siècle et sont situées en bordure ou hors du Vieux-Nice. C'est le cas de la place Charles-Albert et de la place Masséna ou de la place de la Croix-de-Marbre. La place Arson, entre la rue Auguste-Gal et la rue Arson, constitue depuis la fin du XIXe siècle un lieu privilégié pour le jeu de boules.
Nice a conservé par ailleurs peu de traces de son passé militaire, hormis le fort du mont Alban. Elle a gardé, en revanche, un certain nombre de bâtiments intéressants datant de l'époque moderne, comme le palais communal de Nice, le Palais du Sénat de Nice, ou le Palais de la Préfecture de Nice, qui accueillait autrefois les souverains de Savoie lors de leur séjour à Nice,.
Plusieurs monuments et statues commémorent des évènements ou des personnages liés à l'histoire de la ville, comme la Croix de Marbre, la colonne du pape, ou le monument des Serruriers. Les statues les plus connues sont la statue de Charles-Félix, la statue de Masséna et la monument à Garibaldi (Nice). On peut citer aussi le monument à la reine Victoria, le monument aux morts de Rauba-Capeù, et le monument du Centenaire.

#### Monuments aux morts
- Monument aux morts de Rauba-Capeù[213],[214],[215].
- Cimetière du Château[216],[217].
- Monument aux morts[218],[219].

#### Palais, châteaux, villas et hôtels particuliers
La présence de familles de notables assez puissantes, puis celle des hivernants, a doté la ville d'un riche patrimoine de résidences privées : châteaux, palais et villas.
Certaines de ces demeures se trouvent sur les collines qui entourent Nice. Le château de Bellet est ainsi situé dans le quartier de Saint-Roman-de-Bellet. Il date du XVIe siècle. Il appartient à une famille d'aristocrates niçois originaires de Savoie, les Roissard de Bellet. Le château a été agrandi au XIXe siècle et restauré deux fois au XXe siècle. Il se situe aujourd'hui au milieu des vignes qui produisent le vin de Bellet. Le domaine abrite aussi une chapelle néo-gothique du XIXe siècle. Dans le vignoble de Bellet se trouve également le château de Crémat, bâti en 1906 et de style médiéval.

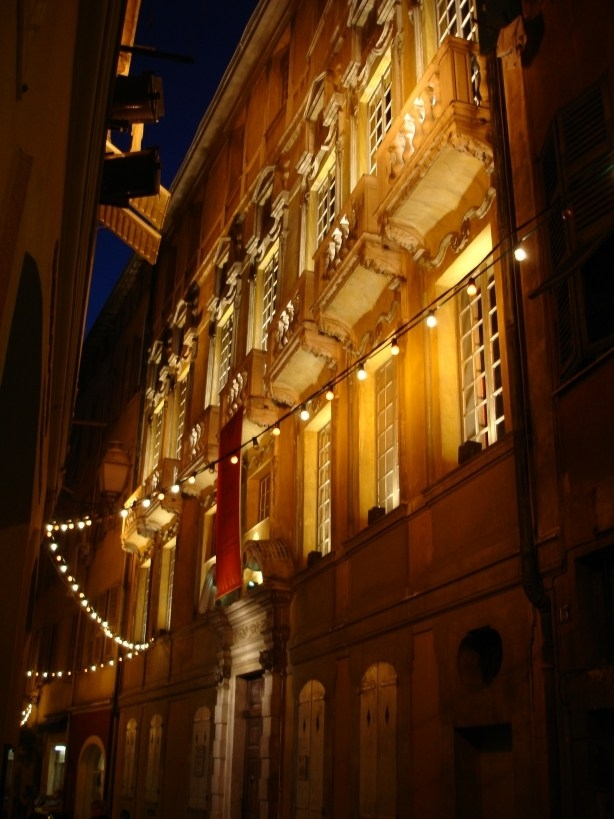
La façade du palais Lascaris de nuit, dans le Vieux-Nice.

Le musée Matisse était à l'origine une villa, construite au XVIIe siècle à Cimiez par Jean-Baptiste Gubernatis, consul de Nice. Son style est caractéristique de celui des riches demeures génoises. La villa, baptisée palais Gubernatis, est vendue en 1823 à un aristocrate niçois, Raymond Garin de Cocconato. Elle appartient ensuite à une société immobilière puis est rachetée par la ville de Nice, en 1950. Le palais devient alors la villa des Arènes et est aménagé pour accueillir le musée Matisse, qui ouvre en 1963, et le musée d'archéologie. Le bâtiment a été rénové de 1987 à 1993.
Certains palais se situent dans le Vieux-Nice. Le palais Lascaris, situé rue Droite, dans la vieille ville, a été construit entre 1648 et le début du XVIIIe siècle pour le maréchal Jean-Baptiste Lascaris-Vintimille, neveu du 55e grand maître des Hospitaliers de l'ordre de Saint-Jean de Jérusalem. Ses descendants, les comtes de Peille, ont achevé la construction du bâtiment. Il s'agit d'un palais baroque, dont l'architecture et la décoration montrent l'influence génoise. Le palais abrite aujourd'hui un musée consacré aux arts décoratifs et aux arts et traditions populaires.
Témoignant de la villégiature internationale du XIXe siècle, le climatisme d'hiver qui laisse la place après la Première Guerre mondiale à la balnéarité estivale provoque le développement d'une architecture variée modifiant le paysage urbain. Résidences construites pour le plaisir ou l'excentricité des hivernants (français ou étrangers), elles héritent le nom de folies en raison de leurs extravagances architecturales : châteaux, villas qui associent de vastes jardins à de belles vues sur la baie des Anges, isbas, manoirs et palais urbains (à la façade allongée sur la rue) mélangent de nombreux styles architecturaux qui illustrent l'éclectisme de la Côte d'Azur. 
Plusieurs bâtiments ont été construits pour de riches familles niçoises. Le palais Marie-Christine, place de la Croix-de-Marbre, a été construit au XIXe siècle, de 1800 à 1887. Il a été édifié pour les Saïssi de Châteauneuf et a accueilli de nombreuses personnalités dont, en 1842, la reine Marie-Christine, veuve du roi de Sardaigne Charles-Félix. Son style est néo-classique.

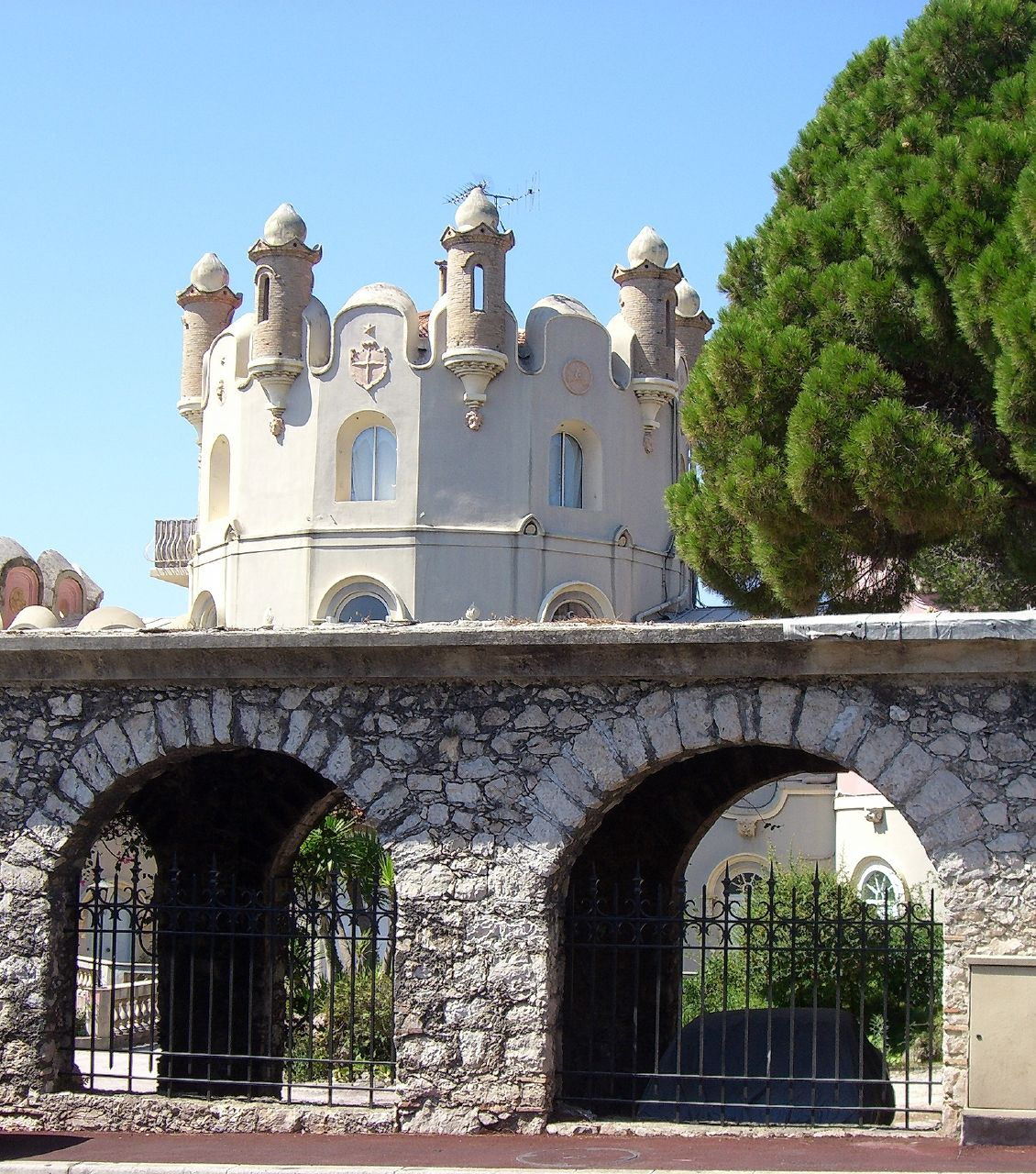
Détail du château de l'Anglais.

Le palais Masséna, rue de France, date de 1899. Il a été commandé par Victor Masséna et réalisé par Hans-Georg Tersling, architecte de l'impératrice Eugénie. Il s'inspire de la villa Rothschild de Cannes. Le style est néo-classique, Louis XVI et Empire. En 1920, la ville achète le bâtiment pour en faire un musée d'art et d'histoire locale. Parmi les autres palais célèbres de la ville, on peut citer le palais de Marbre, construit à Fabron vers la fin du XIXe siècle et abritant aujourd'hui les archives communales de Nice, et le palais Maeterlinck, un ancien palace du Cap de Nice.

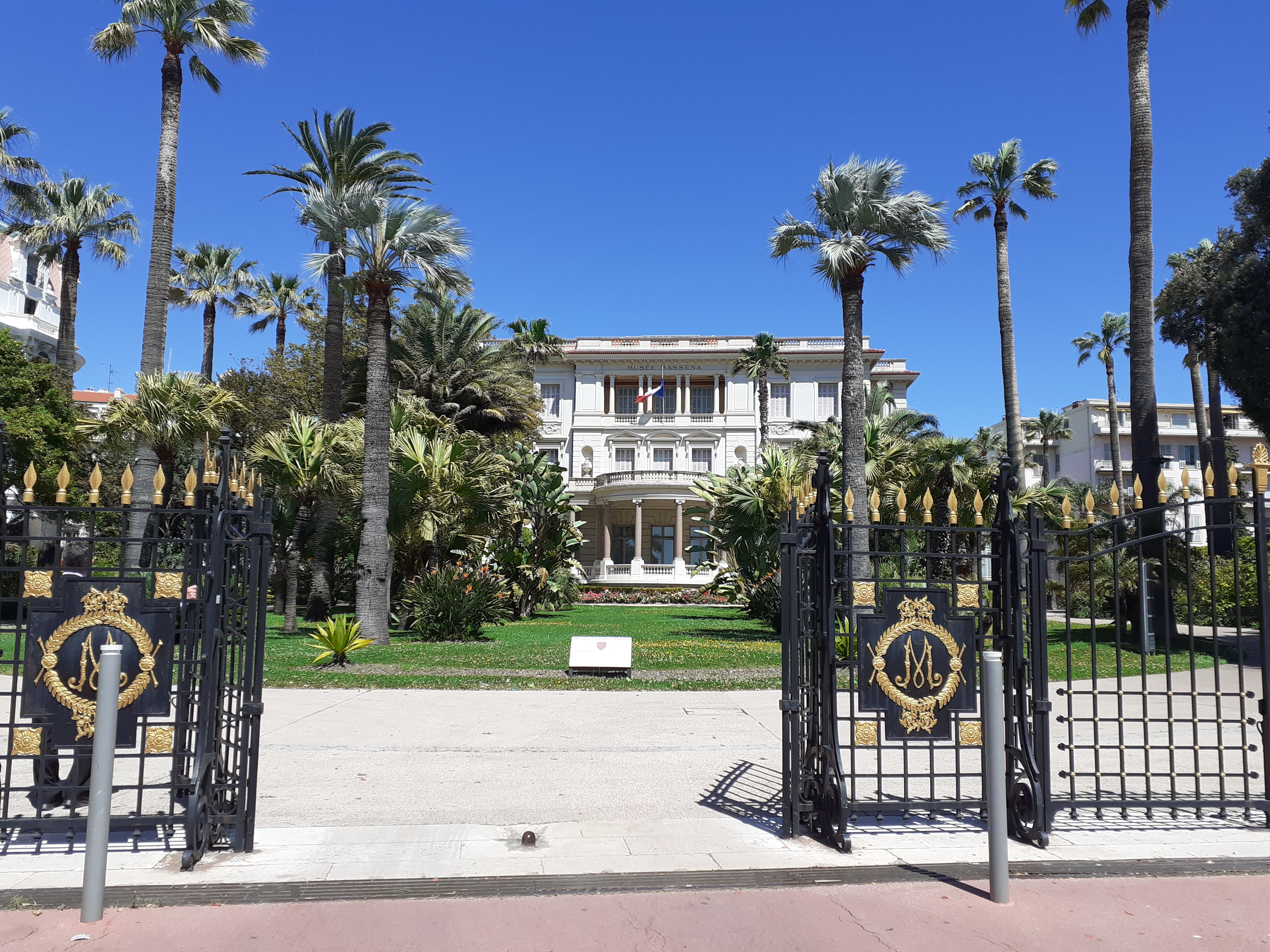
Vue sur le musée Masséna et son jardin depuis la promenade des Anglais.

Le château de l'Anglais a été construit en 1857 par et pour Robert Smith, ancien colonel anglais. C'est le premier château construit à Nice par un hivernant. Il est un pastiche des palais de Jaipur. Le parc et le château de Valrose ont été construits en 1867 par l'architecte David Grimm pour un riche hivernant russe, Paul Von Derwies. Il est de style néo-gothique et abrite aujourd'hui la présidence de l'université de Nice Sophia Antipolis. Le château Sainte-Hélène a été construit au XIXe siècle pour le directeur du casino de Monte Carlo, François Blanc. Il a appartenu ensuite au parfumeur François Coty, avant de devenir le musée international d'art naïf Anatole Jakovsky, en 1982. Le château de Gairaut a été construit pour Joseph Giordan. Le domaine de Châteauneuf est situé aussi dans le quartier de Gairaut.
Certains domaines célèbres ont disparu. La villa les Tropiques, parc d'acclimatation, fut dirigée par un naturaliste, Axel Robertson-Proschowsky (1857-1944) dont les contributions botaniques étaient présentes dans tous les périodiques spécialisés. Cet espace, exproprié par la ville de Nice en 1966, est aujourd'hui concédé à un parc d'attraction dit « Parc des miniatures ». Le Comte de Pierlas, amateur de plantes exotiques et le premier propagateur de palmiers à Nice, avait planté dans sa propriété du Ray, la villa Pierlas, dès 1837, des Chamaedorea elegans, C. sartorii, Phoenix sylvestris et Trachycarpus martianus.

#### Liste des édifices bénéficiant duLabel «Patrimoine du XXe siècle»
- Palais de l'agriculture,
- Palais de la Méditerranée,
- Hôtel Negresco,
- Alhambra,
- Villa La Belle Époque,
- Église Notre-Dame-Auxiliatrice,
- Gloria Mansions,
- Immeuble La Rotonde,
- Cathédrale Saint-Nicolas,
- Observatoire de Nice,
- Villa El Patio,
- monument aux morts,
- Église Sainte-Jeanne-d'Arc de Nice,
- Villa Arson,
- poste Thiers,
- Palais Meyerbeer.

#### Cafés, anciens palaces et hôtels
Plusieurs établissements liés au passé touristique de la ville existent depuis le XIXe siècle et sont toujours exploités, plus ou moins transformés.
Le café de Turin, situé place Garibaldi, est un des cafés les plus connus de la ville. Fondé au XIXe siècle, il était à l'origine un lieu de rencontre des immigrés piémontais. La pâtisserie Auer, rue Saint-François-de-Paule, ouverte en 1860, témoigne du style rococo, très à la mode à cette époque. La Trappa, rue Malonat, fondé en 1886, était à l'origine un restaurant de pêcheurs.

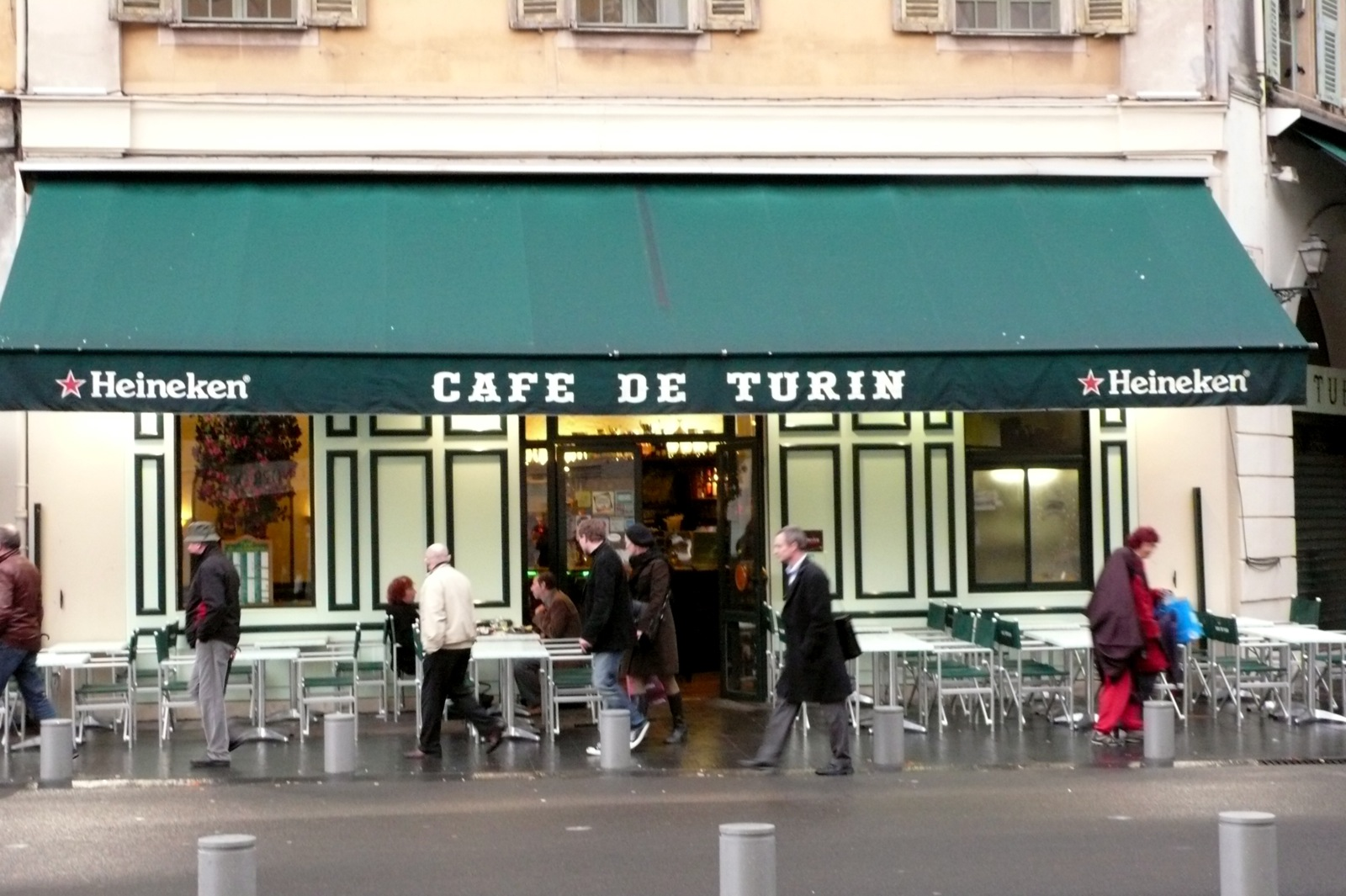
Le café de Turin sur la place Garibaldi.

Le patrimoine hôtelier, dû à l'essor de l'activité touristique dans la seconde moitié du XIXe siècle, est considérable, de nombreux établissements ayant notamment été construits à la Belle Époque. Des palaces ont disparu (généralement transformés en copropriétés résidentielles), mais plusieurs grands hôtels ont été restaurés et modernisés dans la seconde moitié du XXe siècle.
L'ancien hôtel Regina avait été construit sur la colline de Cimiez en 1896, par l'architecte niçois Sébastien Marcel Biasini. La couronne en fer forgé de son aile gauche fut réalisée selon les plans de François-Félix Gordolon. Le gigantesque Regina, qui comptait 400 chambres et suites, hébergea la reine Victoria, sa petite cour et son personnel pléthorique (la souveraine, éprise de Nice depuis 1895, assista à son inauguration en 1897). Transformé en appartements privés dans les années 1930, il a été habité par Henri Matisse.
L'ancien hôtel Alhambra, sur le boulevard de Cimiez, fut édifié en 1900 par Jules-Joseph Sioly. Cet architecte, aussi connu pour le Palais Lamartine aux fastes second Empire (rue Lamartine), livra ici l'un des rares exemples niçois du style Art mauresque. Il a aussi été transformé en résidence d'habitation.
Le Palais Donadei abrita le « Grand-Hôtel Nice-Palace » et le « Restaurant Belle Meunière » de la célèbre Marie Quinton (1854-1933). La villa Niçoise de La Mère Quinton est actuellement l'hôtel de « La Belle Meunière ». On la retrouve au carnaval de Nice avec des chars « Belle Meunière » comme celui de 1909. Enfin « La Belle Meunière de La Belle Époque, La Mère Quinton des années Folles » suit sa richissime clientèle d'hivernants, l'hiver à Nice et l'été dans sa ville natale de Royat-les-Bains en Auvergne. À la fin des années 1880 « La Bonne Meunière » du Général Boulanger (1837-1891) « L'empereur des amoureux » fait déjà expédier du marché aux fleurs de Nice des Marguerites pour la fête de La Vicomtesse de Bonnemains (1853-1891) « La Dame au œillets rouges » ainsi que des œillets.
Plusieurs grands établissements hôteliers se sont construits le long de la promenade des Anglais.
L'hôtel West-End, à l'origine Hôtel de Rome, avait été bâti en 1842 par des aristocrates anglais. Agrandi et embelli par la suite, c'est le plus ancien des grands hôtels de la promenade des Anglais. À proximité, se trouve depuis 1878 l'hôtel Westminster et sa façade rose pâle.

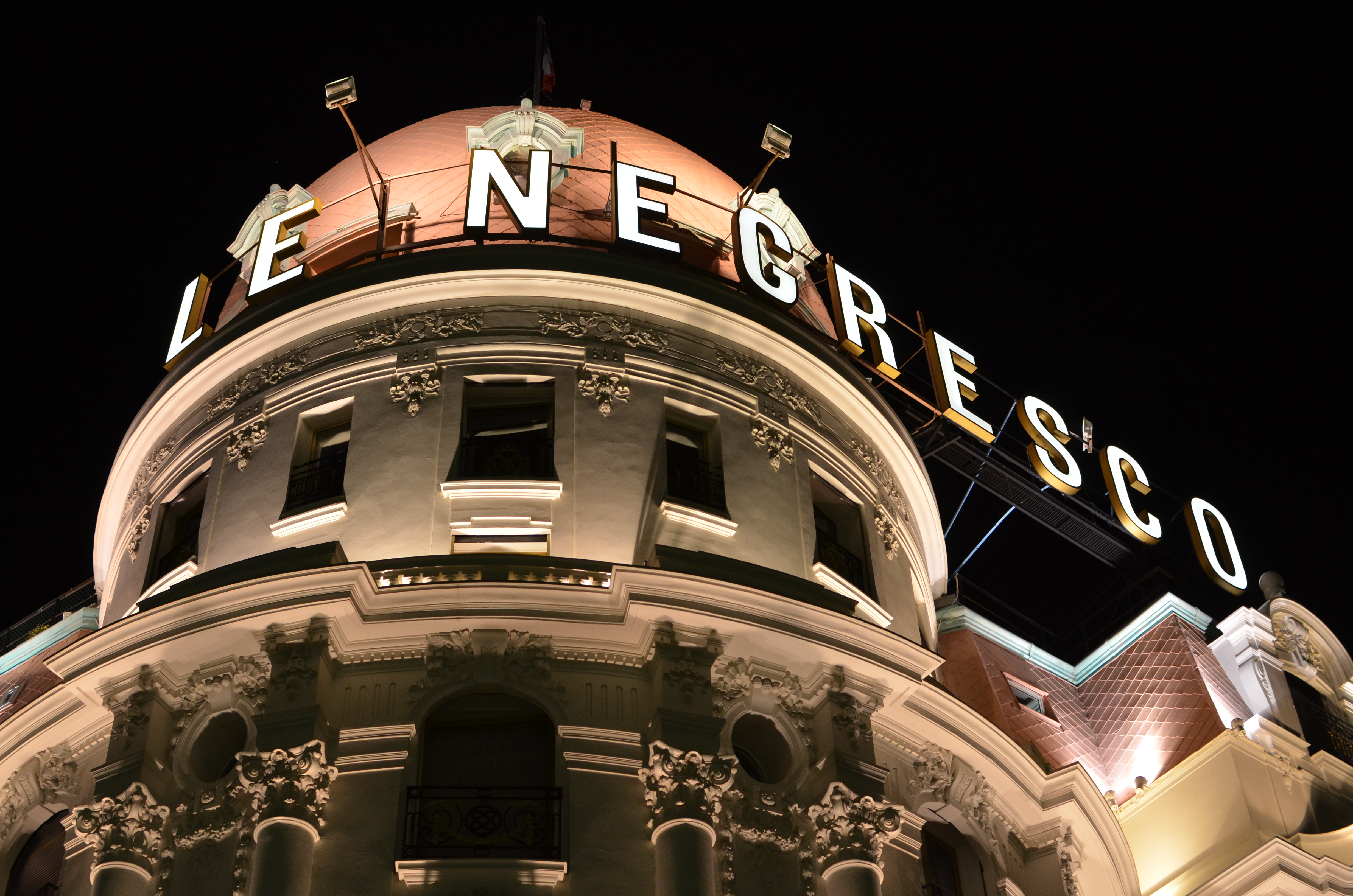
Façade de l'hôtel Negresco.

Non loin de là, le Negresco fut édifié en 1912 par Édouard-Jean Niermans, par l'ex-cuisinier et maître d'hôtel roumain Henri Negresco, que finançaient de richissimes gastronomes, ses clients, lorsqu'il exerçait au Grand cercle de Nice. Le style extérieur est néo-Louis XVI. L'intérieur est en grande partie de style « Second Empire tardif ». Sa partie noble, rénovée par Paul et Jeanne Augier, est classée (façades) à l'inventaire des monuments historiques depuis 1975.

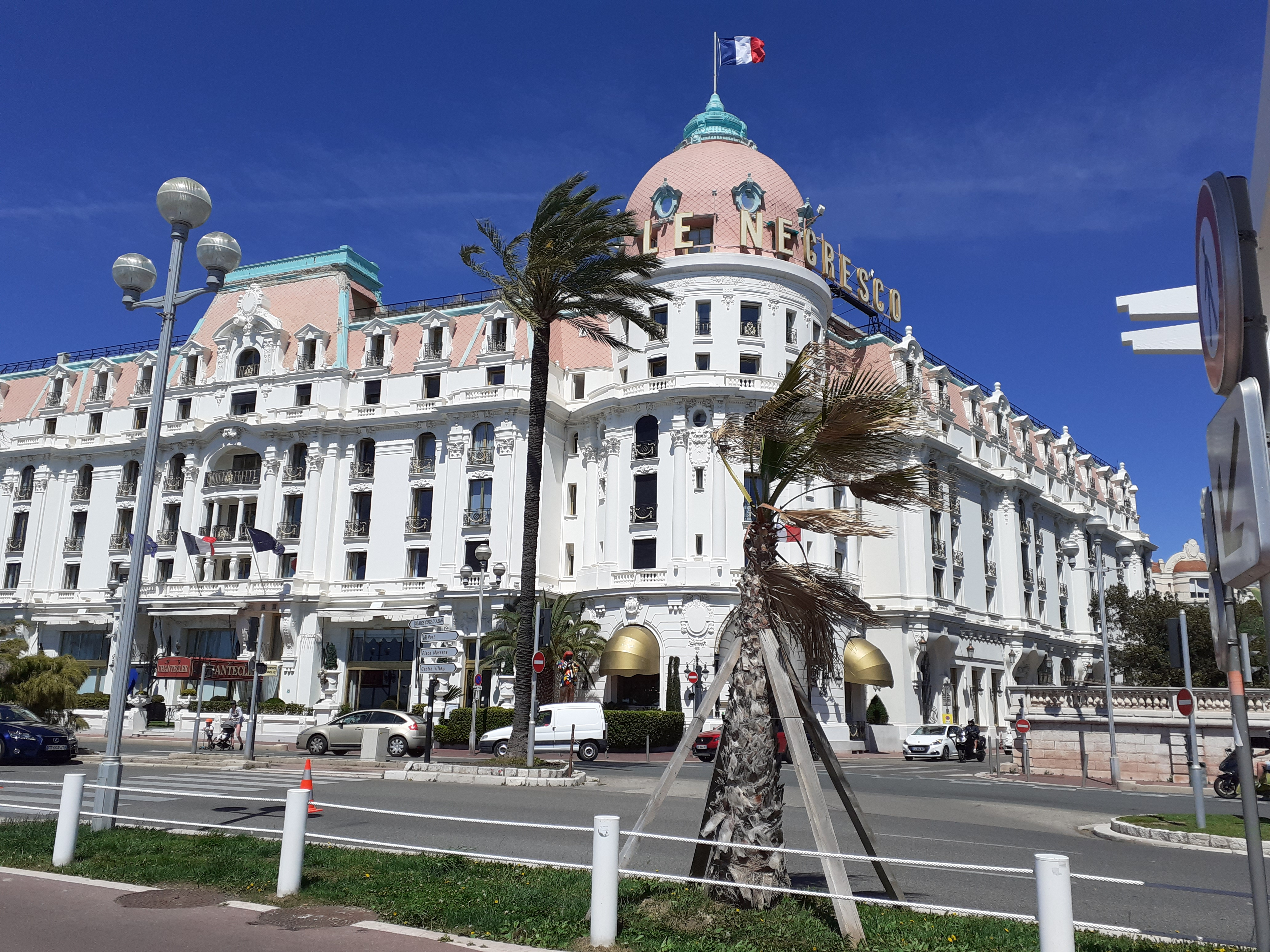
Vue sur l'hôtel Negresco depuis la promenade des Anglais.

Jeanne Augier (« la Dame du Negresco ») a réussi, pendant près de 60 années, à faire de son hôtel un musée où se côtoient des œuvres de Largillierre, François Boucher, Raymond Moretti, René Gruau, Cyril de La Patellière, etc.
Le palais de la Méditerranée, également sur la promenade des Anglais, avait été construit en 1927-1928 par Charles et Marcel Dalmas. Sa façade est décorée de figures féminines et de chevaux marins sculptés par Antoine Sartorio. L'ensemble, qui abritait un casino et un théâtre, fut inauguré en 1929. Victime de difficultés financières, il ferma en 1978. La façade Art déco fut sauvée in extremis de la démolition en 1990. Une décennie plus tard, le bâtiment est entièrement reconstruit. Il est inauguré en janvier 2004 et comporte aujourd'hui un hôtel de luxe, un casino et une salle de spectacle, façade d'origine préservée.
En dehors de la promenade des Anglais, au rang des hôtels de luxe, on trouve le Boscolo Exedra Nice, auparavant nommé « Atlantic », situé boulevard Victor-Hugo. Construit en 1913 par Charles Dalmas sur commande d'un hôtelier suisse, sa façade est de style Belle Époque. Repris en 2000 par la chaîne d'hôtels italienne Boscolo, il a été entièrement rénové de 2005 à 2008.

#### Établissements de jeux
Deux casinos sont installés dans la ville, situés à une centaine de mètres l'un de l'autre sur la promenade des Anglais et appartenant aux deux plus grands groupes français : le casino Partouche qui a ouvert ses portes en 2004 dans le Palais de la Méditerranée remplaçant l'ancien casino détruit en 1990 et le casino Ruhl du groupe Barrière, situé au rez-de-chaussée de l'hôtel Le Méridien.

#### Édifices religieux

##### Catholicisme
La ville possède surtout un nombre élevé d'édifices religieux baroques italiens. Le plus ancien est l'église Notre-Dame de Cimiez, construite vers 1450 puis remaniée aux XVIIe et XIXe siècles. D'abord propriété des moines bénédictins de Saint-Pons, elle est ensuite cédée aux franciscains en 1546. Ces derniers y développent les pèlerinages à Marie. L'église abrite trois retables de Louis Bréa (XVe et XVIe siècles).

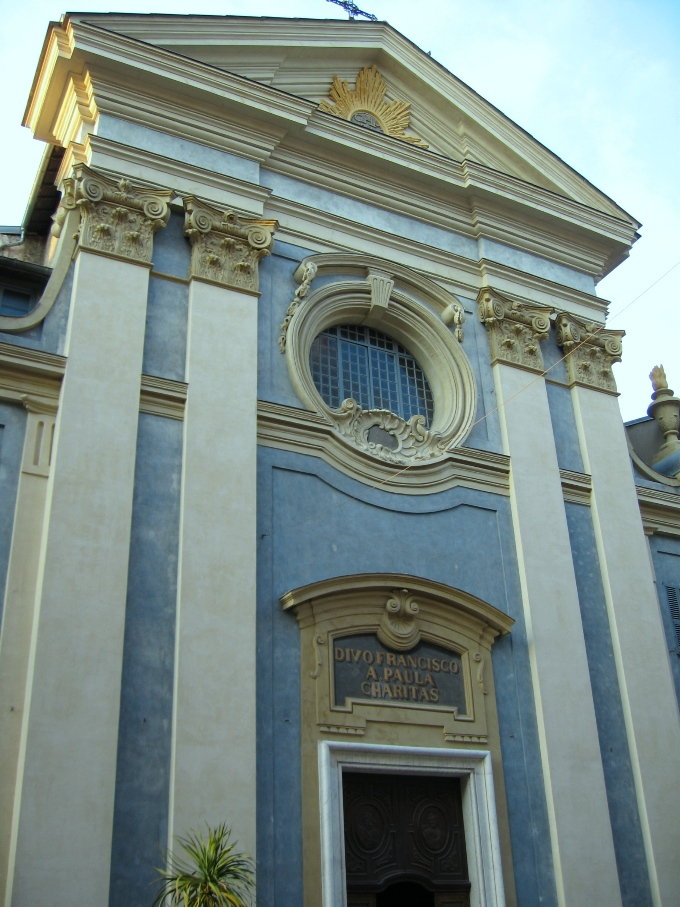
L'église Saint-François-de-Paul dans le Vieux-Nice.

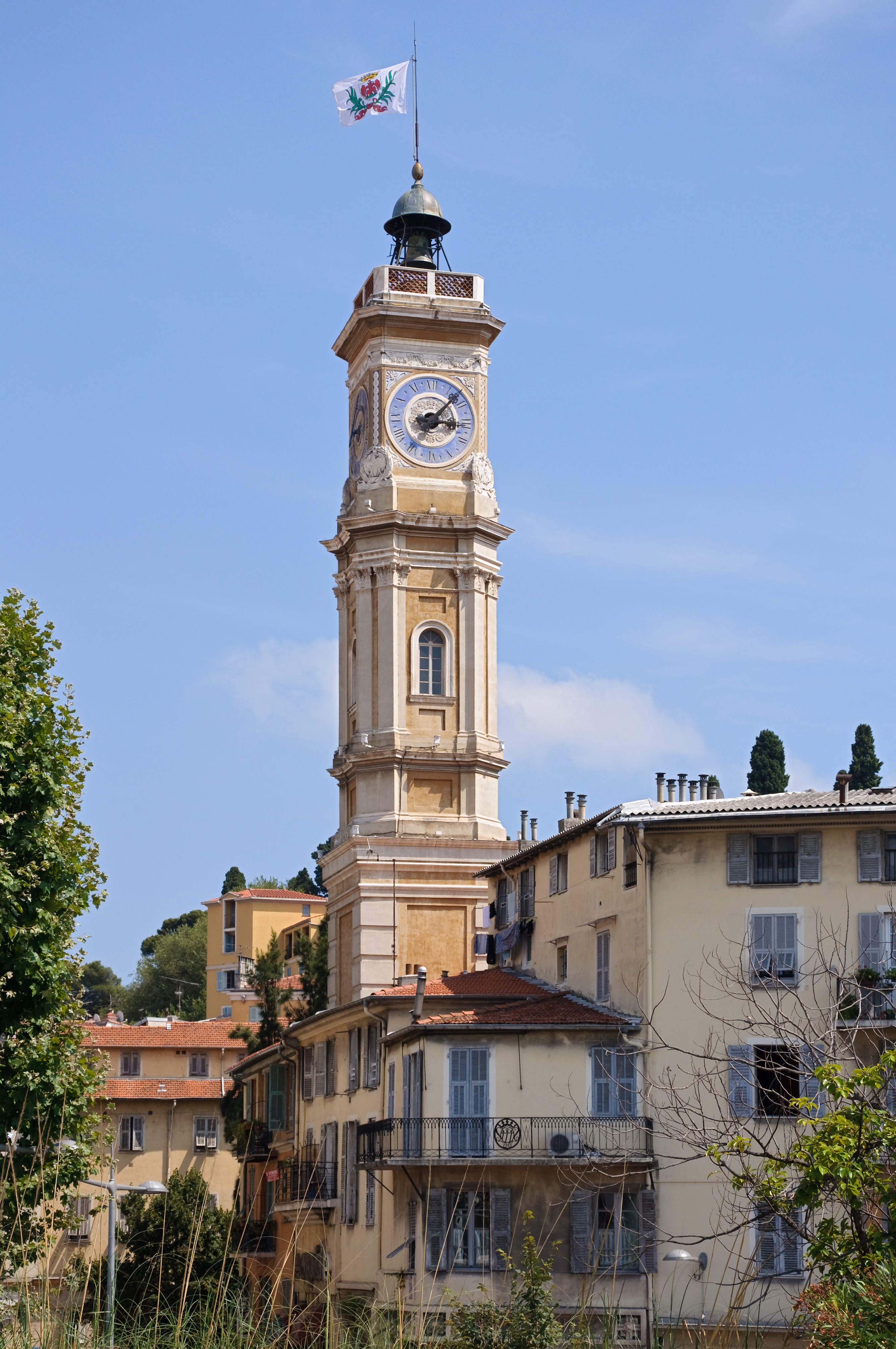
La tour Saint-François fut le clocher d'un couvent franciscain.

L'église Saint-Jacques-le-Majeur, ou du Gesù, située rue Droite, date de 1607. Elle a d'abord appartenu aux Jésuites puis est devenue le siège de la paroisse Saint-Jacques. Sa façade montre le début de l'influence du baroque romain à Nice. Elle a été remaniée au cours de la première moitié du XIXe siècle. Son clocher date du XVIIIe siècle. Son plan et son architecture s'inspire de l'église du Gesù créée par Vignole à Rome. La chapelle Saint-Philippe-Néri date de 1612. La cathédrale Sainte-Réparate, place Rossetti, a quant à elle été construite à partir de 1650 par l'architecte Jean-André Guibert. L'église est mentionnée dès le XIe siècle. Elle est à l'origine un prieuré de l'abbaye de Saint-Pons et elle est promue cathédrale au XVIe siècle, en remplacement de Sainte-Marie-du-Château. La cathédrale est reconstruite au milieu du XVIIe siècle, de 1650 à 1680 environ. L'église est inspirée par les modèles architecturaux romains du début du baroque (Vignole, Maderno). Le campanile a été construit au XVIIIe siècle. Parmi les autres bâtiments religieux baroques, outre la chapelle de la Visitation et la chapelle de la Visitation Sainte-Claire, on trouve l'église Saint-Martin-Saint-Augustin. Elle date de la fin du XVIIe siècle mais n'est terminée que dans les années 1830. Elle est desservie par des Augustins. Sa façade est de style néoclassique. La chapelle Saint-Jaume ou Saint-Jacques-le-Majeur ou Saint-Giaume ou Sainte-Rita, aussi connue sous le nom d'église de l'Annonciation, du XVIe siècle a été classée monument historique le 3 février 1942. Enfin, l'Église Saint-François-de-Paule, dans la rue éponyme, est de style baroque piémontais tardif, mais la façade est néoclassique. Elle date du XVIIIe siècle tout comme la chapelle Saint-Aubert à façade de style baroque.
L'église du Vœu, située quai Saint-Jean-Baptiste, a été construite en 1840-1853 par l'architecte Carlo Mosca. Elle a été érigée pour remercier la Vierge d'avoir sauvé la ville d'une épidémie de choléra. Elle est considérée comme étant la plus belle église de cette période, grâce à l'utilisation de volumes simples. L'église Notre-Dame-du-Port a été construite en 1840-1853 selon les plans de l'architecte Joseph Vernier. La façade a été rajoutée au 1896 par Jules Fèbvre.

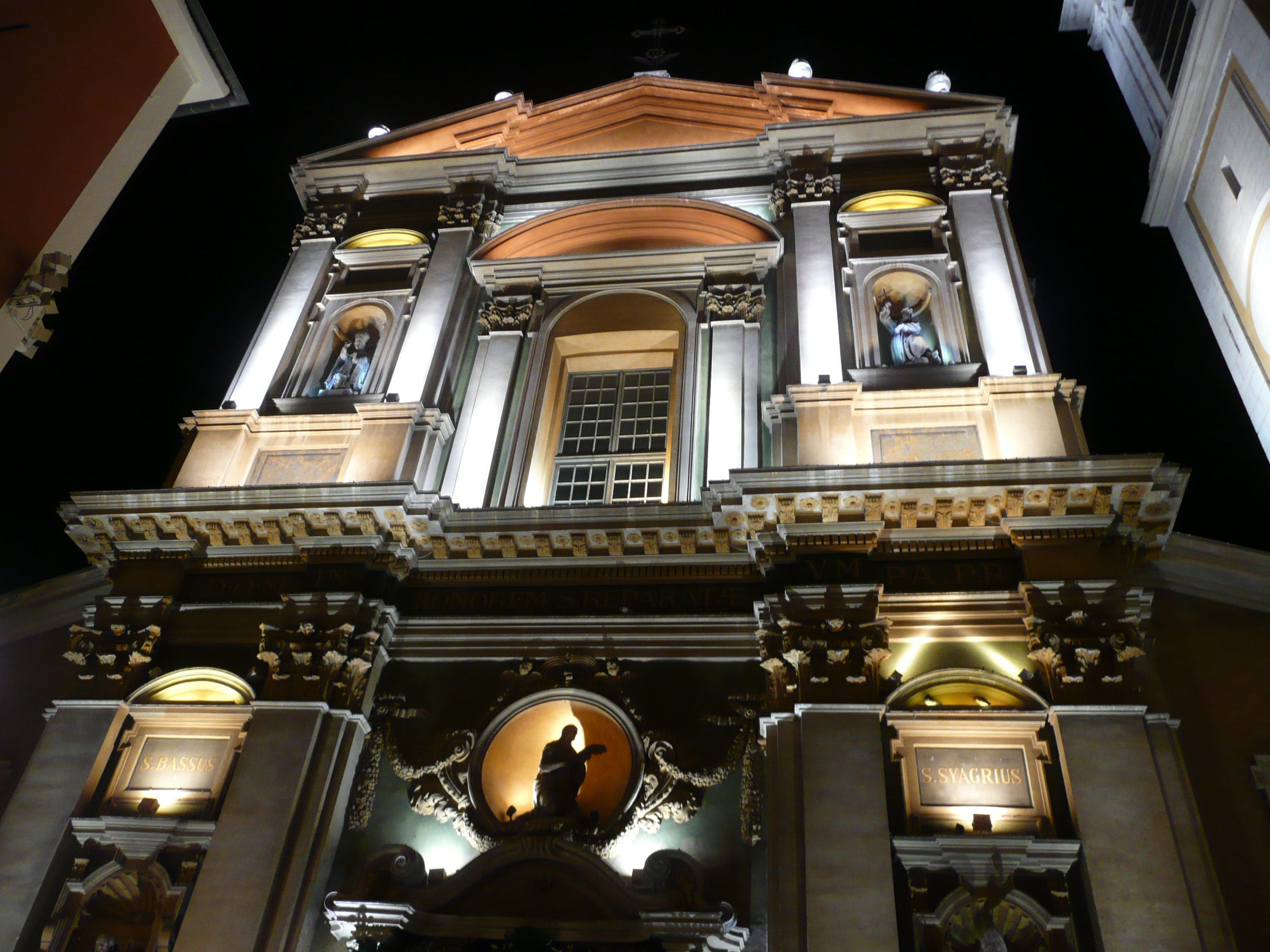
Cathédrale Sainte-Réparate.

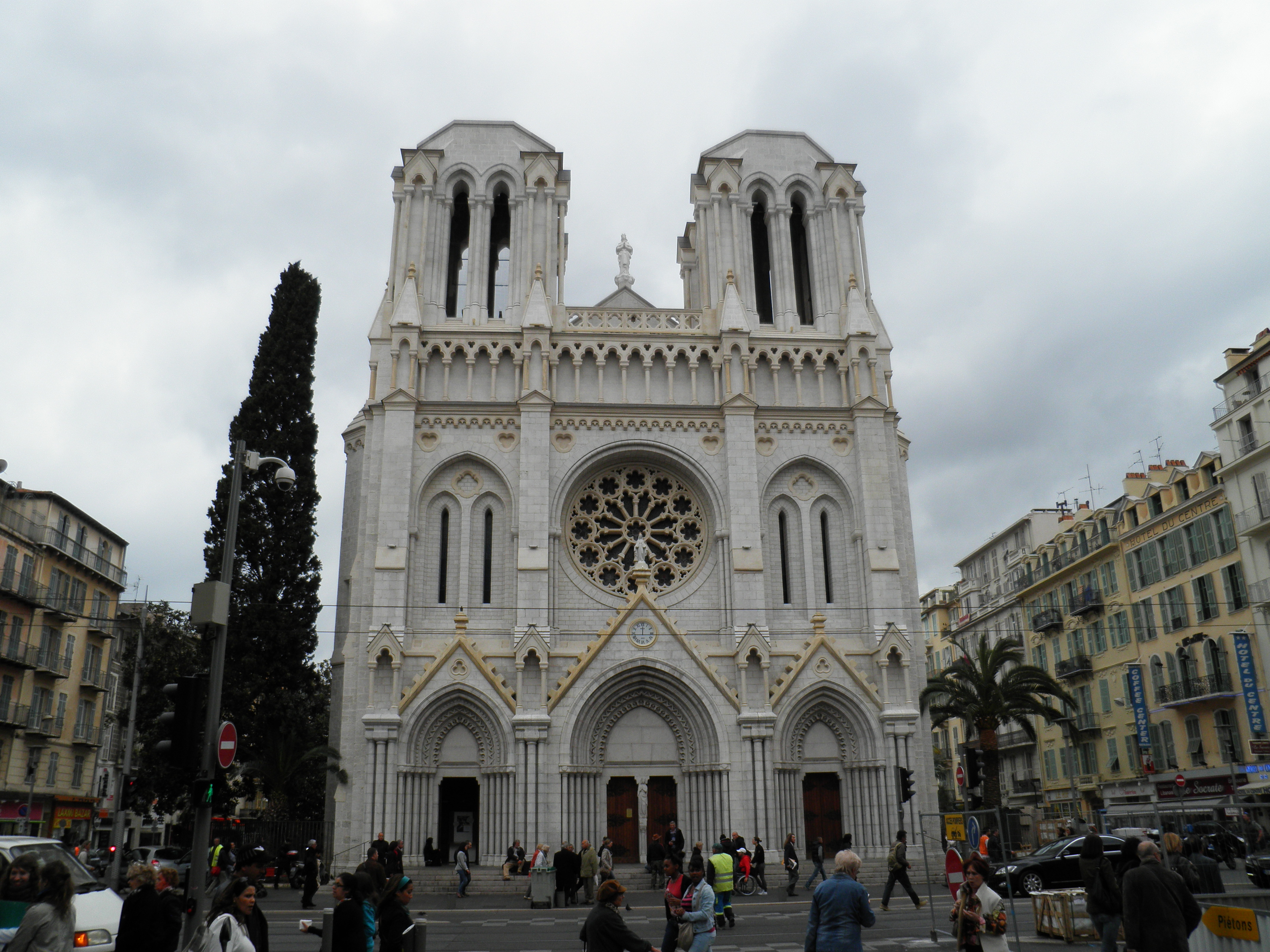
Basilique Notre-Dame-de-l'Assomption.

Les confréries de pénitents ont également marqué le paysage religieux. La chapelle Sainte-Croix de l'archiconfrérie des pénitents blancs, située rue Saint-Joseph, a d'abord été construite par les Minimes, à partir de 1633. Elle est ensuite achetée par l'archiconfrérie des pénitents blancs de la Sainte-Croix, qui la fait redécorer dans la seconde moitié du XVIIIe siècle par l'architecte Antoine Spinelli. Sa façade est dans le style du XVIIe siècle. La chapelle de l'archiconfrérie de la Très Sainte-Trinité et du Saint-Suaire, située rue Jules Gilly, à côté de l'ancien Sénat, date quant à elle du XVIIe siècle. Modifiée au XVIIIe siècle par l'architecte piémontais Gio-Battista Borra, elle appartenait à la confrérie des pénitents blancs du Saint-Suaire, qui a été fondée à Nice en 1620. Elle est de style néoclassique. Deux autres confréries s'y installent, les pénitents blancs du Saint-Esprit et les pénitents rouges, avant que les trois confréries ne fusionnent et deviennent l'archiconfrérie de la Très-Sainte-Trinité. Parmi les autres chapelles de pénitents, on trouve la chapelle de la Miséricorde de l'archiconfrérie des pénitents noirs, située cours Saleya et datant du XVIIIe siècle. L'architecte était Bernardo Antonio Vittone. Elle devient propriété des pénitents noirs en 1829. Enfin, la chapelle du Saint-Sépulcre de l'archiconfrérie des pénitents bleus, œuvre d'Antoine Spinelli, située place Garibaldi est de style néoclassique et date de la fin du XVIIIe siècle.
Le rattachement du comté de Nice à la France entraîna la construction d'édifices religieux de style gothique. Ainsi, entre 1864 et 1868, avenue Jean-Médecin, est érigée la basilique Notre-Dame à partir des plans de l'architecte français Louis Lenormand. Elle est inspirée de la cathédrale d'Angers et comporte une grande rosace entourée de deux tours carrés de 65 mètres.
Parmi les églises bâties au XXe siècle, l'église Sainte-Jeanne-d'Arc, rue Grammont, est typique de l'architecture des années 1930. Elle a été réalisée par l'architecte Jacques Droz, et achevée en 1933. L'église Notre-Dame-Auxiliatrice, place Don Bosco, est la plus vaste du diocèse. Elle est de style Art déco. L'église Saint-Jean-l'Évangéliste date également du XXe siècle, comme l'église arménienne Sainte-Marie (1927-1928), et l'église Notre-Dame-de-Lourdes date de 2004.

##### Orthodoxie

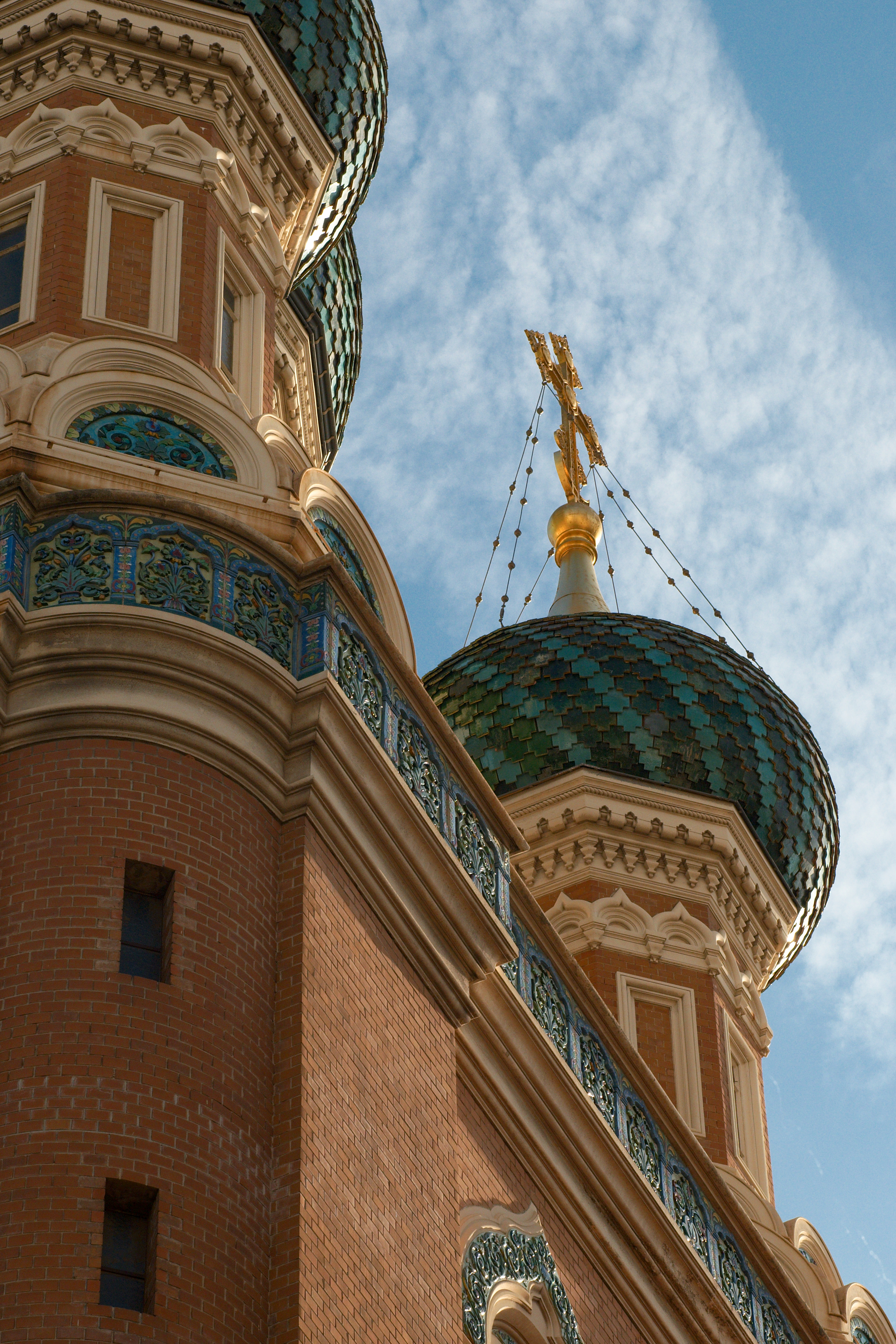
La cathédrale Saint-Nicolas.

La présence d'hivernants étrangers à Nice à partir de la deuxième moitié du XIXe siècle entraîne la construction de nouveaux lieux de culte. C'est ainsi que l'installation d'une colonie russe dans la ville amène la création d'églises orthodoxes russes, dont la première, Saint-Nicolas-et-Sainte-Alexandra, située rue de Longchamp, est construite en 1858 par l'architecte Antoine-François Barraya.
Après la mort de son fils aîné, le tsarévitch Nicolas Alexandrovitch en 1865, Alexandre II fait bâtir une chapelle commémorative à l'emplacement de la villa où le prince est mort. Son architecte, David Grimm, a également construit le château de Valrose. L'édifice se trouve boulevard du Tzaréwitch.
À côté de la chapelle, s'élève la cathédrale Saint-Nicolas, bâtie de 1903 à 1912 dans le style « vieux russe ». Il s'agit du plus grand édifice orthodoxe russe hors de Russie. La Cour de cassation rejette en 2013 un pourvoi contre une décision qui avait jugé l’État de la fédération de Russie fondée à reprendre possession de celle-ci.
La communauté grecque de la Côte d'Azur, quant à elle, inaugure en 1955, avenue Désambrois, l’église orthodoxe Saint-Spyridon, qui offre un exemple unique dans la région de fresques byzantines.
Depuis le début du XXe siècle, la présence arménienne se traduit par l'existence de l'église arménienne Sainte-Marie.
Il existe aussi une communauté franco-serbe avec la chapelle de la Dormition-de-la-Vierge, rue Fodéré dans le quartier du port.

##### Anglicanisme
De la même manière, la présence d'Anglais à Nice conduit à l'édification d'une église anglicane dans le quartier de la Buffa, inspirée de la King's College Chapel de l'université de Cambridge.

##### Protestantisme
Des lieux de culte protestants sont construits à Nice, comme le temple protestant du boulevard Victor-Hugo qui date de 1887. Il a été construit pour la communauté américaine qui, devenue trop peu nombreuse, le vend en 1974 au culte réformé vaudois. Son architecture est de style néo-gothique nordique.

##### Église vaudoise
La forte implantation de l'église vaudoise dans le Piémont et l'adoption en 1848 du Statut albertin par le royaume de Piémont-Sardaigne qui donnait la liberté religieuse à cette église, entraîna la construction en 1855 du temple vaudois, rue Gioffredo. C'est un des premiers édifices religieux construit à Nice par une communauté religieuse non catholique. Il est de style antique et accueille aujourd'hui une salle des ventes.

##### Judaïsme
La synagogue de Nice est construite en 1885 dans le centre-ville et rénovée en 1988.
Pendant la Seconde Guerre mondiale, comme de nombreux juifs, l'écrivaine Eva Kotchever, s'est réfugiée à Nice pour effectuer le voyage vers la Palestine où vivait sa famille. Elle est arrêtée à Nice en 1943 avec son amie Hella Olstein. Elles ont été toutes deux assassinées au camp de la mort d'Auschwitz. Le Mémorial de la Shoah, ainsi que les villes de Paris et de New York, lui ont rendu un hommage public.

##### Islam
La ville abrite cinq mosquées : la mosquée Al Fourkane, la mosquée Ar-Rahma (située avenue du Général-Saramito), la mosquée En-Nour (inaugurée le 8 juillet 2016), la mosquée Giuliani et la mosquée Imane, ainsi que plusieurs salles de prière.

##### Témoins de Jéhovah
La ville compte 2 ensembles de lieux de culte appelés Salle du Royaume, un situé avenue Saint-Joseph et un autre situé rue Pie-François-Toesca. Des réunions sont tenues en plusieurs langues dont l'anglais, espagnol, russe, vietnamien, tagalog, lingala, ewé, cambodgien, chinois (mandarin), malgache, créole d'Haiti, serbe, arménien.

### Canon de midi
Chaque jour, depuis la colline du château de Nice, la population niçoise est prévenue qu'il est midi pile. Selon la tradition, le lord écossais Thomas Coventry-More, ancien colonel de l’armée anglaise, venait à Nice tous les hivers de 1861 à 1866. En 1862, souhaitant déjeuner avec son épouse qui tardait toujours sur la promenade des Anglais, propose au maire de Nice, François Malausséna, de tirer un coup de canon chaque midi. Sa proposition fut acceptée, il se chargea des frais, et on commença à tirer les coups de canon. Après 1866, les coups étaient tirés de manière ponctuelle, alors le 19 novembre 1885, un arrêté institua lou canon de miejour. Depuis une vingtaine d'années, le 1er avril, on tire le coup de canon à onze heures. Anciennement confié aux forces de l'ordre, c'est un artificier (Philippe Arnello depuis 1992) qui s'en occupe depuis 1922. Mais c'est une bombe de feu d’artifice qui est lancée à 60 mètres de haut chaque jour, sauf les 14 juillet en hommage aux victimes de l'attentat de Nice, en 2016.

### Patrimoine naturel

#### Jardins

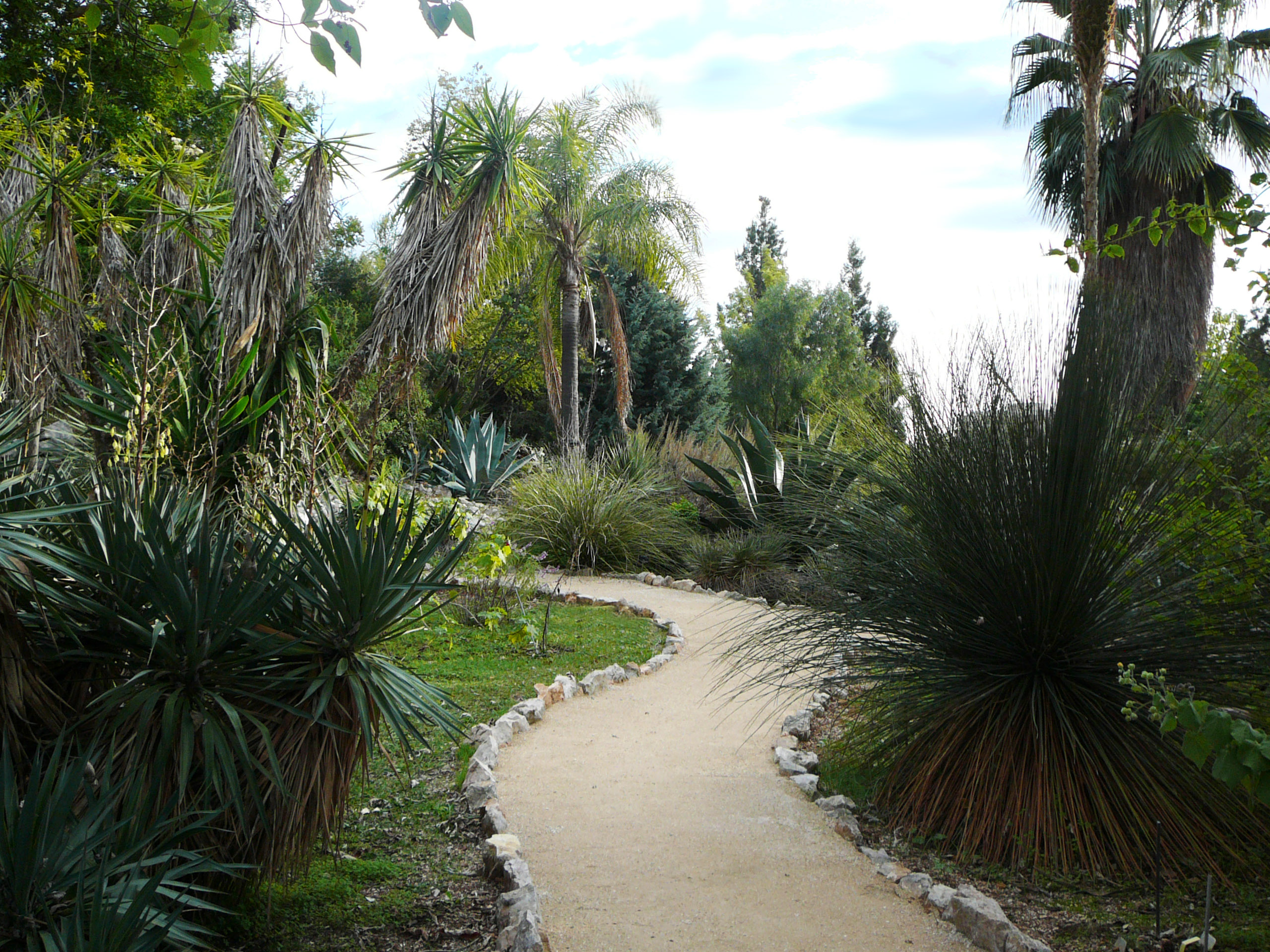
Collections de palmiers et de xanthorrhoea, dans le Jardin botanique de la ville de Nice.

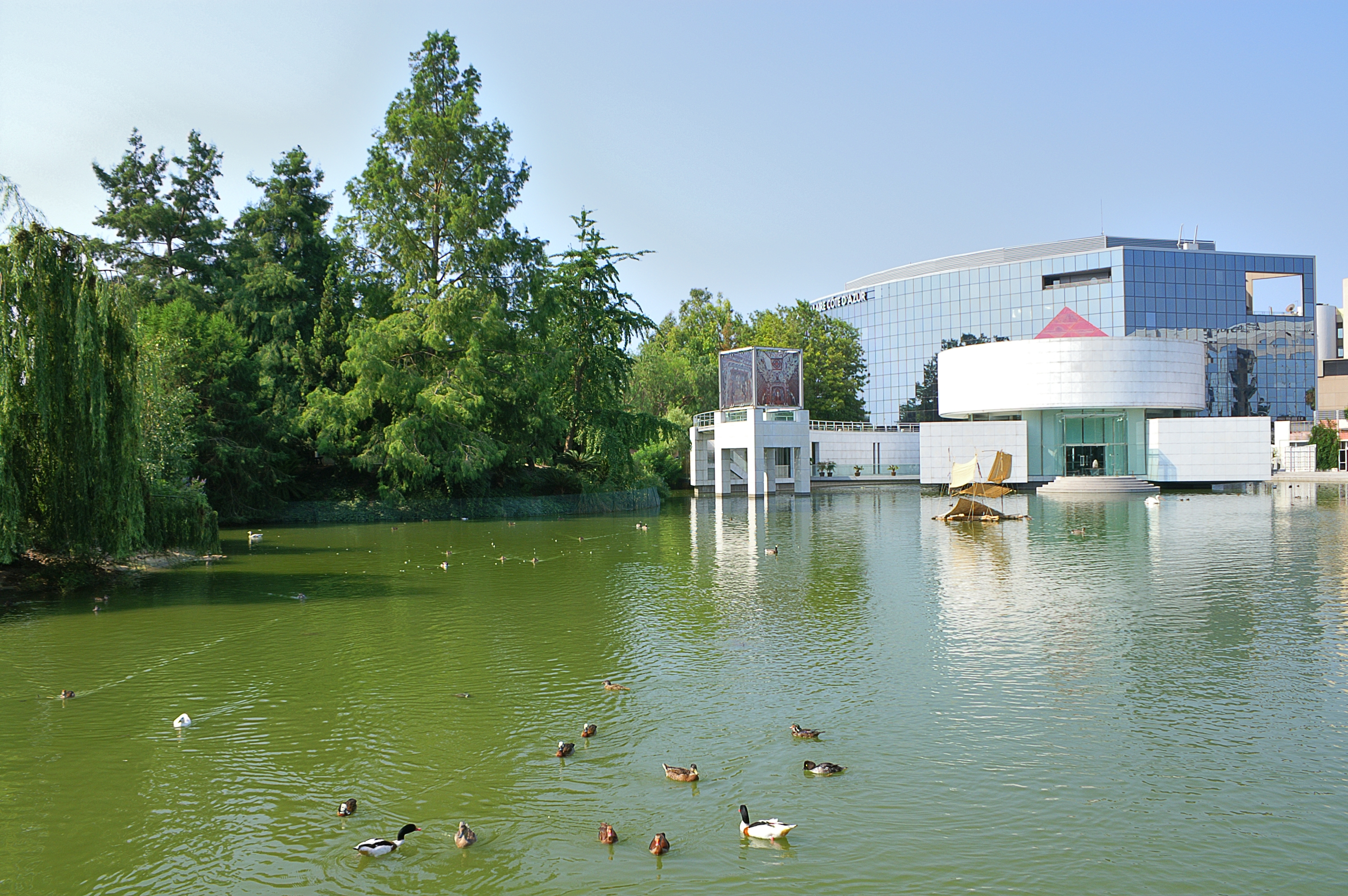
Parc Phœnix à Nice.

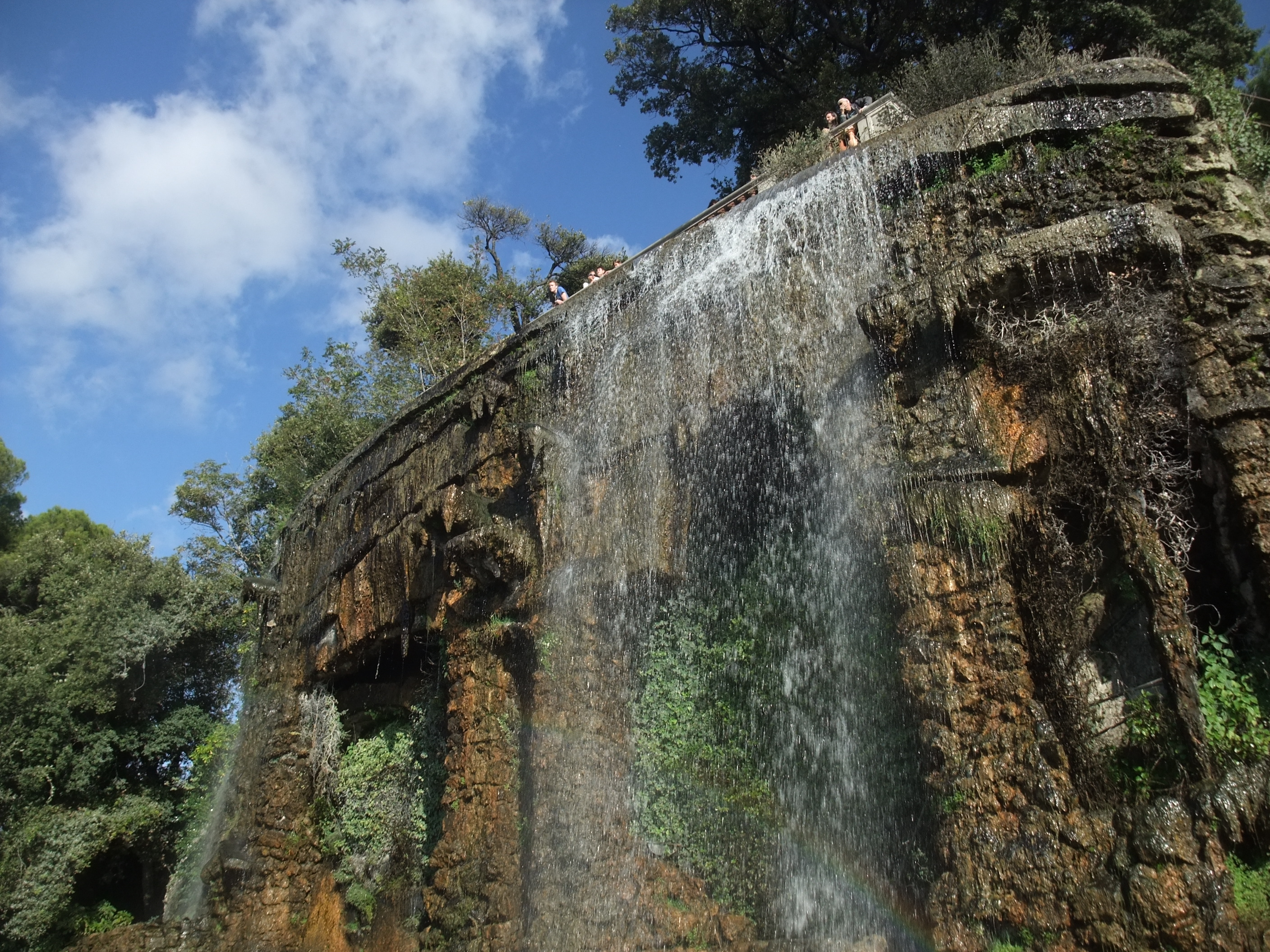
Cascade du parc de la colline du Château.

Nice comporte de très anciens vestiges, la grotte préhistorique du Lazaret et un mur présumé ligure dans le jardin du Cimiez.
Il existe peu d'études disponibles sur Les jardins et les espaces naturels. Le mont Boron atteint presque 200 mètres d'altitude. Dès la fin du XVIIIe siècle, des villes et des immeubles y sont implantés. Pendant très longtemps, arbres et arbustes y étaient interdits, pour des raisons de stratégie militaire. Il était concédé en pâturages. Avec l'annexion, cet impératif disparait et le mont Boron est reboisé à partir de 1862. Ce reboisement s'inscrit aussi dans une politique globale menée par le Second Empire. À Nice, il est mené par Prosper Demontzey. Les plantations privilégient le pin d'Alep, très adapté au manque de terre et d'eau. D'autres espèces se développent, notamment des oliviers et des caroubiers. Aujourd'hui, l'ensemble du mont Boron est soumis à des mesures de protection. Le site, de soixante hectares, est classé « Espace boisé classé ».
La colline du Château, après la destruction de ce dernier au XVIIIe siècle, est restée elle aussi, pendant longtemps, un terrain militaire frappé de servitude de visibilité. La roche est pratiquement à nu jusqu'en 1820. À cette date, la ville est autorisée à y réaliser un jardin public. Des plantations sont effectuées, jusqu'au milieu du XIXe siècle. Le couvert arboré du parc se développe et s'enrichit d'espèces qui se sont installées spontanément. La végétation prend parfois des allures de jungle et masque la vue. Les jardins de la colline n'ont pas été réalisés selon un projet d'ensemble, mais au coup par coup et l'ensemble manque de cohérence. Différentes réalisations se sont succédé, comme la création de la cascade en 1885, l'aménagement de nouveaux accès pour les voitures (parkings), la réalisation de mosaïques en 1965. Aujourd'hui, une réflexion sur les accès au site et sur sa relation avec la ville est nécessaire. La colline gagnerait à faire l'objet d'une restauration globale. La colline atteint une altitude de presque 100 mètres.

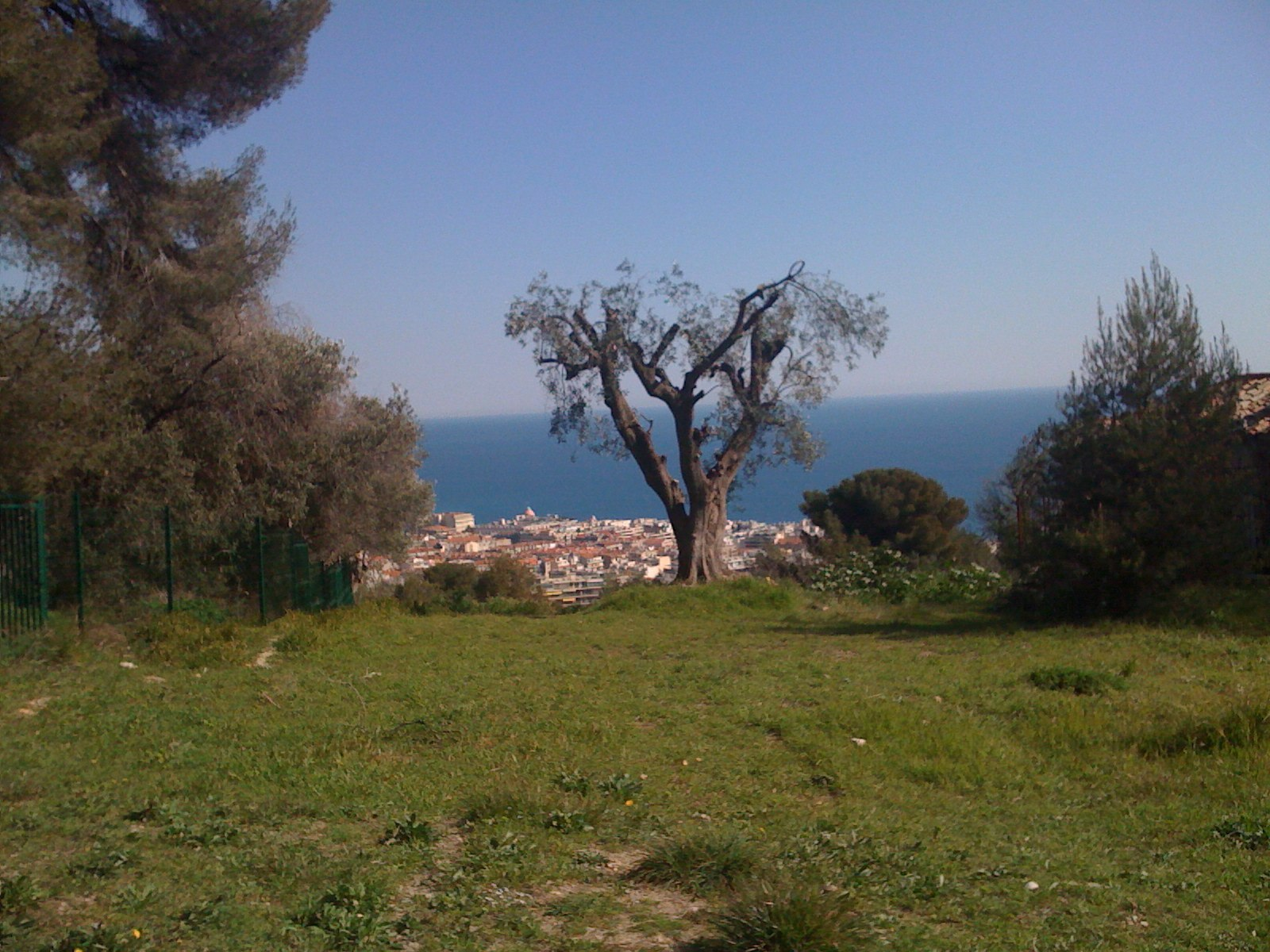
Le parc d'Estienne-d'Orves.

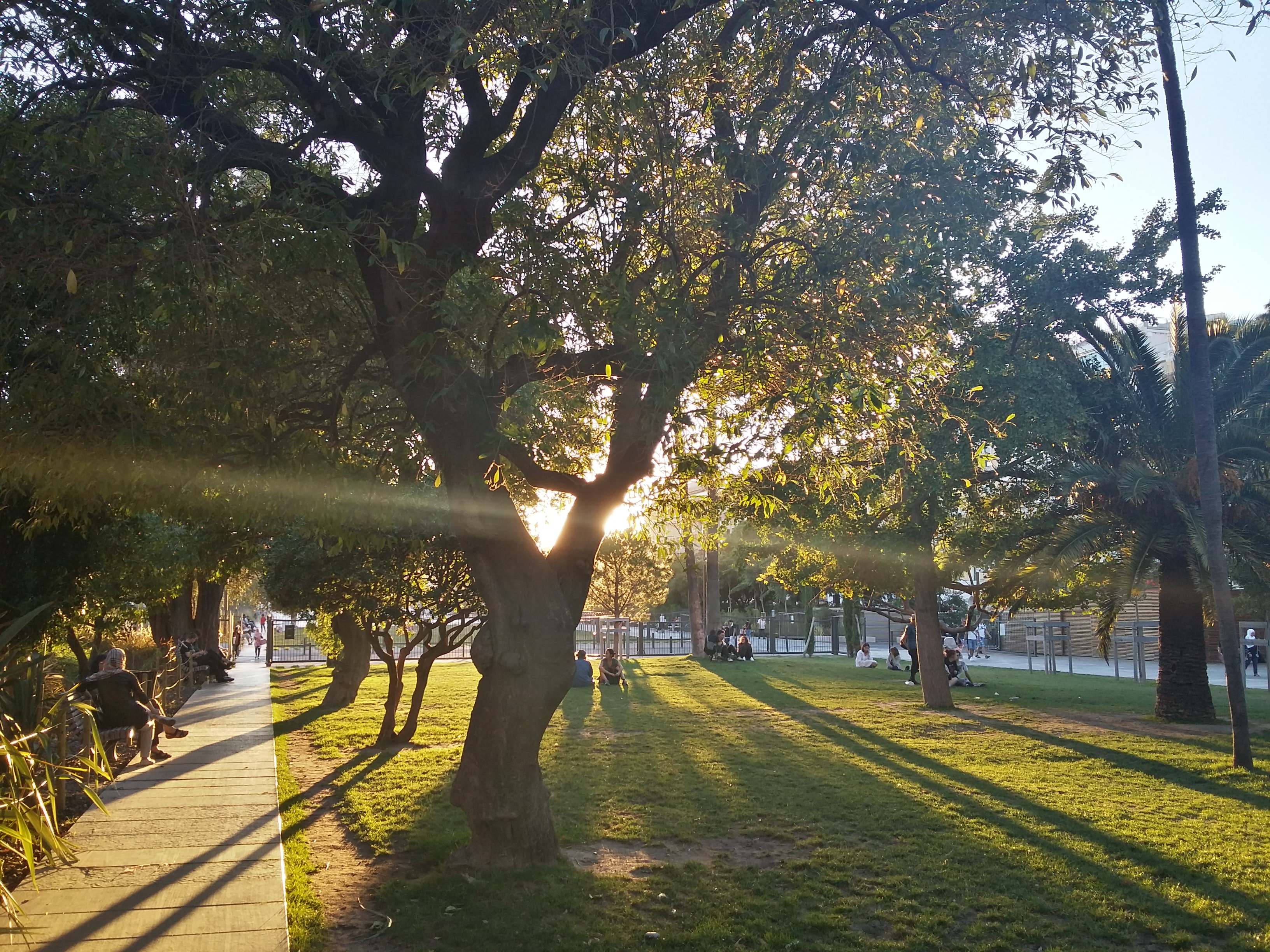
La Coulée Verte.

Parmi les autres collines qui entourent la ville, on peut citer Saint-Pierre-de-Féric, Pessicart, Saint-Antoine-de-Ginestière, Magnan, La Madeleine, Gairaut, Bellet ou encore le Piol. Ces collines, qui constituaient la campagne niçoise, étaient aménagées en terrasses. On y cultivait des oliviers, des figuiers, des amandiers, des vignes, des caroubiers, puis des légumes et des fleurs (surtout des œillets) grâce au développement de l'irrigation. À partir des années 1960, la floriculture régresse devant l'urbanisation. Les « vallons obscurs » sont des vallons très encaissés, situés dans les collines de poudingue du nord et de l'ouest de la ville. Ils abritent une flore particulièrement originale, dont des espèces rares ou très rares. Beaucoup sont menacés par des décharges sauvages.

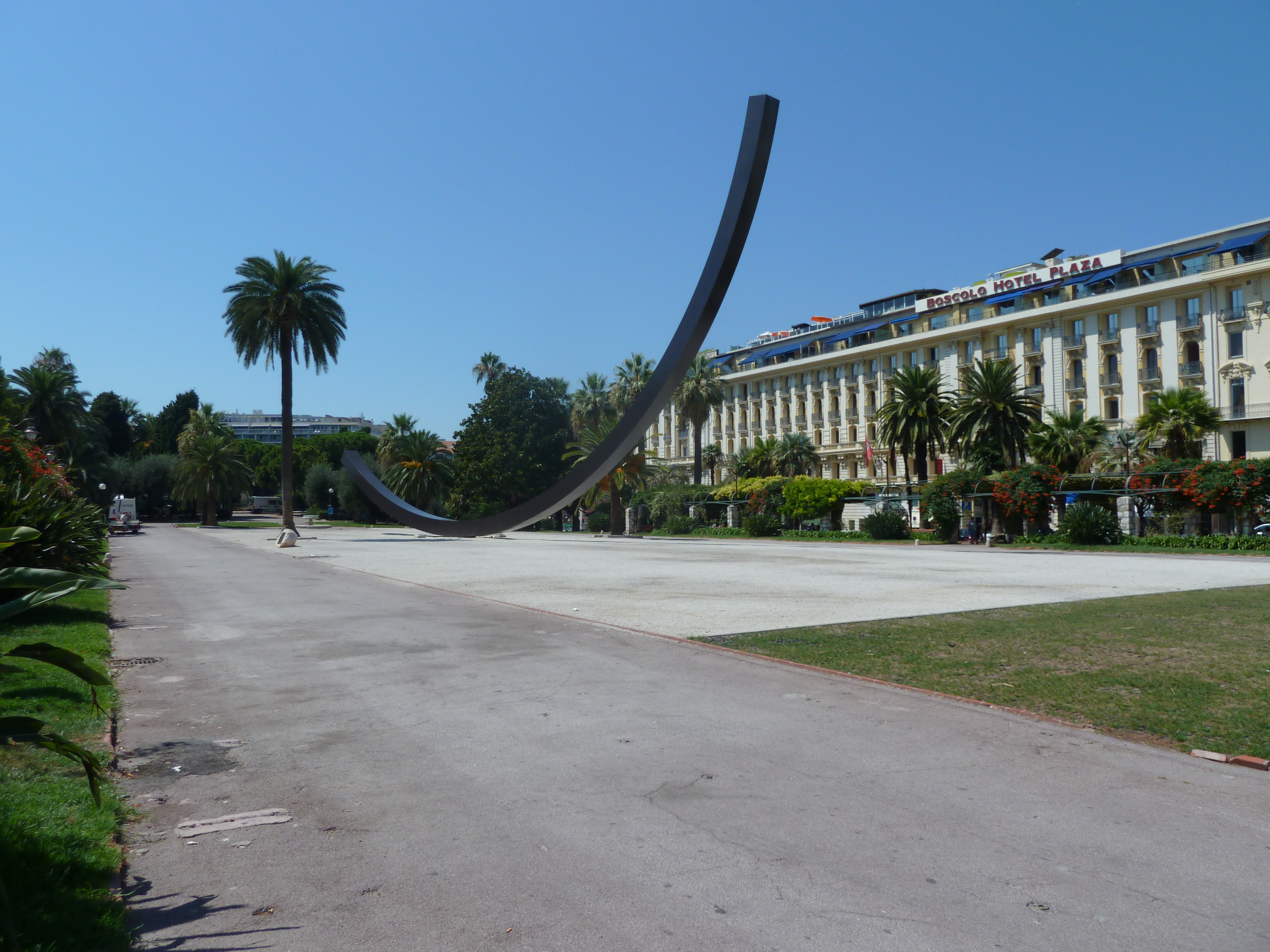
Le jardin Albert-Ier.

Les Jardins du Roi Albert Ier.

Il existe très peu d'études sur les jardins de Nice. Un second jardin urbain est réalisé dans les années 1860 sur un terrain marécageux, sur la rive droite du Paillon (aujourd'hui à côté du Ruhl). Les pouvoirs publics privilégient ensuite des jardins construits sur des dalles, au-dessus du Paillon. Le premier de ce type est réalisé en 1868-1869, face au Grand Hôtel. C'est l'actuel square Masséna. La seconde grande opération de ce type est liée à la construction du casino municipal, dans les années 1880. Les travaux prennent dix ans. En 1893, la place Masséna est reliée à la mer par un grand jardin sur dalle, l'actuel jardin Albert-Ier. Il est agrémenté par la fontaine des Phocéens dite des Tritons (classée monument historique le 25 août 1920) et d'une grotte en 1894. Le théâtre de verdure est réalisé en 1946. En 2011, le jardin se prolonge jusqu'au Théâtre National de Nice (TNN) avec la création d'une coulée verte : la promenade du Paillon.
Le parc Vigier est un square public en bordure de mer à la sortie du port de Nice : il constitue la dernière parcelle d'une ancienne propriété, la villa Valetta (1862), acquise par Achille Georges Vigier, petit-fils de Pierre Vigier. Cette propriété fut un lieu d'acclimatation notoire jusqu'au décès du vicomte Vigier en 1883.

#### Faune et flore
La Ville de Nice publie régulièrement une synthèse ornithologique qui recense l'avifaune locale.
Du fait de la très forte urbanisation, la faune et la flore du littoral est fortement menacée. Il ne reste que peu d'espaces vierges susceptibles de disparaître au profit de nouvelles constructions, agrandissement d'infrastructures, routes.

### Équipements culturels
Nice est dotée de nombreux équipements culturels. Bien qu'elle ne bénéficie pas du label « villes et pays d'art et d'histoire », Nice possède de nombreux musées, consacrés à l'art, à l'histoire, ou à l'histoire et aux traditions locales (il s'agit même de la ville qui en compte le plus en France, après Paris), un théâtre national, un opéra, une bibliothèque à vocation régionale, un conservatoire à rayonnement régional et des salles de concert.

#### Musées

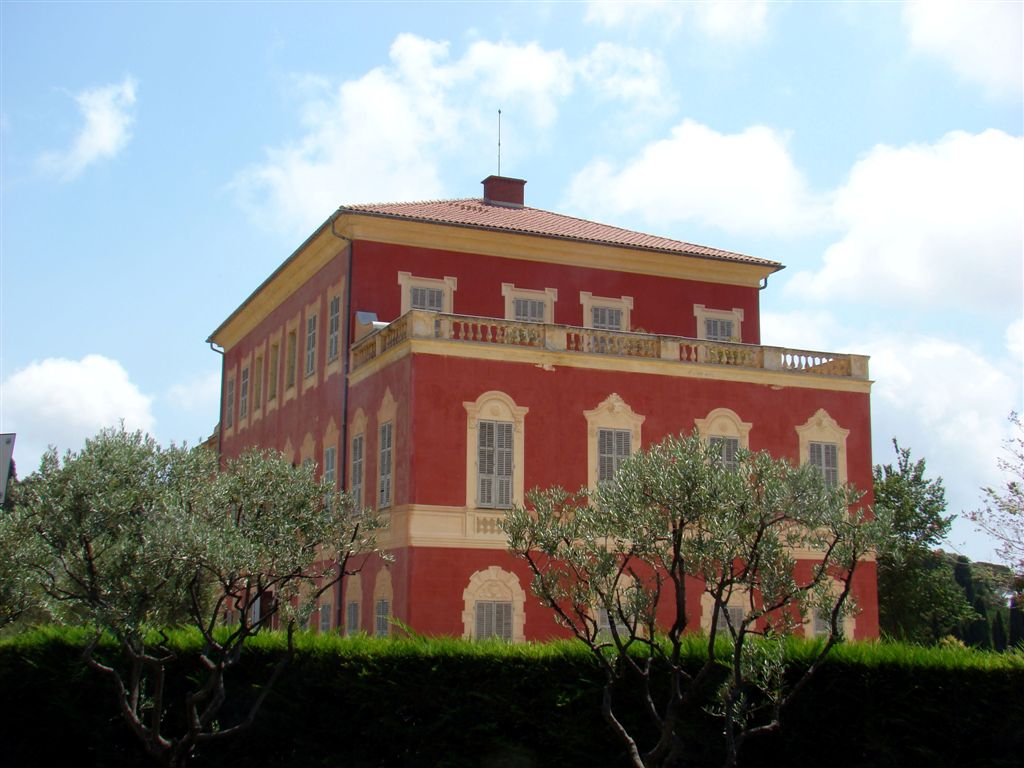
Le musée consacré à Matisse et sa façade en trompe-l'œil.

Le musée des Beaux-Arts, avenue des Baumettes, inauguré en 1928, possède des collections allant de la fin du XVIe siècle au milieu du XXe siècle. Il abrite notamment des œuvres du peintre Jules Chéret, mort à Nice en 1932 et du symboliste Gustav-Adolf Mossa. On y trouve aussi des œuvres de Louis Bréa, de Bronzino, des Van Loo, de Jean-Honoré Fragonard, de Joseph Vernet, de Hubert Robert des impressionnistes (Sisley, Monet) et des postimpressionnistes (Vuillard, Bonnard) ainsi que des fauves, dont Kees van Dongen et Raoul Dufy.
Le musée Matisse, à Cimiez, a été ouvert en 1963 dans une ancienne villa du parc des arènes de Cimiez. Il abrite une collection permanente de 218 gravures, 57 sculptures, 187 objets, 68 peintures, 95 photos, 236 dessins et 14 livres illustrés. Les premières donations ont été faites par Henri Matisse en 1953.
Le Musée Marc-Chagall, ouvert à Cimiez en 1973 rassemble les œuvres de Marc Chagall consacrées à la Bible. Il s'agit de dix-sept peintures dédiées à la Genèse, à l'Exode et au Cantique des Cantiques, que Marc Chagall et son épouse, Valentina, ont donné à l'État en 1966. En 1972, une seconde donation concerne les esquisses du Message biblique. L'un des tableaux de ce musée est Abraham et les trois anges. Le musée possède également des sculptures, une mosaïque, une tapisserie et trois vitraux conçus pour le musée.
Le musée international d'art naïf Anatole Jakovsky, avenue de Fabron, inauguré en 1982, accueille plus d'un millier d'œuvres provenant de donations de Renée et Anatole Jakovsky.
Le Musée d'art moderne et d'art contemporain (Mamac), inauguré en 1990, abrite des créations des nouveaux réalistes (César, Arman, Raysse, Niki de Saint Phalle, Tinguely), d'artistes pop art (Andy Warhol, Wesselmann, Indiana, Dine), de représentants de l'abstraction américaine (Maurice Louis, Franck Stella, Sol Lewitt, Kully), du groupe Supports/Surfaces (Pagès, Dolla, Dezeuze, Viallat), du groupe 70 et du groupe Fluxus (Ben). Il possède également des œuvres de Ernest Pignon-Ernest, Gilli, et Yves Klein. Il accueille enfin des expositions temporaires.
Le musée des arts asiatiques, à L'Arénas, a été construit en 1998 par Kenzō Tange. Il possède des collections d'art bouddhique et organise des expositions consacrées aux arts de l'Asie. Son approche est à la fois historique, artistique et ethnologique.

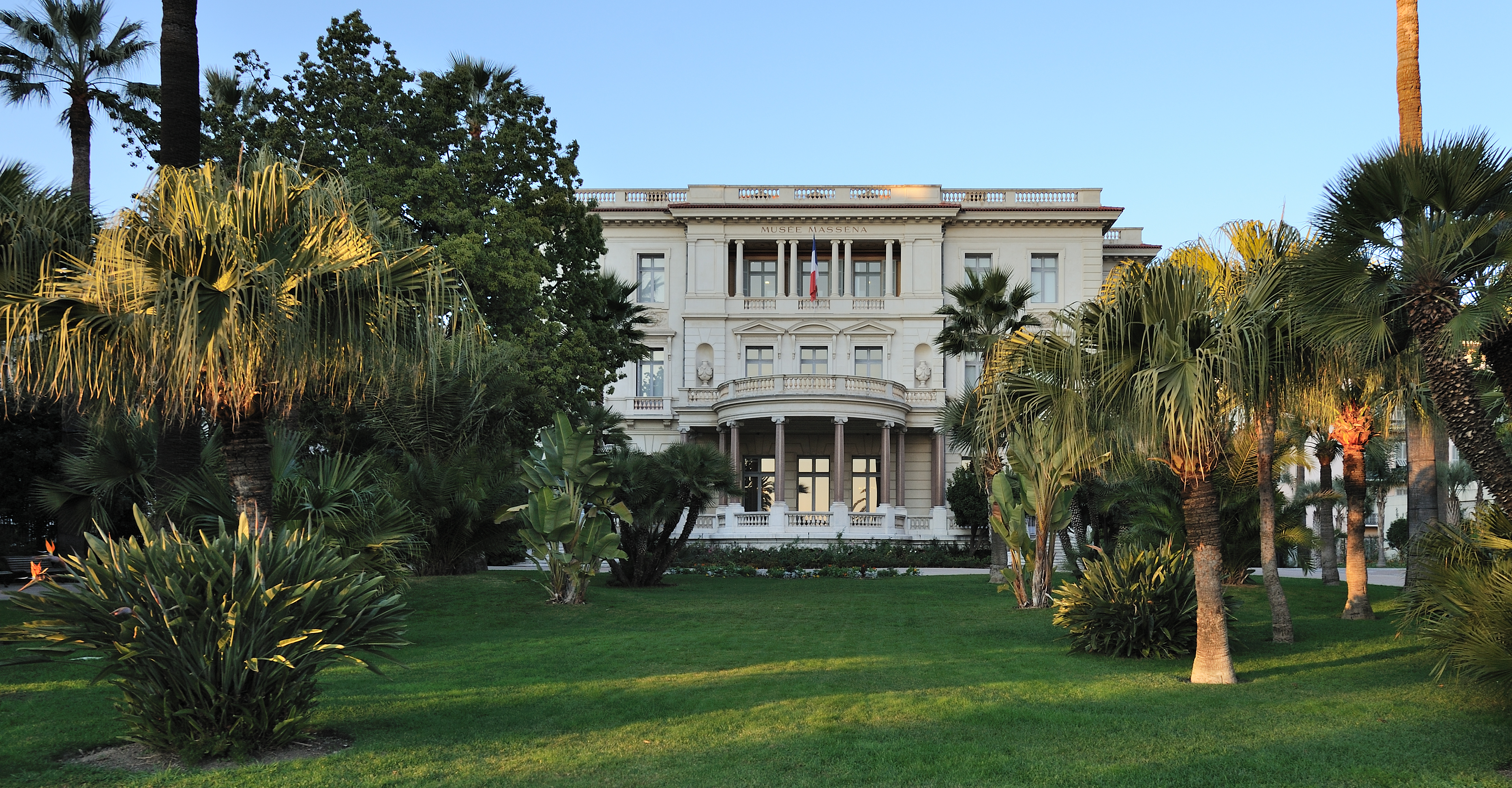
Le musée Masséna.

La ville compte plusieurs musées d'histoire.
- Le musée de paléontologie humaine de Terra-Amata, restauré en 1999, est consacré aux résultats des fouilles menées sur ce site.
- Le musée archéologique de Nice-Cimiez est consacré à l'antiquité romaine.
- Le musée de la Résistance azuréenne est un musée d'histoire consacré à la Résistance dans les Alpes-Maritimes au cours de la Seconde Guerre mondiale.
- Le musée Masséna, inauguré en 1921[350] et récemment rénové, est un musée d'art et d'histoire régionale[226].
- Le palais Lascaris, rue Droite, est aussi un musée d'histoire régionale.
- Le Musée national du Sport ouvert en 2014.

Le muséum d'histoire naturelle de Nice, ouvert en 1846 est historiquement le premier musée de la ville. Il possède des collections du XIXe siècle constituées par des naturalistes locaux dont Antoine Risso. Le musée de la Marine, situé dans la tour Bellanda, conserve des tableaux, des gravures, des maquettes de bateaux et des objets de navigation évoquant l'histoire maritime locale et la navigation de plaisance. Le musée prieuré du Vieux-Logis, avenue Saint-Barthélémy, abrite une collection de mobilier gothique et Renaissance, ainsi que des objets d'art religieux.
Depuis 2015 l'entrée dans les musées municipaux est payant sauf pour les habitants de Nice et de la métropole.
Mars aux Musées est un évènement qui existe depuis 2001. À partir du constat selon lequel les sondages montrent que les jeunes et étudiants se rendent très peu au musée (sondages de l'Observatoire de la Vie Étudiante et entrées des musées de Nice), l'université de Nice Sophia Antipolis et la mairie de Nice ont créé avec une association étudiante (Médiateurs et Ingénieurs Culturels Associés) cet événement annuel.
Ce sont les étudiants du master professionnel « Événementiel, médiation et ingénierie culturelle » dirigé par le professeur Paul Rasse, rassemblés en association MICA, qui se chargent de son organisation d'année en année. Le principe de Mars aux Musées est de faire venir les étudiants et les jeunes de moins de vingt-six ans aux musées. Pour cela, tous les musées de Nice leur sont ouverts gratuitement pendant tout le mois de mars. En outre, l'association étudiante organise toute une programmation culturelle dans ces musées : concerts, pièces de théâtre, cours délocalisés de l'université, médiations de tous types, colloques, spectacles de danse, soirées de tous types.

#### Bibliothèques

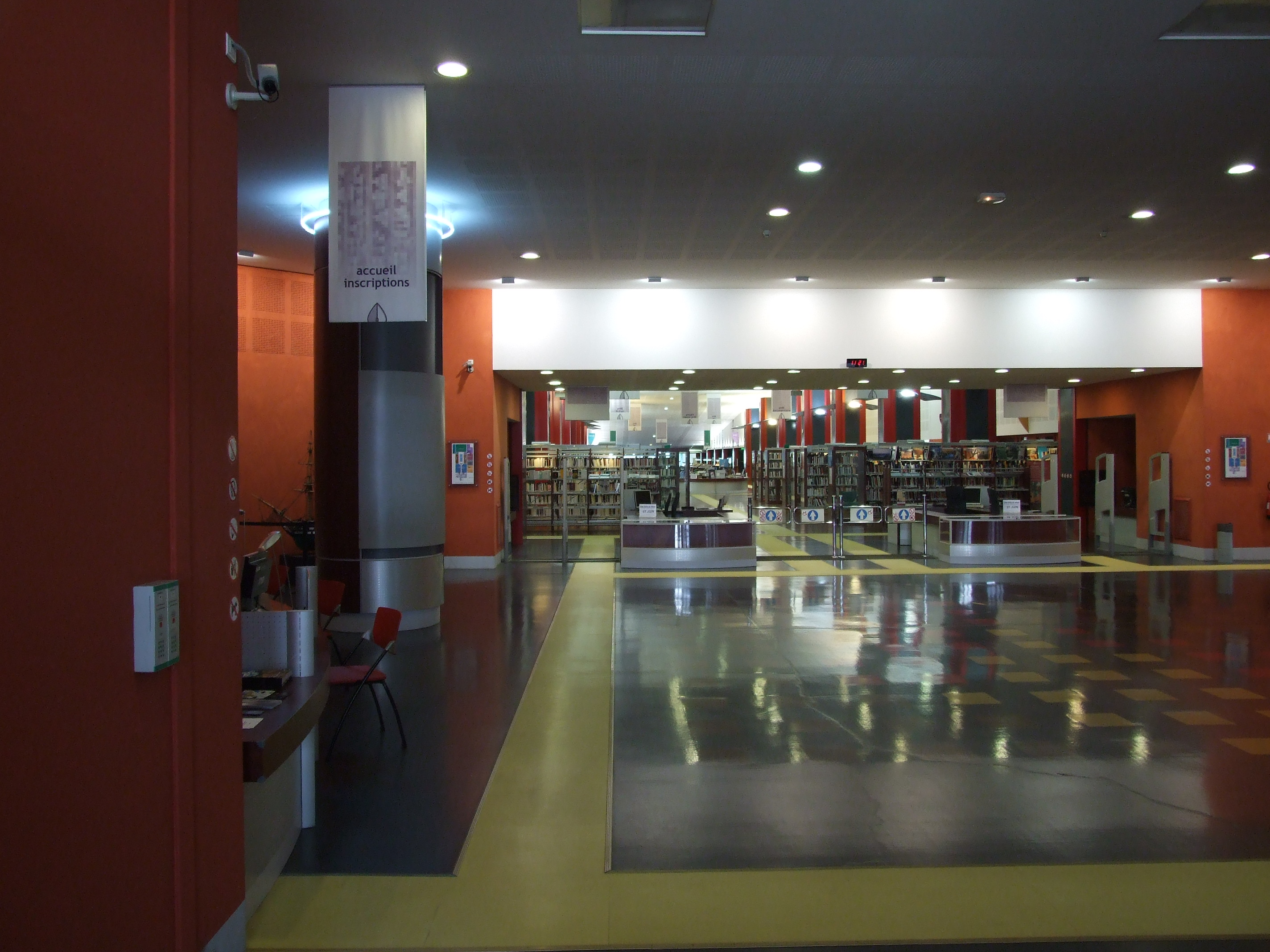
L'intérieur de la bibliothèque Louis-Nucéra.

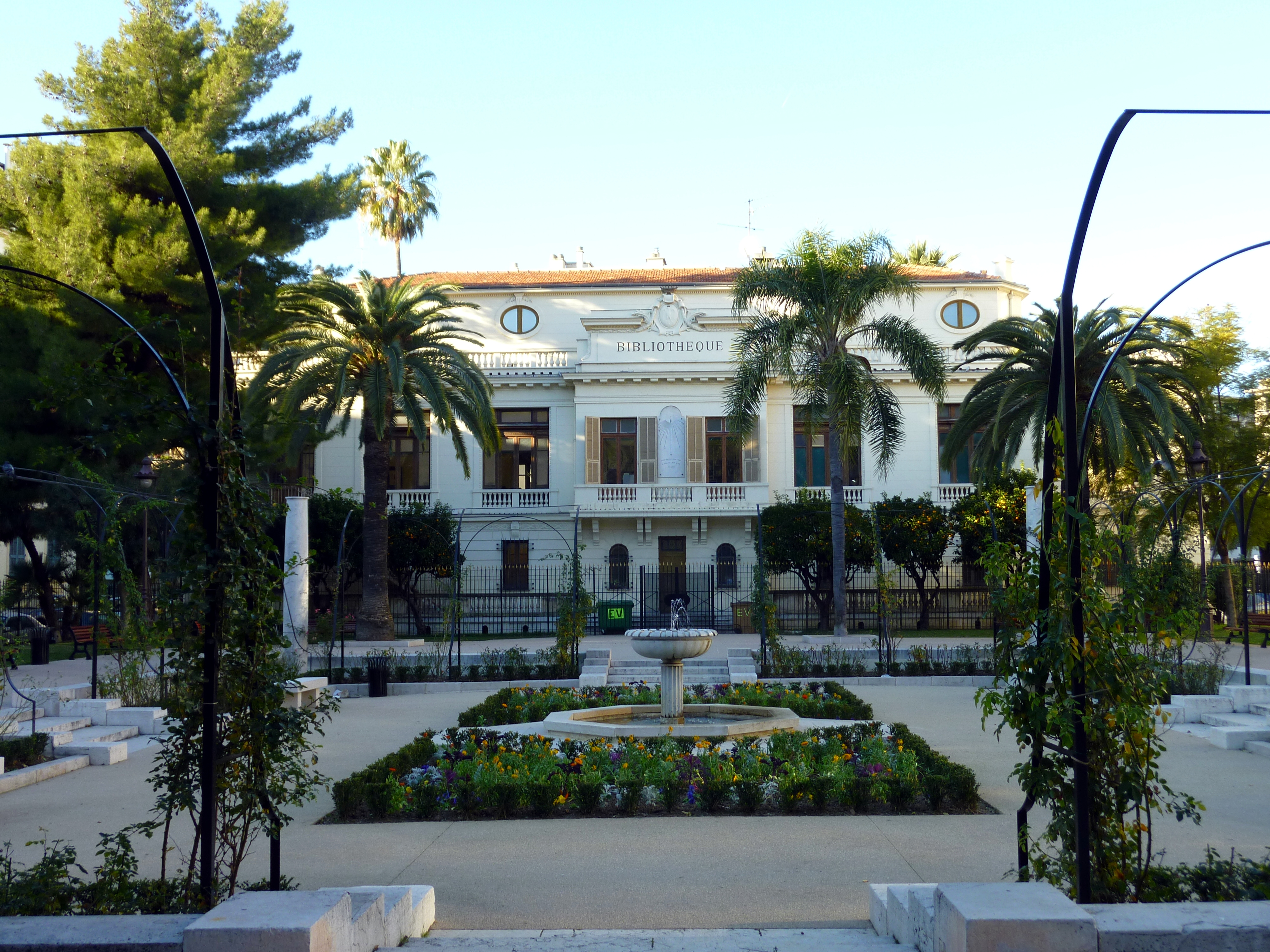
La bibliothèque patrimoniale Romain-Gary.

Le réseau des bibliothèques de Nice, qui constitue une bibliothèque municipale à vocation régionale (BMVR), comprend une bibliothèque centrale, onze bibliothèques de quartier et une bibliothèque patrimoniale et d’étude. Selon la mairie, la BMVR de Nice compte en 2007 plus de 750 000 documents mis à la disposition de plus de 100000 abonnés.

##### Bibliothèque Romain-Gary
Ancienne Villa Rambourg, la bibliothèque Romain-Gary est la bibliothèque patrimoniale et d'étude de la ville. Située boulevard Dubouchage et ouverte depuis 1925, elle possède, selon les chiffres de la mairie, 20 000 volumes anciens, et plus de 370 000 volumes de type encyclopédique. Elle dispose également de 900 manuscrits anciens dont une trentaine date de la période médiévale. Néanmoins, elle est aujourd'hui davantage une salle de lecture qu'une véritable bibliothèque, en raison des délais de consultation très longs. Il faut en effet plusieurs heures pour obtenir un livre. Elle est très fréquentée par les étudiants de la ville.

##### Médiathèque Raoul Mille
Situe dans l'ancienne Gare du Sud, donc la façade fait l’objet d’une inscription au titre des monuments historiques depuis le 23 septembre 2002, la  médiathèque Raoul Mille a ouvert ses portes en décembre 2013.

#### Archives
La ville est également dotée d'un riche patrimoine archivistique avec, au 31 décembre 2014, environ 8,7 kilomètres linéaires de documents de 1176 à nos jours consultables dans la salle de lecture du Palais de marbre.

#### Photographie et galeries d’art
Le Théâtre de la Photographie et de l'Image a été ouvert en 1999 dans les locaux de l'ancien théâtre L'Artistique, boulevard Dubouchage. Il possède une collection de photographies de Nice et de sa région, notamment celles de Charles Nègre. Il organise également des expositions temporaires et dispose d'un centre de documentation. Le TPI participe enfin au festival du court métrage de Nice et organise le « Septembre de la Photo », qui existe depuis 1987. Déplacé depuis 2016 sur la place Pierre-Gautier, il s'appelle désormais le musée de la photographie – Charles Nègre.
Nice possède peu de galeries d'art. La Galerie Ferrero existe depuis 1954. Elle est spécialisée dans l'École de Nice et les Nouveaux réalistes comme César, Armand, Sosno, Venet ou Niki de Saint Phalle.
La galerie Sandrine Mons a été ouverte en 2005. Les expositions temporaires présentent des œuvres d'artistes confirmés (Piotr Klemensiewick, Georges Meurant) et de la jeune création contemporaine (Charley Case, Cédric Tanguy). La galerie propose aussi des expositions faites à partir d'un fonds permanent (Adami, Arman, Calder, Magritte, Miro, Picasso, Tapiès). La galerie des Ponchettes, située quai des États-Unis et créée à une date indéterminée, accueille des expositions temporaires. La galerie de la Marine, ancienne « halle aux poissons », également située sur le quai des États-Unis, a été transformée en salle d'expositions en 1967, pour compléter la galerie des Ponchettes. Elle organise des expositions temporaires d'art contemporain. Trois galeries municipales, dont la fonction comme les dates de création sont indéterminées, sont situées dans le Vieux-Nice : le galerie du Château, rue Droite, la galerie Renoir, rue de la Loge et la galerie Sainte-Réparate, rue Sainte Réparate. La villa Arson, créée en 1970, organise des expositions temporaires.

#### Musique

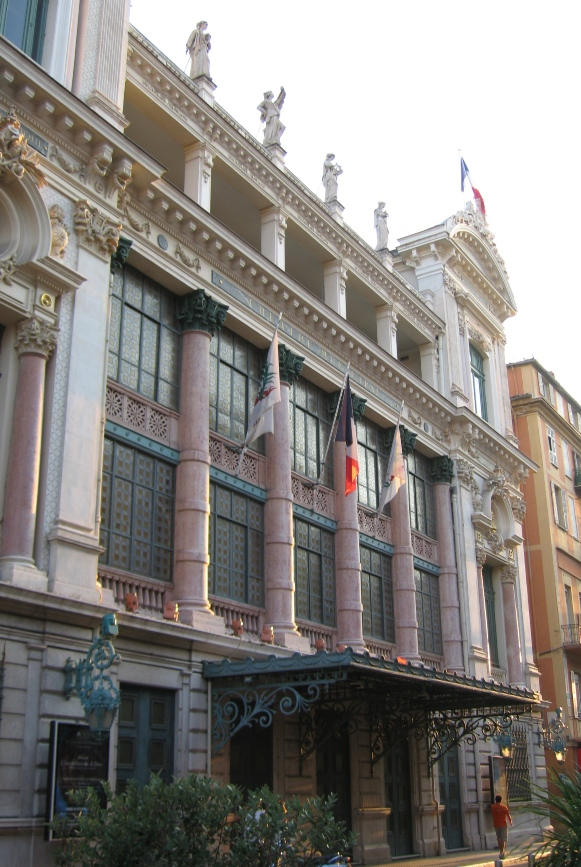
L'opéra de Nice.

La vie musicale, à Nice, est très nettement dominée par la musique classique et baroque. L'opéra de Nice apparaît en 1776-1777, date à laquelle la marquise Alli-Maccarani obtient l'autorisation d'ouvrir un théâtre, situé à l'emplacement de l'opéra actuel,. En 1826-1828, la municipalité construit, sur le même emplacement, un opéra de style italien. L'opéra devient ensuite le Théâtre municipal, mais il est détruit par un incendie en 1881. Un nouvel édifice est alors réalisé, sur le même emplacement. Il est inauguré en 1885. Le bâtiment est classé monument historique en 1993. L'orchestre symphonique municipal de la ville de Nice est créé par la municipalité en 1947. En 1982, il est restructuré et devient l'orchestre philharmonique de Nice. Il compte une centaine de musiciens, qui jouent pour l'opéra de Nice mais aussi lors du festival de musique sacrée et du festival MANCA. Depuis 2001, il est dirigé par Marco Guidarini. Ce dernier a créé l'ensemble Apostrophe du Philharmonique de Nice, pour la musique contemporaine. Le ballet de l'opéra de Nice a été créé en 1947. Il est aujourd'hui dirigé par Bertrand Rossi, directeur général, et Eleonora Gori, maître de ballet. Il programme des ballets classiques, néo-classiques et contemporains. Le chœur de l'opéra de Nice compte 40 artistes lyriques. Il participe aux concerts de l'orchestre philharmonique de Nice et à des manifestations. Il est dirigé par Giuglio Magnanini. Le chœur d'enfants de l'opéra de Nice a été créé en 1991. Il est composé d'enfants de 8 à 16 ans recrutés sur audition.
La société lyrique « Nice & Arts » existe depuis 1963 et a pour but de promouvoir l'art lyrique en organisant des concerts. L'Ensemble Baroque de Nice a été créé en 1982. Il est composé d'une douzaine de musiciens qui jouent sur des instruments anciens. Il est spécialisé dans la musique baroque et dirigé par Gilbert Bezzina. L'orchestre d'harmonie de Nice joue toutes les semaines sur le kiosque du jardin Albert Ier.
Le Conservatoire à rayonnement régional de Nice trouve son origine en 1916 dans la création par la pianiste Adeline Bailet d'une école de musique. D'abord installée dans la bourse du travail, l'école déménage ensuite à la Villa Thiole dans les années 1930 puis à la villa Paradiso dans les années 1940. Elle a été dirigée par Adeline Bailet, Ismaël Michalon, Albert Ribollet et Solange Delmas. À partir de 1962, elle passe sous la direction de Pierre Cochereau qui en fait un conservatoire national en 1962, puis national de région. En 1980, André Peyrègne prend la succession de Pierre Cochereau. Le conservatoire collabore avec l'Opéra de Nice, le Théâtre national de Nice et l'Université Nice-Sophia-Antipolis.

#### Cinéma

##### Nice et le cinéma
Favorisées par l'ensoleillement exceptionnel de la région, Nice et son agglomération voient, peu de temps après la naissance du cinéma muet, l'installation de plusieurs studios de tournage. Un « théâtre de pose » est ouvert pour les firmes de Charles Pathé dans la villa Tomatis, route de Turin en 1910. Les réalisateurs de la Comica et de la Nizza, Henri Andréani, Alfred Machin, Émile Cohl, Romeo Bosetti, y tournent des films comiques avec une équipe d'acteurs burlesques. Léonce Perret et Louis Feuillade désertent les studios des Buttes-Chaumont pour officier dès l'automne venu dans « la cage à mouches », surnom donné aux studios de Carras créés en 1913 pour la Gaumont. Ils sont situés en bord de mer sur un terrain de 10 000 m2 et équipés d'un théâtre vitré de prises de vue et d'un laboratoire de développement. Les studios de la Victorine, fondés à Saint-Augustin en 1919 par Serge Sandberg, Louis Nalpas puis Rex Ingram sont précédés par les studios de la villa Liserb à Cimiez. En 1920, Rose Pansini fonde les studios de Saint-Laurent-du-Var sur la rive droite du Var. Seuls La Victorine et Saint-Laurent-du-Var passent le cap du cinéma sonore. Comparée à Hollywood, avec en outre l'incomparable avantage « des champs de neige à deux heures d'auto de la promenade des Anglais », la région de Nice, avec ses décors naturels et ses deux studios Gaumont Franco-Films Aubert (GFFA) à La Victorine dans le quartier Saint-Augustin et Nicaea Films à Saint-Laurent-du-Var, est en mesure, en 1937, d'assurer la réalisation complète d'une trentaine de films par an.
Or, surtout depuis l'avènement du cinéma sonore, la production est inféodée au théâtre de la capitale dont il est difficile d'éloigner les artistes, créant ainsi une centralisation à outrance au profit des studios parisiens. Des studios peuvent effectivement s’établir partout. Mais dans toute l'Europe seule la Côte d'Azur bénéficie d'une situation climatique et naturelle propice aux tournages en extérieurs pendant huit mois de l'année : tous les types de paysages se concentrent dans un rayon de cinquante kilomètres autour de Nice.
Malgré les ressources naturelles, matérielles, techniques, ou les avantages comme celui de bénéficier sur place d'une importante figuration, entièrement niçoise pour les Misérables de Raymond Bernard, ou les réductions accordées à l'initiative de la Nicæa-Film par les hôtels et par la Compagnie des chemins de fer de Paris à Lyon et à la Méditerranée aux troupes de tournage, et bien que le coût d'une production locale soit inférieur de 20 %, la concurrence est rude avec les studios parisiens.
Cependant, l'activité des studios azuréens est intense durant la Seconde Guerre mondiale, tout le cinéma français s'étant réfugié à Nice. Les studios laurentins ayant été détruits par un bombardement allié en août 1944, La Victorine reste seule sur la scène cinématographique niçoise et fête son centenaire en 2019. La ville bénéficie également de la proximité du festival de Cannes.
La liste des films réalisés en studios ou en décors naturels dans la ville et son agglomération est importante en nombre et en qualité, les studios niçois comme La Victorine étant devenus rapidement, malgré quelques errements, aussi réputés que les studios de la région parisienne.

##### Cinémas

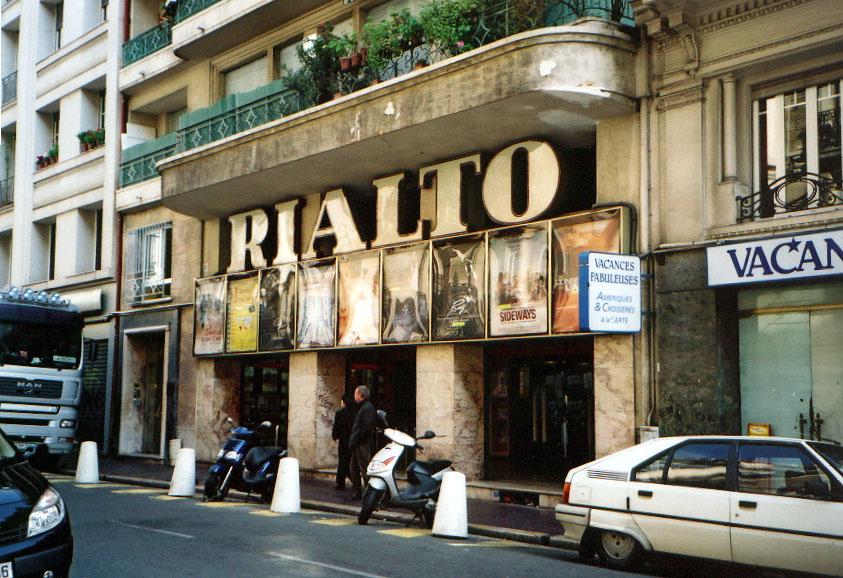
Le cinéma Rialto, rue de Rivoli.

La ville disposait autrefois d'un nombre assez important de salles, disséminées dans différents quartiers. Beaucoup ont cependant fermé à partir des années 1960. Le cinéma Mercury, situé place Garibaldi, est un cinéma d'art et essai. Il accueille des festivals : cinéma sans frontières, cinéma africain, des débats divers. Depuis septembre 2007, il appartient au conseil général des Alpes-Maritimes. L'UGC Rialto, situé rue de Rivoli, non loin de l'hôtel Negresco, bénéficie également du label « art et essai ». Il diffuse des films en version originale et accueille le festival du court métrage de Nice, Un festival c'est trop court !, ainsi que le festival du cinéma lusophone. Le Pathé Masséna se situe sur l'avenue Jean Médecin. L'UGC Variétés est situé dans le centre-ville, boulevard Victor-Hugo. Le Pathé Lingostière est quant à lui un multiplexe, situé dans la zone commerciale de Nice Lingostière, dans la plaine du Var. Le Pathé Gare du Sud est un autre multiplexe, situé dans le nouveau quartier de la Gare du Sud.
La cinémathèque de Nice existe depuis 1976 et a pour objectif de permettre au public de découvrir les films du patrimoine cinématographique mondial. Elle propose divers hommages à des réalisateurs ou des comédiens, des rétrospectives thématiques, des découvertes de la cinématographie d'un pays, des « cinéconcerts », des « leçons de cinéma », des conférences sur l'histoire et l'esthétique du cinéma, ciné Bis, des séances et des débats. La version originale sous titrée est toujours privilégiée.

#### Théâtres et salles de spectacles

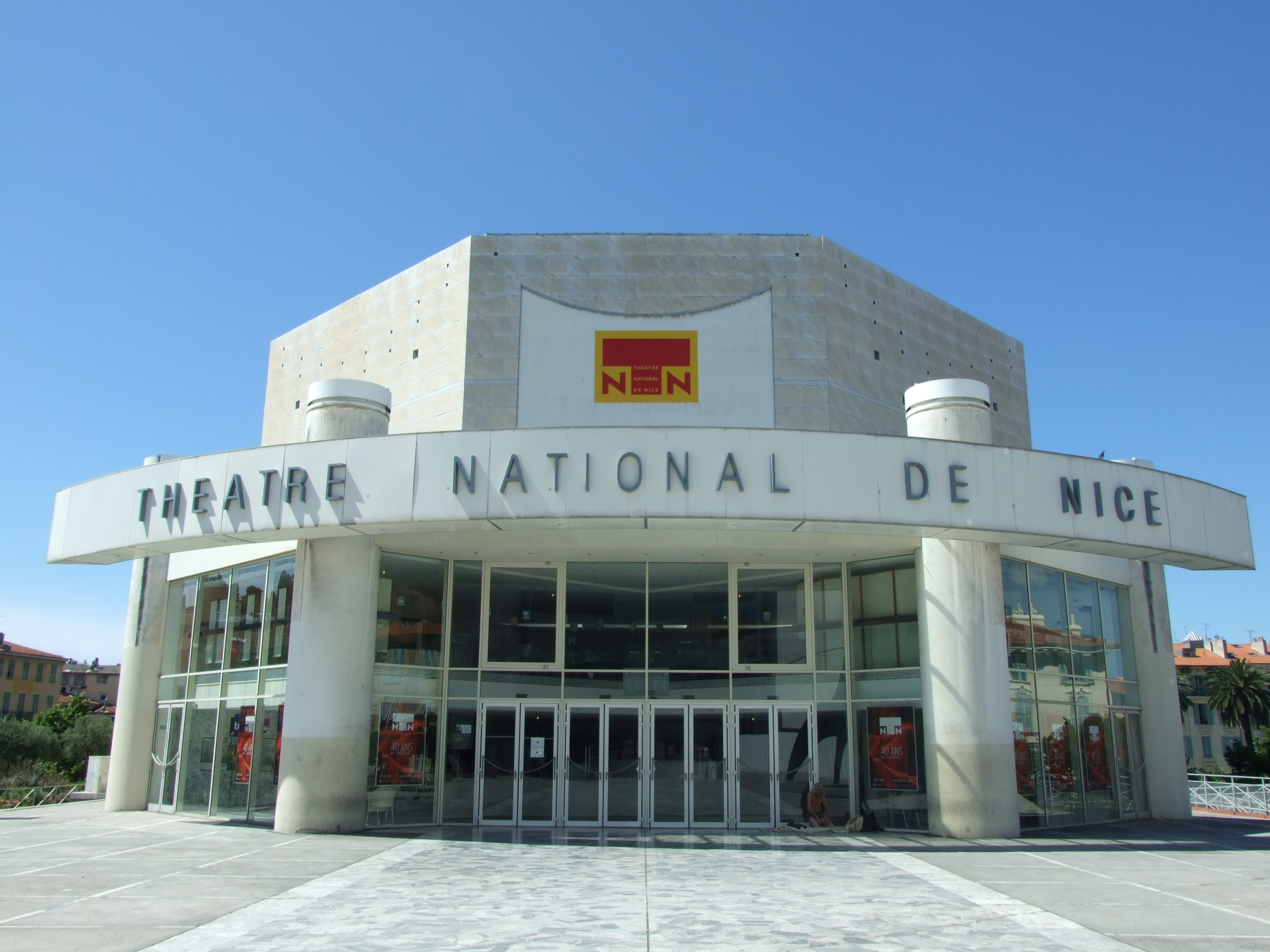
L'ancien théâtre national de Nice.

Nice accueille une quinzaine de théâtres.
Le Théâtre national de Nice est un Centre dramatique national créé en 1969. Après avoir été pendant longtemps dirigé par Jacques Weber, Daniel Benoin puis Irina Brook, il est placé depuis 2019 sous la direction de Muriel Mayette-Holtz. Initialement accueilli dans une construction provisoire, il s'est installé de 1989 à janvier 2022 dans un nouveau bâtiment conçu par l'architecte Yves Bayard, constituant un ensemble architectural avec le Musée d'Art moderne et d'Art contemporain, auquel il est relié par la « Promenade des arts ». Il était constitué de deux salles de spectacles, une grande de 963 places et une petite de 318 places. En 2020, sa fermeture et sa destruction sont votées par le conseil municipal, dans le but de prolonger la promenade du Paillon. Au printemps 2022, le Théâtre National de Nice investit l'ancien couvent des Franciscains dans le vieux Nice, avec une salle modulable de 240 à 300 places, ainsi qu'une nouvelle salle provisoire (la Cuisine) d'une capacité de 600 places dans le quartier Nice-Méridia à l'ouest de la ville. En attendant la livraison de deux autres salles, prévue d'ici 2025, l'activité du Théâtre National de Nice se déploie également à partir de 2022 dans d'autres théâtres de la ville,.
Le théâtre Francis-Gag est le théâtre municipal. Inauguré le 6 octobre 1989, il est situé dans le Vieux-Nice et propose une programmation variée allant de pièces du répertoire à des créations contemporaines. Il ouvre sa salle à la création théâtrale, musicale, chorégraphique, au service des créateurs et de la qualité des spectacles. Il est doté d’une grande salle de 260 places et d’un petit auditorium de 28 places pour des spectacles petite forme.
Sa programmation met en lumière les créations des compagnies professionnelles de spectacle vivant de la région. Un soutien renforcé par la création du Pôle Nice Théâtre Arts Vivants en 2016 qui permet à ces compagnies de bénéficier de la salle Jorgi-Tasso et de l’îlot Rey-Serruriers, deux espaces de travail et de répétition dédiés aux résidences de longue durée. Le TFG porte le nom de Francis Gag, Francis Gagliolo, de son vrai nom. Cet auteur français, né à Nice (1900-1988), donna ses lettres de noblesse à la langue et au théâtre en langue niçoise au XXe siècle. Personnalité très populaire aux talents multiples de comédien, auteur, poète, écrivain et humaniste, il dépeint dans son œuvre avec verve, ironie et affection le peuple niçois qui lui était si cher. La troupe du Théâtre niçois de Francis-Gag est en résidence permanente au TFG et propose chaque année des créations en niçois.
L'espace Magnan est géré par une association affiliée à la FFMJC, une fédération d'éducation populaire. Il organise des expositions, des spectacles, des pièces de théâtre et accueille le festival de cinéma italien de Nice.
Le Théâtre de la Cité, créé en 1994, est dirigé par Meyer Cohen et peut accueillir 200 personnes.
Le Téocali se trouve rue Benoît-Bunico et a été créé en 2003 par Alain Teobaldi.
Le théâtre de la Traverse existe à Nice, dans le quartier du port, depuis 1997 et a été créé par Jean-Louis Châles.
Le théâtre de l'Alphabet est dirigé par Sébastien Morena, il propose des créations jeune public et de la création contemporaine.
Le théâtre de la Semeuse (depuis 1906) et le centre culturel de la Providence (depuis 2002) se trouvent dans le Vieux Nice.
La ville possède également quelques salles de concerts. La plus grande, au palais Nikaïa a été inaugurée en 2001 (architectes : Gresy et Chevalier). Il est composé d'une salle de spectacles qui, en configuration indoor, peut accueillir de 1 500 à 6 250 places assises et 7 000 personnes en congrès ou en assemblée générale, pour une capacité maximale de 9 000 personnes. Une partie de la salle peut s'ouvrir sur le stade Charles-Ehrmann voisin pour les concerts de très grande taille, jusqu'à plus de 50 000 spectateurs. Une salle annexe de 350 m2 est destinée aux créations culturelles. Elle peut se transformer en salle de spectacle (500 places debout et 320 assises) ou en salle d'exposition.
Le Théâtre de verdure existe depuis 1945 et accueille un certain nombre de concerts en plein air. Il a été pendant longtemps la principale salle de spectacle de Nice, à l'époque où il était couvert par une bâche.
Le Théâtre Lino-Ventura, à L'Ariane, a été inauguré en 1992. C'est une salle polyvalente, qui peut accueillir des spectacles de danse, théâtre et musique. Elle dispose d'une capacité de 700 places et d'une scène de 150 m2.
Le Forum Nice-Nord a pour vocation d'accueillir la chanson contemporaine et des musiques du monde. La salle Stéphane-cGrappelli, à Cimiez, est plus consacrée au jazz et peut accueillir 300 personnes. La salle Blackbox est située dans le quartier Bon-Voyage, à Nice-Est. Elle peut accueillir 300 personnes. Les arènes de Cimiez accueillent, occasionnellement, des concerts. La ville manquait d'une salle de moyenne capacité, pour les concerts type rock, une telle salle est actuellement[Quand ?] en construction au sein du programme immobilier « Iconic » situé dans le quartier Thiers.

#### Médias

##### Télévision
De 1984 à 2013 une chaîne de télévision Nice Azur TV (anciennement Nice Télévision Canal 40) diffusait des programmes locaux. Une chaîne locale, Azur TV, diffuse dès le 1er septembre 2013 des programmes sur la TNT dans les alentours de Nice (en partant du Lavandou jusqu'à Menton, et même au-delà jusqu'à San Remo en Italie, sur le canal 31 attribué par le CSA le 19 février 2013. Depuis 2019, elle était contrôlée par le magnat franco-libanais Iskandar Safa, également propriétaire de l'hebdomadaire Valeurs Actuelles. À la suite du rachat en 2021 du groupe Azur TV par Altice, propriétaire de BFM, la chaîne Azur TV cesse ses émissions, et BFM Nice Côte d'Azur, est lancée en juillet 2021 sur le canal 31 de la TNT.
TMC est une chaîne monégasque diffusée sur la TNT. La chaîne représentait une alternative à M6, qui ne disposait pas d'émetteurs sur la Côte d'Azur à ses débuts. TMC diffuse régulièrement des reportages sur Nice et sa région (Notre Région), et assure une diffusion grâce à la TNT des événements de la ville (fêtes d'été, concerts…).
France 3 Côte d'Azur détient aujourd'hui le monopole de l'information locale d'une chaîne nationale, depuis la fermeture du bureau M6 Nice en avril 2007, à la suite d'économies financières (impossibilité de diffuser de la publicité et l'arrivée de la TNT qui nécessite de remplacer le matériel existant). M6 Nice reste quand même présent sur la Côte d'Azur, « sous une autre forme » comme l'a annoncé le dernier JT, en alimentant la rédaction nationale de M6, de soleil et de palmiers.

##### Radios
Il existe plusieurs radios locales basées à Nice et dans sa région.
Emotion FM, créée par Pierre Alberti, est une radio musicale destinée au public senior.
Fréquence K émet depuis Carros. Créée en 1988, elle est une radio musicale généraliste et d'informations locales.
Kiss FM est une musicale généraliste.
Nice Radio est une radio musicale destinée à un public jeune.
Radio Vitamine a fonctionné de 1983 à 2019.
TSF Côte d'Azur diffuse surtout du jazz. Les grandes radios nationales proposent aussi des décrochages régionaux.

##### Presse
La presse écrite est principalement dominée par le groupe Nice-Matin et ses éditions Var-Matin et Corse-Matin. Le quotidien Nice-Matin a été créé en 1945. Le quotidien gratuit Metro était également présent à Nice, du 6 décembre 2004 au 29 août 2016, et consacrait chaque jour une page à l'actualité locale. Sur le même modèle, CNEWS Côte d'Azur (anciennement Direct Nice) existe depuis janvier 2009 et 20 Minutes (1er quotidien de France) depuis avril 2010. Le Patriote Côte d'Azur est le journal communiste historique de la ville de Nice. Créé en 1945, d'abord quotidien, il devient mensuel le 30 septembre 1996 (dix numéros) puis hebdomadaire le 4 juin 1997.
Des journaux dont la diffusion est plus modeste sont également publiés, comme Le Petit Niçois, hebdomadaire appartenant au groupe Éditions d'Azur, ou Les Nouvelles niçoises, mensuel gratuit proche de l’association autonomiste LRLN. Il existe également quelques journaux culturels, tels que La Strada, un bimensuel culturel gratuit, Art-Jonction, un magazine mensuel décentralisé sur l'art contemporain, PerformArts, double média culturel Internet et trimestriel papier, spécialisé dans les arts culturels et les arts vivants, ou encore Le Niçois et La Semaine des Spectacles, des hebdomadaires centrés sur la vie culturelle locale. Dans le domaine de la presse sportive, un mensuel gratuit, Actufoot.06 est consacré au football azuréen, des professionnels aux amateurs, et depuis décembre 2007, un autre mensuel du même éditeur, traite de l'actualité sportive dans le département. Plusieurs sites internet enfin, sont consacrés à la ville.

### Culture scientifique
Nice rayonne également au-delà de la Terre car, depuis le 24 février 2025, l'Union Astronomique Internationale lui a attribué un astéroïde double à son nom, le (326732) Nice, qui symbolise l'engagement des scientifiques niçois dans la planétologie depuis la fin du XIXe siècle, ceci à l'initiative du Dr Patrick Michel, astrophysicien à l'Observatoire de Nice.

### Événements et manifestations internationales
En 2025, la ville de Nice accueille la troisième Conférence des Nations unies sur l'océan à l'occasion de l'Année de la mer. L'événement se tient du 9 au 13 juin dans le nouveau centre des congrès Nicea construit, après la démolition de l'Acropolis, sur le quai Amiral-Infernet.

### Événements et festivités

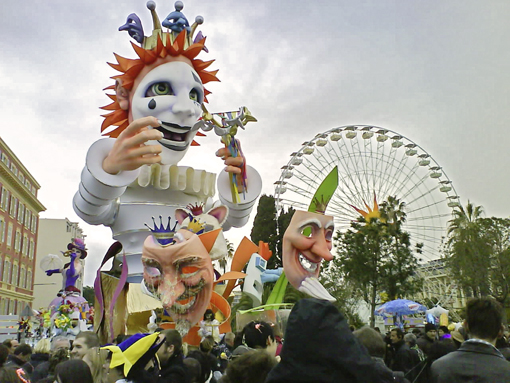
Le roi du carnaval de Nice en 2009.

La plupart des festivités et des événements culturels ont lieu l'été, de mai à fin octobre.
Le Carnaval de Nice a lieu en février et existe depuis 1873. Il est organisé par le Comité des fêtes pour divertir les hivernants.
Le Nice Jazz Festival qui existe depuis 1948 avait lieu en juillet, dans les jardins et les arènes de Cimiez, sur trois scènes différentes en même temps. Cependant, depuis une dizaine d'années, le festival se déroule autour de la Place Masséna.
Depuis 1935 se déroule chaque mois de mars la Foire de Nice, qui accueille les commerçants et les artisans de la région pendant dix jours au Palais des expositions.
Les « Nuits musicales de Nice » ont lieu en juillet et en août, sous la direction de Jacques Taddei. Elles ont lieu au cloître du monastère de Cimiez. Il s'agit d'un festival de musique de chambre qui existe depuis 1958.
Le festival « Vieux-Nice Baroque en Musique » est une série de concerts de musique baroque, qui a lieu d'octobre à mai, dans les églises et les chapelles baroques du Vieux-Nice.
Le festival de musique sacrée de Nice a été créé en 1974 par Pierre Cochereau et Paul Jamin. Il est dirigé aujourd'hui par Marco Guidarini et a lieu en juin. Le festival MANCA (Musiques actuelles Nice Côte d'Azur) a été créé en 1978 par Jean-Étienne Mari. Il est organisé par le CIRM.
« Les enfants du rock » était un festival de musique rock, organisé par l'association Ivoire Music, qui a existé de 2006 à 2009. En 2010, Ivoire Music décide d'élargir la thématique artistique ; le festival « Les enfants du rock » change alors de nom pour devenir le festival « Crazy week !!! ». La première édition de ce nouveau festival s'est déroulée du 6 au 10 juillet 2010 au théâtre de verdure de Nice. Près de 10 000 spectateurs ont assisté à l'édition 2011, confirmant ainsi que Crazy Week était devenu le premier festival musiques actuelles de la ville, et « le second festival de la ville après le Nice Jazz Festival » selon Nice-Matin.
Le « Septembre de la Photo » existe depuis 1987. Des photos liées par un thème commun sont exposées dans différents endroits de la ville (galeries municipales, musées, Théâtre de la Photographie et de l'Image).
Les Journées du Cinéma Italien ont lieu tous les ans à l'Espace Magnan, un centre multifonction de Nice (cinéma, concerts et théâtre, ainsi que cours et ateliers sur divers sports et loisirs) depuis 1986. Faute de publicité, il est plutôt confidentiel. La semaine du cinéma lusophone est organisée par l'université de Nice Sophia-Antipolis depuis 1999. Il a lieu au cinéma Rialto. Comme le festival de cinéma italien, il n'est pas soutenu par la municipalité et demeure donc très peu connu. Le festival du court métrage de Nice, intitulé « Un Festival c'est trop court », a lieu tous les ans au mois d'avril depuis 2000. Il est organisé par l'association Héliotrope. Depuis 2010, Nice accueille également au cinéma Mercury la Samain du cinéma fantastique de Nice, un festival annuel de films internationaux donnant la part belle aux films de genre.
La fête du Château est organisée par le Parti communiste des Alpes-Maritimes depuis 1946. Elle a lieu au début du mois de juillet et dure deux jours. On y trouve des concerts, des pièces de théâtre, des débats, des librairies et des buvettes. Il existe en définitive peu d'événements culturels destinés aux jeunes.

#### Bataille de fleurs
C'est l'écrivain Alphonse Karr qui est à l'origine de la première bataille de fleurs, en 1876.

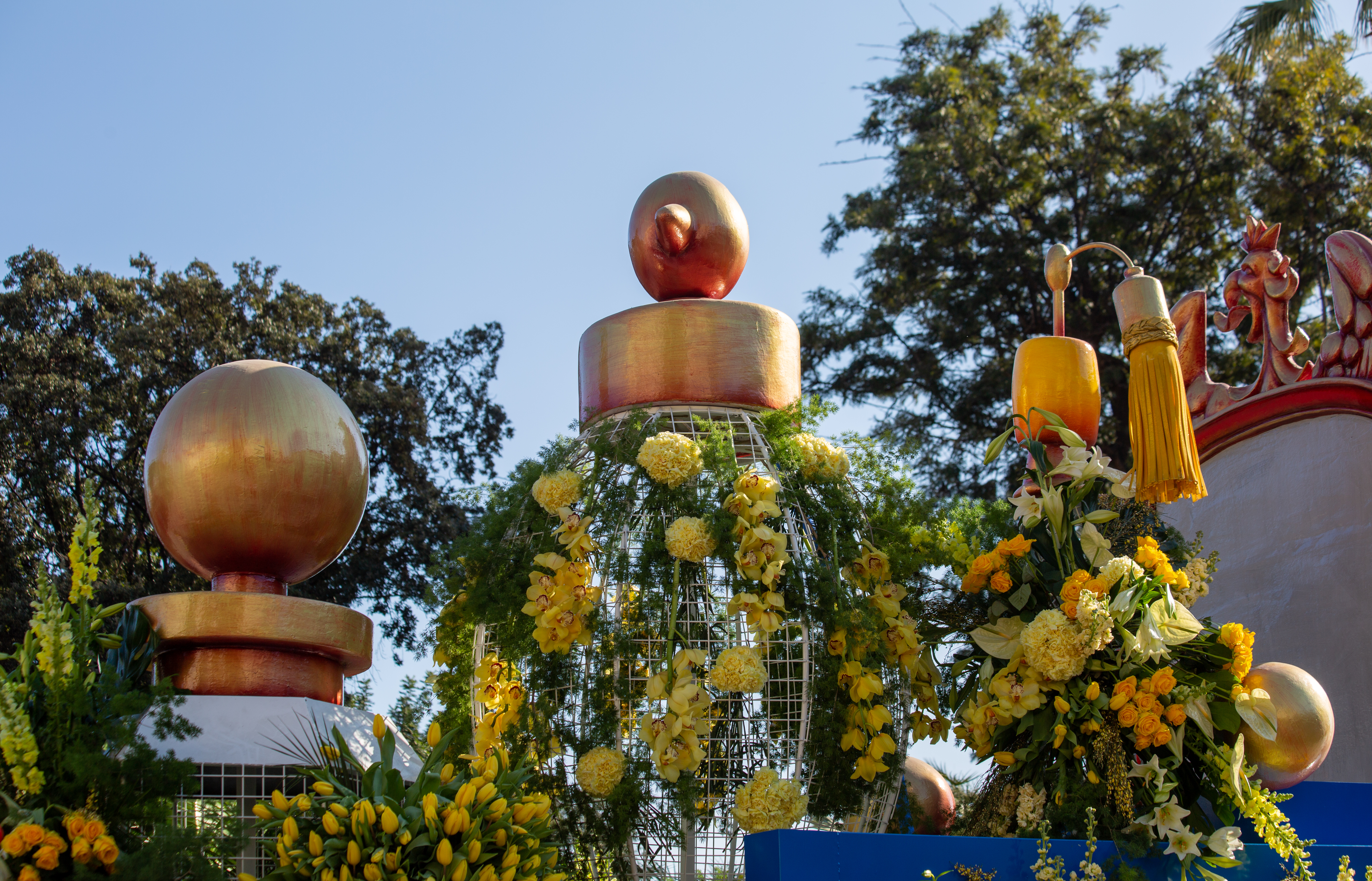
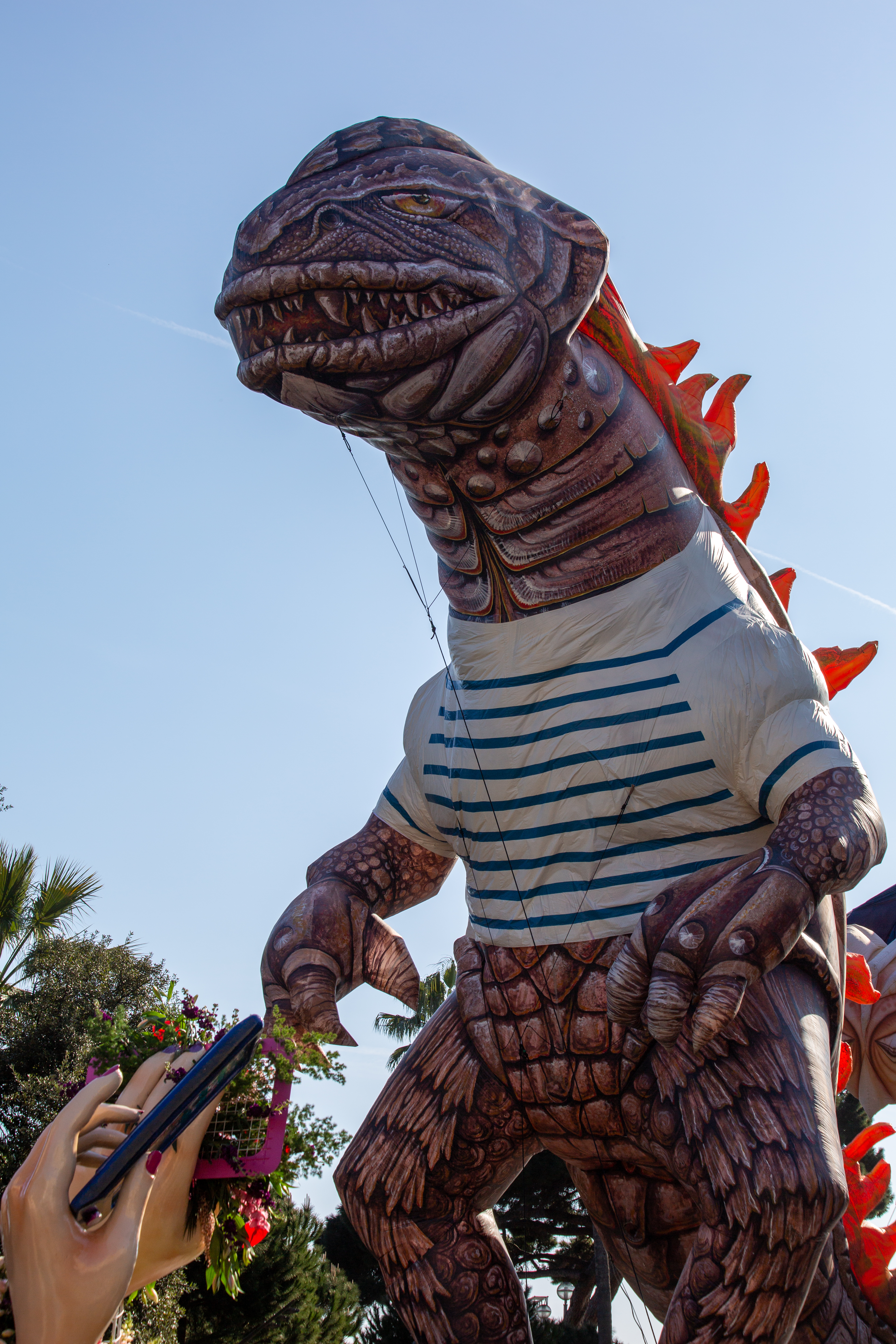
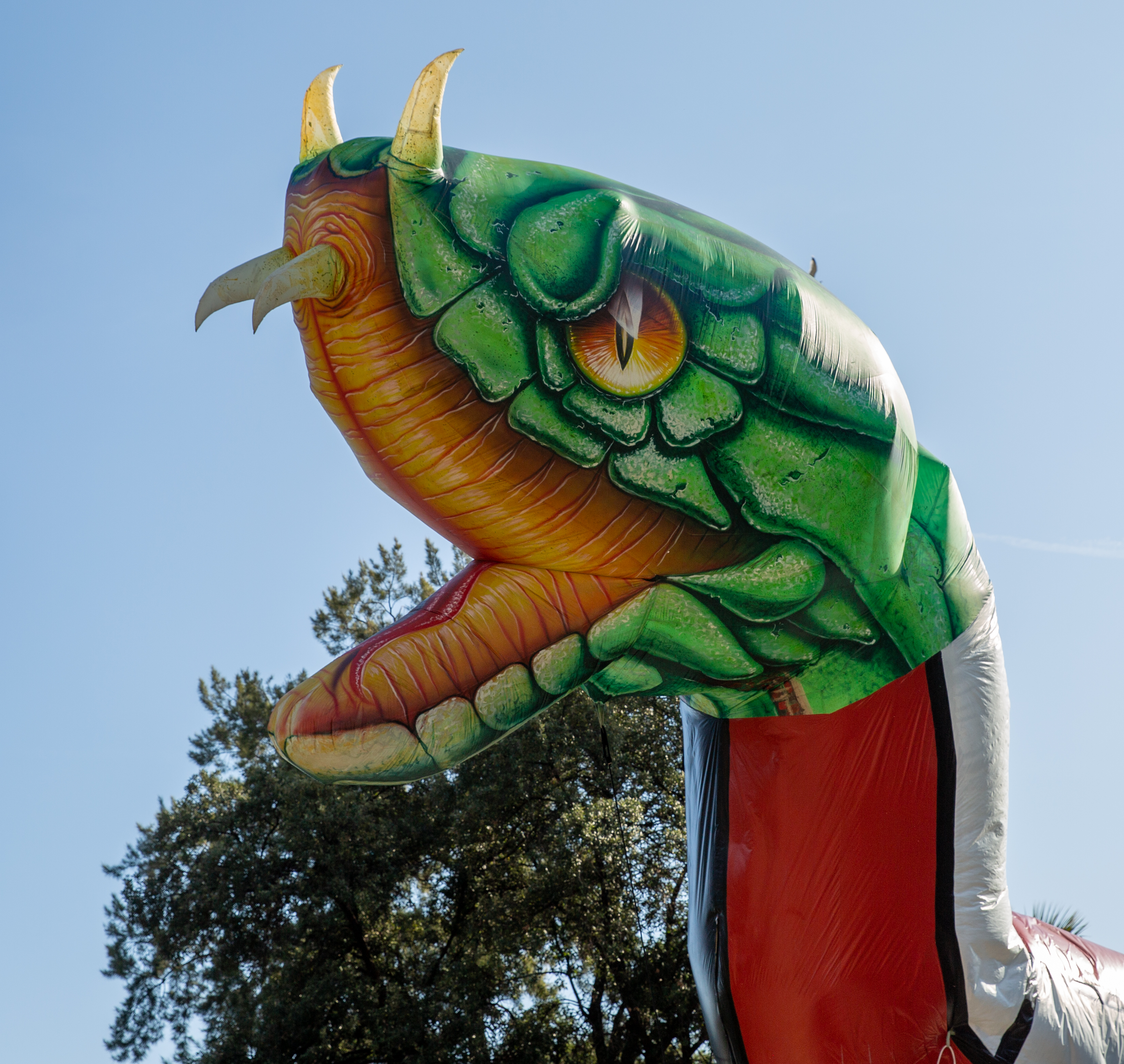
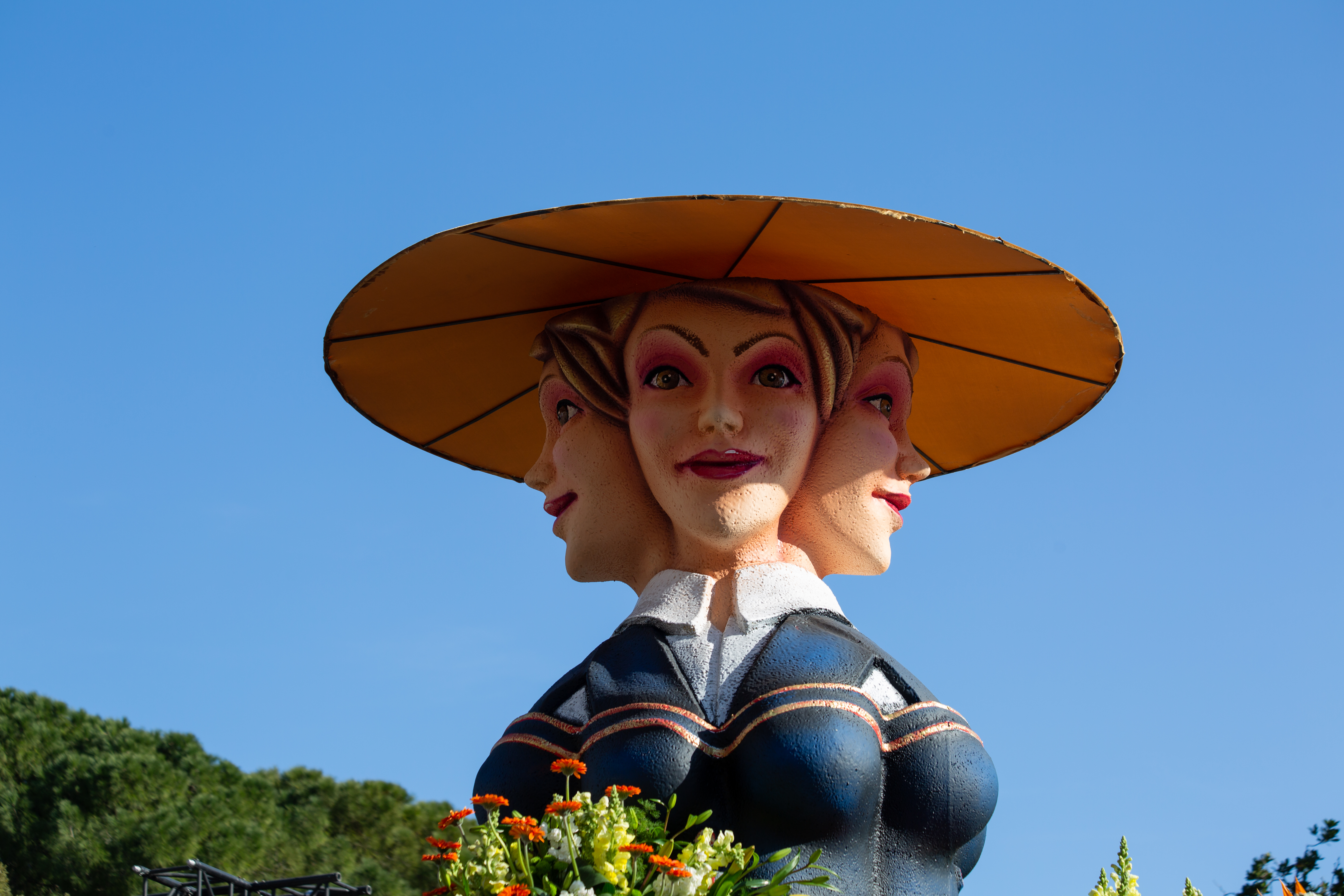
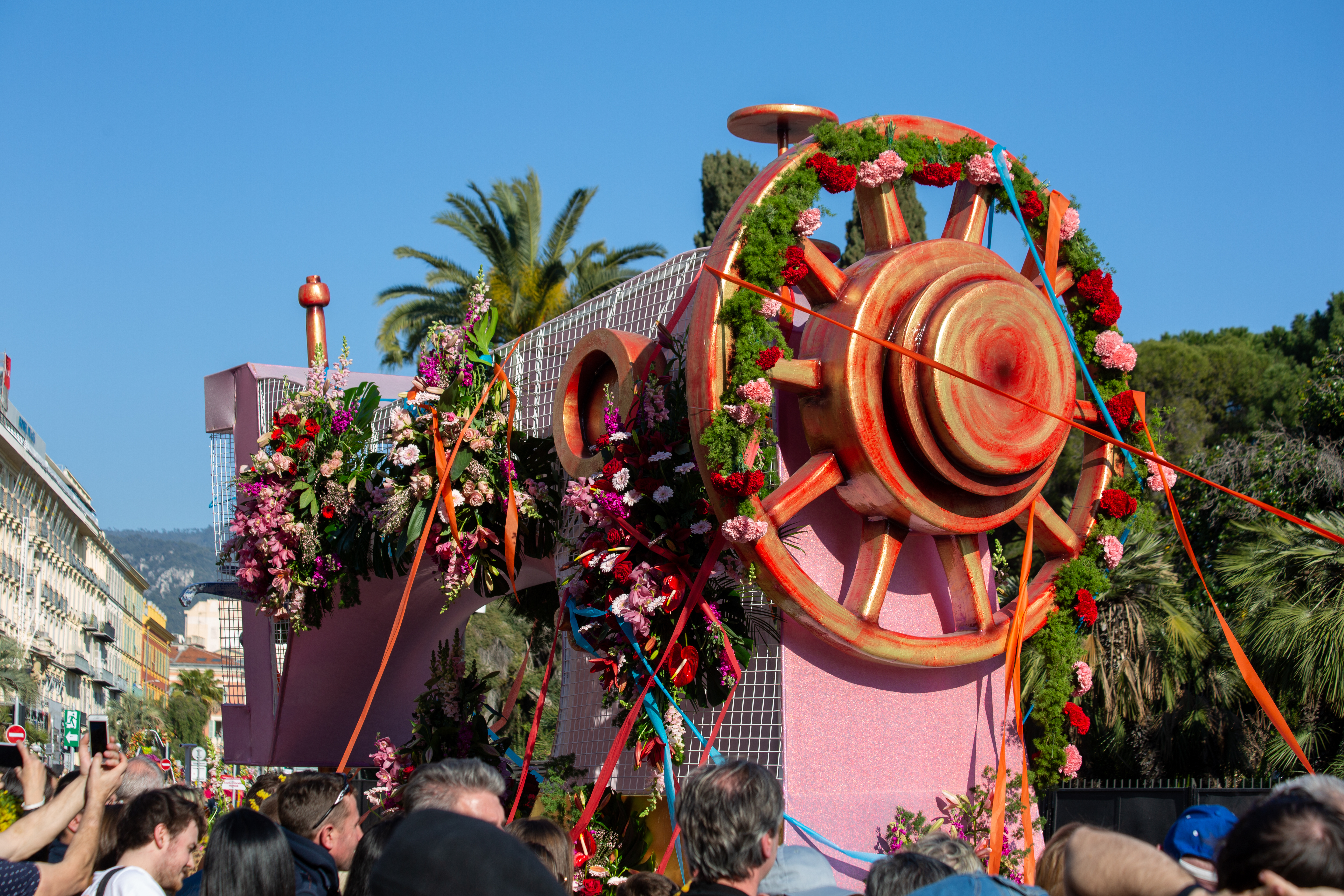
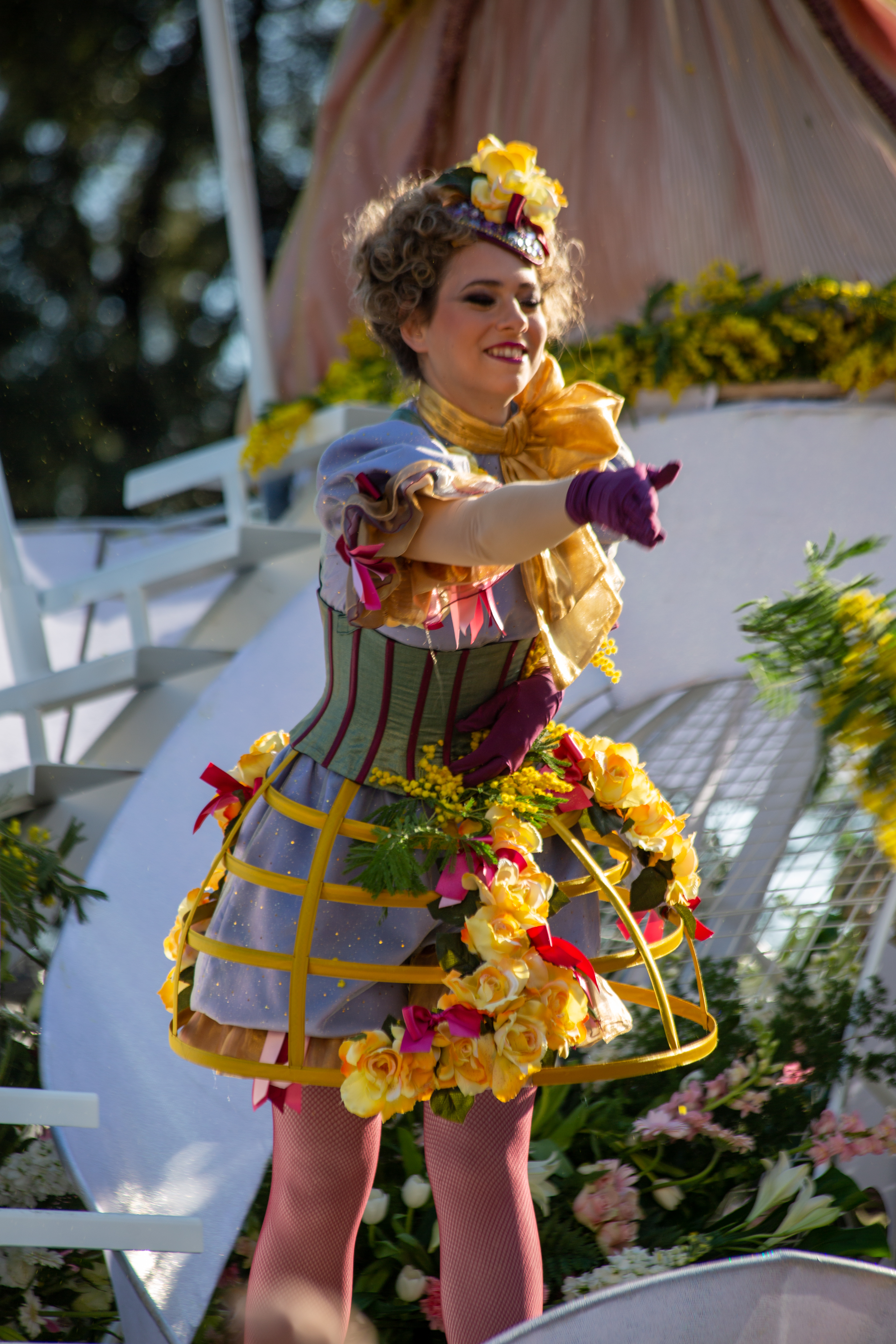

### Traditions

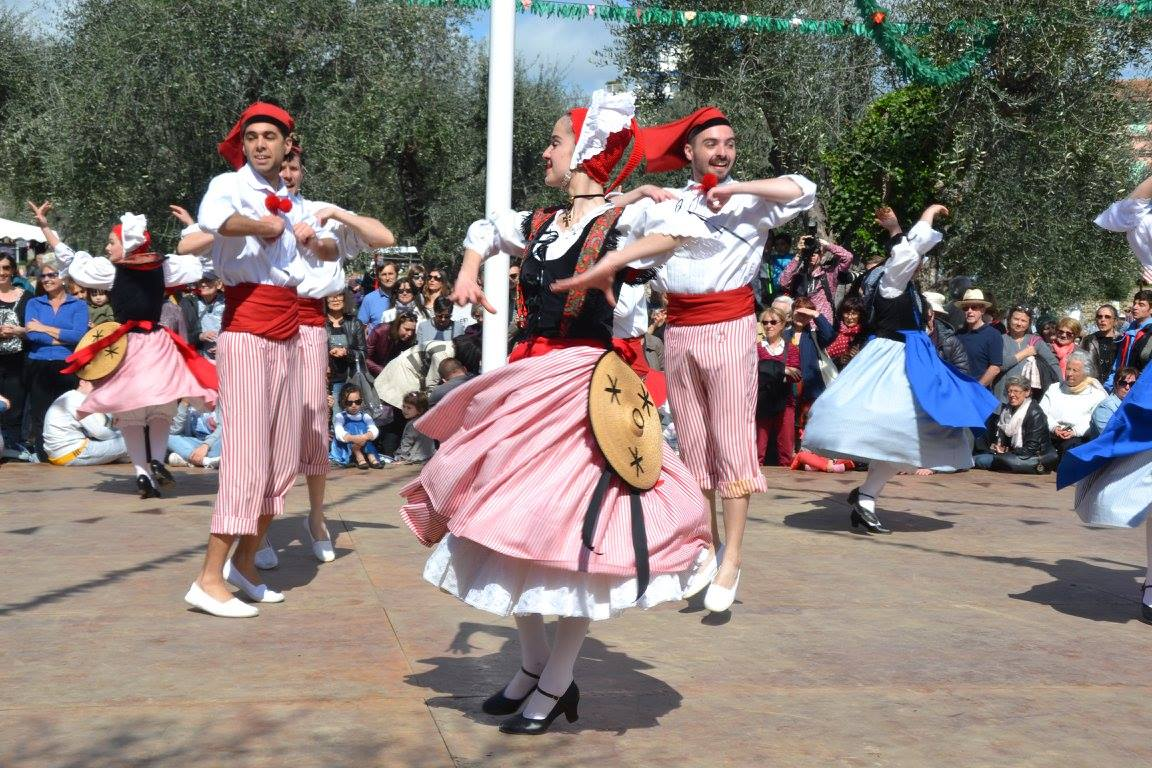
Danseurs en costume traditionnel niçois.

La danse la plus représentative du comté de Nice est la farandole et ses variantes : brandi, mourisca (ou mauresque), passa carriera (passe-rue ; espagnol passa calle, passacaille). D'autres danses traditionnelles ont également été pratiquées. Filles et garçons dansaient au son du fifre, du tambour, du petadou, parfois du violon ou de la vielle à roue. Le pilou, quant à lui, est un jeu typiquement niçois.
Il existe également de nombreuses fêtes dans le pays niçois, la première fête de l'année étant celle du carnaval de Nice qui est suivie de la bataille de fleurs. Les autres festivités traditionnelles sont le festin des cougourdons, les festins de Nice, la fête des Mais, le renouvellement du vœu, avec procession des confréries de pénitents, la fête de la Saint-Pierre, la fête du Malonat, la fête de l'Assomption, la fête de la San-Bertoumiéu, la fête de Catherine Ségurane, la fête de sainte Réparate, Calena et Lou Presèpi (« tradicioun de mariota nissarda », les marionnettes niçoises).
Les costumes portés sont, pour les garçons, un corsaire noir avec des rayures rouges et blanches, une large ceinture rouge appelé taillole et une grande chemise blanche ; et pour les filles, des jupes en toile avec des rayures rouges et blanches, une chemisette blanche, un corset de velours noir avec tablier, un châle en satin noir brodé ainsi que la capelina (grand chapeau rond et plat, en paille). Ces costumes existent également dans une variante, originaire de Menton, ou le rouge est remplacé par du bleu.
La ville dispose également d'un hymne Nissa la bella, composé par Menica Rondelly. Comme partout ailleurs, ces traditions ont évolué depuis le XIXe siècle pour aboutir à leur forme actuelle.

### Gastronomie

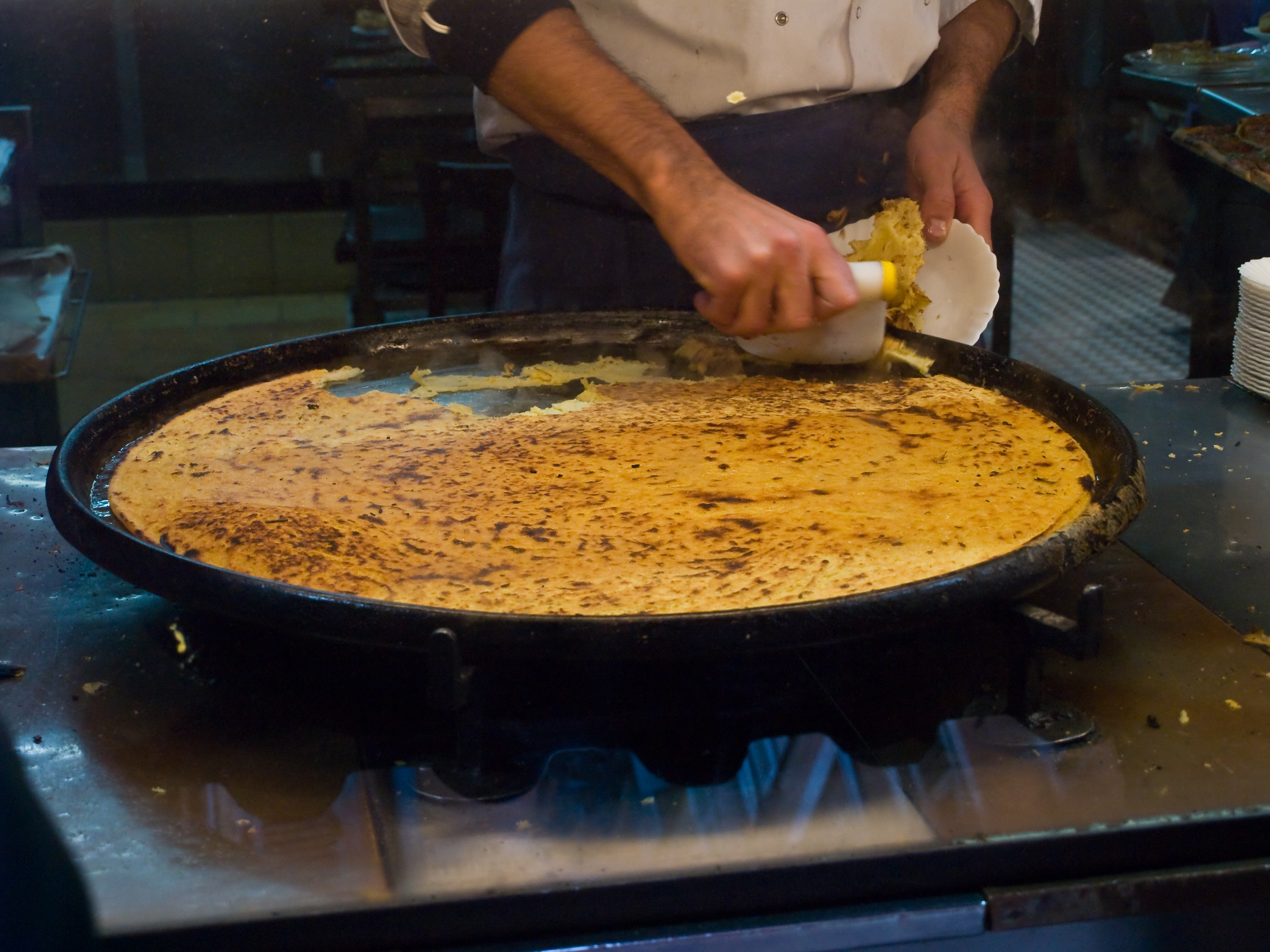
Socca sortant du four et servie chaude.

La cuisine niçoise, essentiellement méditerranéenne, est fortement influencée par la proximité de la Provence, de la Ligurie et du Piémont. Les principaux plats qui la caractérisent sont les beignets de fleurs de courgette, la bagna cauda, les gnocchis, la daube niçoise, l'estocafic ou estocaficada (stockfish niçois), les farcis, les olives de Nice (AOC), la pissaladière, le pan bagnat, les panisses, le pissalat, la polenta, la poutine (alevins de sardines), la ratatouille, la salade niçoise, la salade de mesclun, la socca, la soupe au pistou, la tapenade, les ganses, beignets aux pommes-raisins secs, la tourte de blettes ainsi que la tourte de fèves. Le vin de Bellet (AOC depuis 1941) est produit sur le territoire de la commune.
La cuisine niçoise est une cuisine qui utilise les ressources locales (huile d'olive, alevins, fruits et légumes, etc.) mais aussi de contrées plus lointaines, notamment d'Europe du Nord car les navires qui venaient chercher de l'huile d'olive arrivaient les cales pleines de denrées. C'est ainsi que l'on trouve des spécialités telles que le stockfish à partir d'aiglefin séché.
La viande provient des vallées avoisinantes comme les moutons de Sisteron ou du haut et moyen-pays. Les poissons de roche tels que les rougets et les alevins d'anchois (pour la poutine) sont souvent issus de la pêche locale. Les fruits de mer tels que les oursins et les nonats sont également très prisés.

### Nice dans la littérature
L'action du roman Les menteuses de Charles Exbrayat se déroule à Nice. Aussi, une grande partie du célèbre livre de Joseph Joffo, Un sac de billes, se déroule à Nice. L'entièreté de l'intrigue du roman de Patrick Modiano, Dimanche d'août, se passe à Nice.

### Symboles

#### Héraldique

Blason simple.
Blason sous l'Empire.
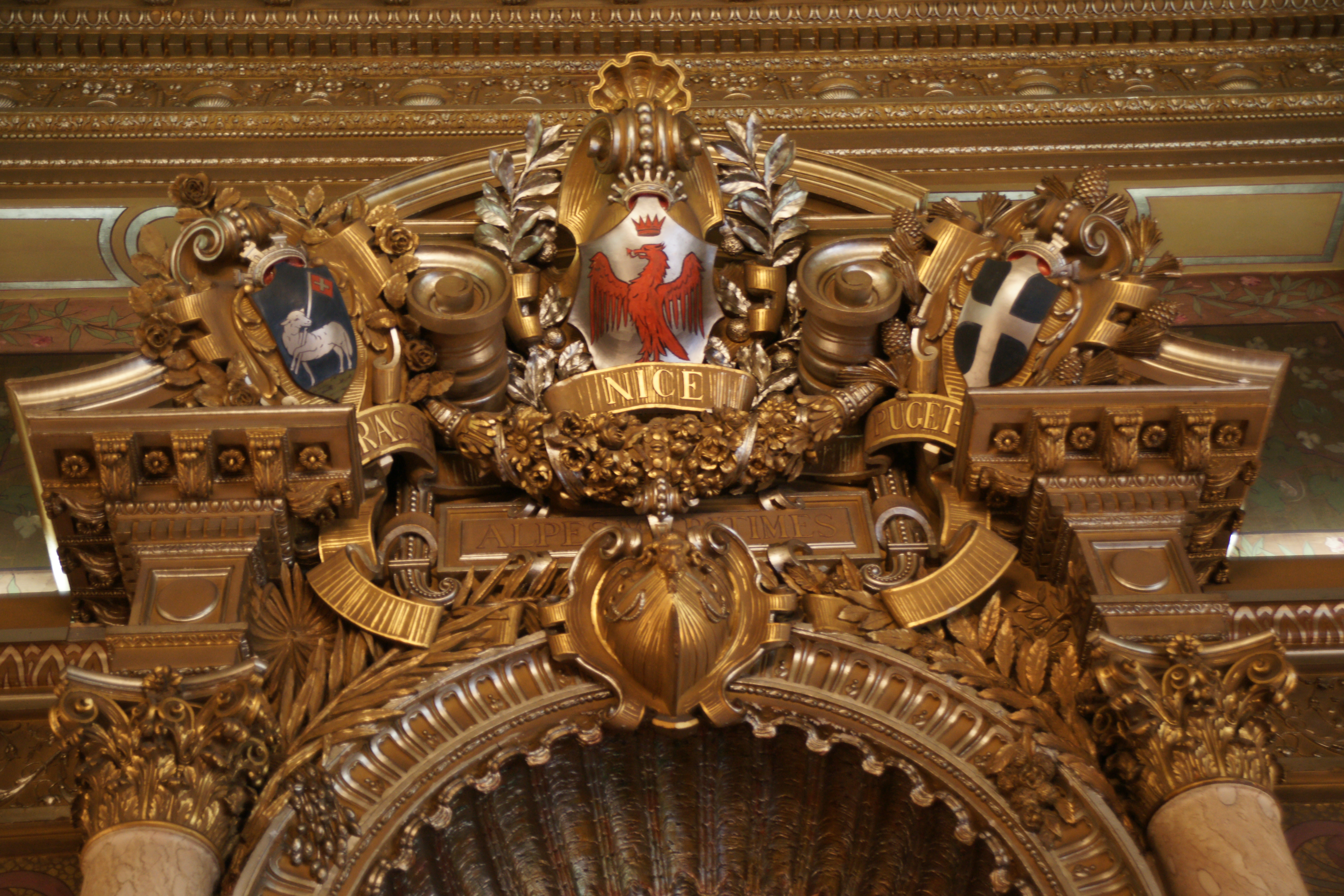
Détail du palais des ducs de Savoie.

Les armoiries de Nice apparaissent pour la première fois dans une copie des Statuts d'Amédée VIII, sans doute réalisée peu de temps après leur promulgation en 1430. Le pays niçois est alors symbolisé par une aigle rouge sur fond blanc, posée sur trois monts, ce que l'on peut décrire en langage héraldique comme des armes d'argent à une aigle de gueule posée sur trois coupeaux (en langage héraldique, l'aigle se dit toujours au féminin).
Les armoiries ne subissent ensuite que des modifications mineures : l'aigle devient de plus en plus stylisée, elle reçoit une couronne comtale, qui symbolise sa domination sur le comté de Nice, et elle prend appui sur trois monts désormais bordés par une mer stylisée. Les armes de la ville de Nice peuvent alors être décrites comme d'argent à l'aigle de gueules, le vol abaissé, posée sur trois coupeaux de sinople, mouvants d'une mer d'azur.
La présence de l'aigle, emblème impérial, démontre que ces armoiries sont liées au pouvoir savoyard. Les comtes puis les ducs de Savoie justifient en effet leur domination sur le pays niçois en se réclamant de leur titre de vicaire impérial. L'aigle dominant les trois collines est donc une illustration et une légitimation des Savoie, qui établissent leur domination sur le pays niçois. L'association du blanc et du rouge (argent et gueules) est une reprise des émaux héraldiques de la croix de Savoie. Les trois monts symbolisent un honneur territorial, sans souci de réalisme géographique.
Par leur structure emblématique, les armoiries de Nice constituent donc un signe d'allégeance et de fidélité à la maison de Savoie.
Le décret impérial du 6 juin 1811 attribue à la cité de Nice de nouvelles armoiries : Un lion passant de gueules surmonté d’un soleil rayonnant du même, adextré d’un olivier et sénestré d’un oranger de sinople au chef de gueules chargé de trois abeilles d'or qui est le signe des bonnes villes de l'Empire.
Les armoiries traditionnelles sont remises à l'honneur après la chute de l'Empire.

#### Devise
La devise de la ville est « Nicaea fidelissima » (Nice la Très Fidèle).

## Personnalités liées à la commune
Un nombre important de savants, d'hommes politiques, d'artistes et de personnalités diverses ont vu le jour, et vivent ou ont vécu à Nice.